# Cronologia de l'aviació
Aquesta cronologia de l'aviació presenta l'evolució, al llarg dels segles, dels aparells de vol construïts per l'ésser humà. Des de diversos segles abans de Crist fins a l'actualitat, el món de l'aviació ha anat evolucionant, i s'ha passat de fabricar aparells voladors rudimentaris a màquines capaces de transportar a centenars de passatgers i tones de càrrega, així com a volar a velocitats supersòniques. S'ha passat de fabricar aparells de fusta i tela, a utilitzar el metall i, més recentment, materials i aliatges compostos que milloren les capacitats dels aparells.

## Abans delsegle XX

### Abans delseglex
843 aC

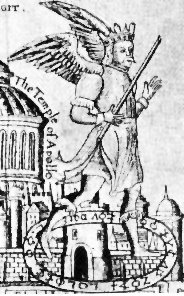
El rei Bladud.

- El rei Bladud, rei dels britons, intenta volar des del Temple d'Apol·lo a Trinavantum (Londres) amb unes ales fetes amb plomes de diversos ocells. No té èxit i l'intent li causa la mort.[1]

Entre 470 aC i 391 aC
- El filòsof xinès Mo Ti, més conegut com a Mozi, inventa i construeix el primer estel.[1]

Entre 400 aC i 345 aC
- Es coneixen altres personatges com Arquites de Tàrent (més conegut pels seus estudis de música) qui construeix un aparell en forma d'ocell d'uns dos metres d'envergadura fet amb materials com la fusta, pell i plomes. Creu que amb alguna mena de vent que desconeix, com el vent calent o comprimit, el vapor, o alguna altra força, i fent servir el foc podria elevar l'aparell.[1]

169 aC
- El general xinès Han Hsin utilitza estels durant els combats per mesurar la distància entre el seu exèrcit i el de l'enemic.[1]

Segle VI
- Els estels són utilitzats a la Xina per indicar ordres militars als exèrcits.[1]

### Del al segle XVI

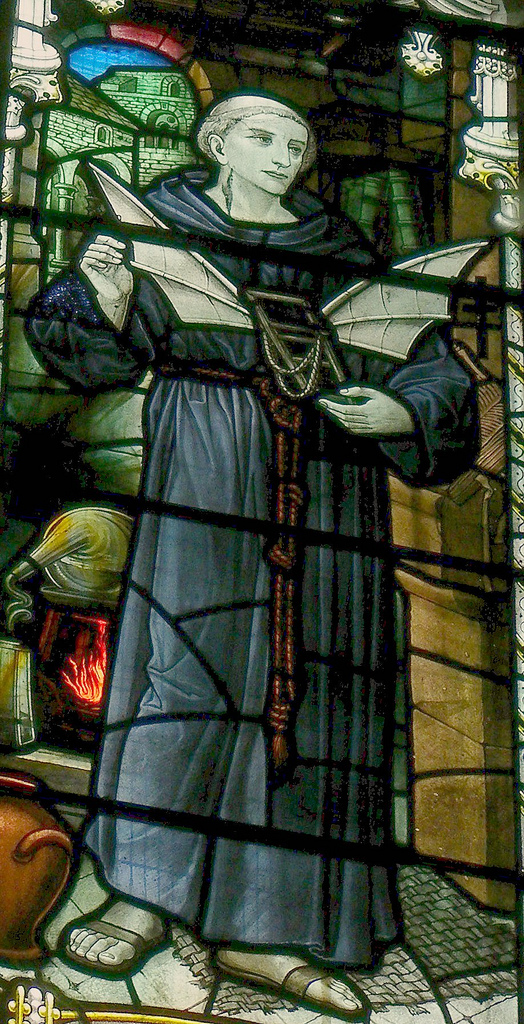
Oliver de Malmesbury a la vidriera instal·lada a l'Abadia de Malmesbury el 1920.

### Delseglexalsegle XVI

#### 1020
- Oliver de Malmesbury, el monjo volador, intenta volar a l'Abadia de Malmesbury utilitzant unes ales trencant-se les dues cames en l'intent.[1]

#### 1042
- Tseng Kung Liang parla de la utilització de projectils per a la guerra i de l'ús de la pólvora.[2]

#### Entre elseglexiii elseglexiv
- Apareixen els primers esbossos d'helicòpters. Un es troba en un manuscrit flamenc de vora el 1325, mentre que un segon, de 1460, mostra un helicòpter de joguina.[2]

#### 1250
- Un monjo anglès, anomenat Roger Bacon, escriu un llibre titulat Secrets de l'art i la natura, en què s'hi troben les primeres referències d'aparells voladors amb ales artificials, els ara coneguts com a ornitòpters. Tot i això, el llibre no és publicat fins al 1542.[2]

#### Segle XIV
- Marco Polo, el seu pare i un oncle presencien estels carregant homes i fets volar per mariners a Cathay (Xina).[2]

#### 1306
- Tenen lloc exhibicions amb artefactes similars als paracaigudes actuals durant la coronació del rei Fo Kin a la Xina.[2]

#### 1326

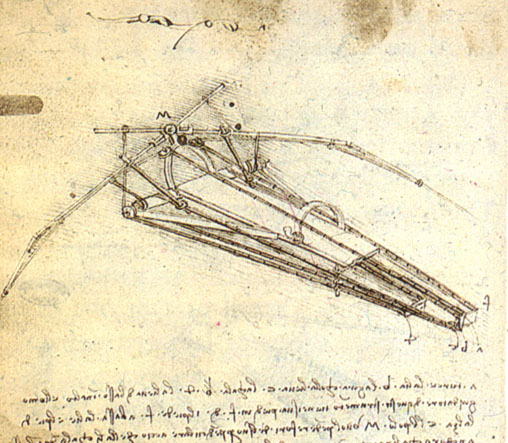
Un disseny d'aparell volador de Leonardo da Vinci (vora el 1488), Institut de França, París.

- S'il·lustren per primer cop a Europa estels carregant explosius en un manuscrit de Walter de Milemete. L'estel carrega una bomba incendiària per sobre d'una fortificació, essent controlat per tres soldats mitjançant cordes.[2]

#### 1420
- L'italià Joanes de Fontana dissenya el primer avió propulsat. Aquest disseny és il·lustrat en un manuscrit en la Biblioteca Estatal de Baviera.[3]

#### Entre1483i1497
- L'inventor i artista Leonardo da Vinci construeix un gran nombre d'aparells voladors, entre els quals en destaquen un paracaigudes, un ornitòpter, un helicòpter i un avió. Cap d'aquests aconsegueix volar.[3]

#### 1507
- L'abat de Tungland a Galloway (Escòcia) John Damian, es trenca una cuixa en saltar amb unes ales fetes de plomes des d'un mur del castell de Stirling, a Stirling (Escòcia), quan intentava arribar fins a França. El seu fracàs és degut al fet de no haver fet servir plomes d'àguila.[3]

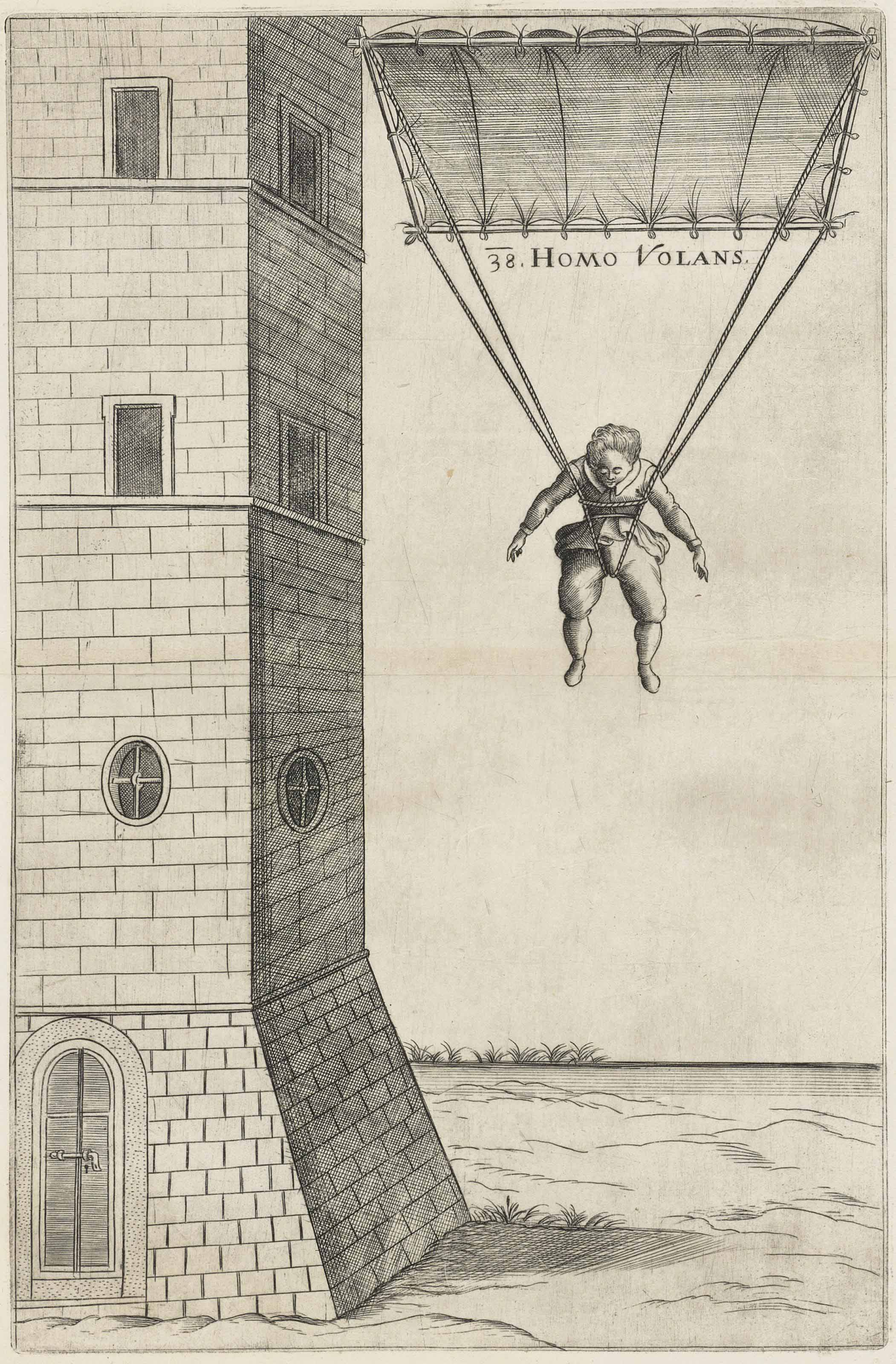
"Machinae Novae" làmina n.38: El paracaigudes de Veranzio.

#### Vora el1595
- Fausto Veranzio publica Machinae Novae, en què apareix el primer disseny de paracaigudes.[3]

### Segle XVII

#### Entre1630i1632
- Evliyâ Çelebi escriu sobre la gesta de Hezârfen Çelebi qui aconsegueix volar a una distància considerable en saltar des de la Torre de Gàlata. Només se sap segur que si el vol va existir, no va ser controlat.[4]

#### 1647
- L'italià Burattini, qui té per mecenes al rei Ladislau IV de Polònia, construeix i fa volar una maqueta d'avió, format per quatre grups d'ales dos dels quals funcionen com les dels ornitòpters.[3]

#### 1655
- L'anglès Robert Hooke construeix i fa volar una maqueta d'ornitòpter.[3]

#### 1670

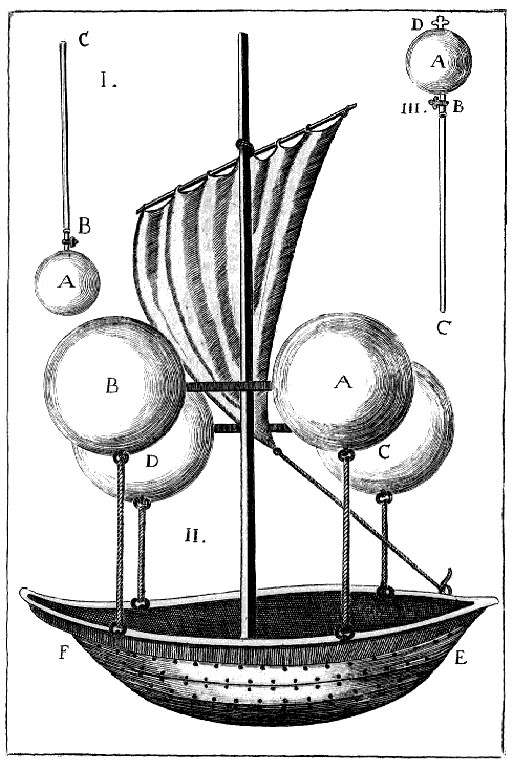
Borrador de la barca voladora de Francesco Lana de Terzi (vora el 1670).

- Francesco Lana de Terzi, sacerdot jesuïta, completa el primer disseny d'un aparell més lleuger que l'aire. Utilitza una tècnica d'Otto von Guericke basada en unes esferes de coure que bombejen aire, però que finalment no va poder utilitzar, ja que l'amplada mínima d'aquestes per aconseguir que no rebentessin amb la pressió de l'aire feia que l'aparell fos més pesant que l'aire.[3]

#### 1678
- Un francès anomenat Besnier aconsegueix volar, segons diu una publicació de l'època, per sobre d'un parell de cases a Sablé utilitzant dues ales per aprofitar la força del vent. Més tard M. Guibre adquireix l'aparell aconseguint certs èxits. Fos o no cert, el vol d'aquests dos mai va poder ser de forma controlada.[4]

#### 1680
- L'italià Giovanni Alfonso Borelli escriu un llibre titulat De Motu Animalium en què explica per què mai un home no podrà volar sense l'ajuda mecànica.[4]

#### 1694
- Setembre: el pare Vassou, un missioner a Canton, Xina, escriu a casa afirmant que ha trobat evidències documentals de l'ascensió d'un glòbus feta durant la coronació de l'emperador Fo Kin (1306).[4]

### Segle XVIII

#### 1709
- 8 d'agost: el pare Bartolomeu de Gusmão fa una demostració d'una maqueta de globus d'aire calent a la Casa da Índia, Lisboa, davant del rei Joan V de Portugal i altres dignataris. El globus s'eleva fins als 3 metres i mig abans de calar foc a les cortines. Més tard construiria una maqueta de planador.[5]

#### 1742
- El Marquès de Bacqueville intenta travessar el riu Sena (París) des del terrat d'un hotel amb múltiples ales. Sembla que s'aconsegueix cert vol.[5]

#### 1754
- El rus Mikhaïl Lomonóssov fa volar una maqueta d'helicòpter propulsat mecànicament.[5]

#### 1763
- Juliol: l'alemany Melchior Bauer dissenya un aparell més pesant que l'aire pensat per portar més de 45 kg d'explosius a part del pilot, anomenat Sky Wagon. Tot i que es va pensar a construir-lo al pic d'una muntanya per facilitar les proves de vol, segurament mai no es va arribar a construir.[5]

#### 1766
- Henry Cavendish aïlla hidrogen creant el que denominaria flogist, i informa més tard a la Royal Society que el flogist és molt més lleuger que l'aire de l'atmosfera terrestre.[5]

#### 1780
- Hyder Ali de Mysore, Índia, rebutja a les forces britàniques a Guntur mitjançant l'ús de coets encapsulats en ferro.[5]
- El germà Cyprian, un monjo de l'est d'Europa, afirma haver aconseguit planar saltant des d'una muntanya.[5]

#### 1781
- L'austríac Karl Friedrich Meerwein dissenya i construeix un planador que hauria aconseguit planar en un parell d'ocasions, el qual es propulsava mínimament d'un moviment de les ales. El disseny considerava la possibilitat de maniobrar.[5]

#### 1782
- Els germans Montgolfier fan la primera exhibició del seu prototip de globus d'aire calent.[5]

#### 1783
- Louis-Sébastien le Normand salta des d'un primer pis a Montpeller amb un paracaigudes cònic de 76 centímetres de diàmetre.[5]
- 25 d'abril: un globus d'aire calent dels Montgolfier de mida real no maniobrable s'enlaira fins a uns, aproximats, 300 metres.[5]
- 4 de juny: els germans Montgolfier mostren al públic d'Annonay un petit globus d'aire calent d'11 metres de diàmetre.[6]
- 27 d'agost: Jacques Charles fa volar un globus d'hidrogen no maniobrable de 3 metres i mig de diàmetre des de Champs-des-Mars, París, fins a Gonesse el que representaria un vol de 45 minuts. En aterrar, el globus seria atacat i destruït pels vilatans qui van pensar que es tractava d'un monstre. La mala olor excretada pel globus en ser punxat només va fer que ratificar la seva creença.[6]
- 19 de setembre: una ovella, un gall i un ànec volen un globus d'aire calent de 13 metres dels Montgolfier a la Cort de Versalles. Aquest assoliria una altura de 520 metres i volaria durant uns 8 minuts, fins a descendir a uns 3.2 kilòmetres de distància, al bosc de Vaucresson.[6]
- 15 d'octubre: Jean-François Pilâtre de Rozier esdevé el primer aeronauta de la història en ascendir fins als 26 metres en un globus dels Montgolfier, amarrat amb cordes des de terra.[6]
- 21 de novembre: Jean-François Pilâtre de Rozier i el Marquès d'Arlandes fan el primer vol lliure en un globus dels Montgolfier des de Château la Muette fins a Butte-aux-Cailles en un vol de 25 minuts, esdevenint així els primers homes, pilot i passatger, en viatjar per aire.[6]
- 1 de desembre: Jacques Charles i M. Robert esdevenen els primers homes a fer un vol en un globus d'hidrogen volant 43 kilòmetres des dels jardins del Palau de les Teuleries, París fins a Nesles-la-Vallée.[6]

#### 1784
- El tinent francès Jean Baptiste Meusnier exhibeix el seu disseny de dirigible.[6]
- 4 de febrer: l'irlandès Riddick fa volar un globus d'aire calent no maniobrable des dels jardins de Rotunda, Dublín.[6][7]
- 25 de febrer: primera ascensió d'un dels globus dels Montgolfier a Itàlia duta a terme per Chevalier Paolo Andreani, Charles Gerli i Augustin Gerli.[6]
- 15 d'abril: l'irlandès Rosseau acompanyat d'un noi fa un vol de 2 hores en un globus. Aquest vol representa el primer vol totalment dirigit a Irlanda.[6]
- 28 d'abril: els francesos Launoy i Bienvenu exhibeixen la primera maqueta d'helicòpter autopropulsada.[6]
- 20 de maig: la Marquesa de Montalembert i tres altres, entre les quals es troben la Comtessa de Podenas i Miss de Lagarde, esdevenen les primeres dones a volar en ascendir en un globus Montgolfier amarrat a terra a Faubourg-Saint-Antoine, París.[6]
- 4 de juny: Elizabeth Thible es converteix en la primera dona a fer un vol en un globus d'aire calent partint de Lió, França.[6]
- 7 d'agost: James Tytler vola en un globus Montgolfier als jardins de Comely, Edimburg.[8]
- 25 d'agost: Tytler vola en un globus Montgolfier a Edimburg.[8]
- 15 de setembre: Vincenzo Lunardi de Lucca fa el primer vol rellevant en un globus d'hidrogen en volar des del terreny de la Honourable Artillery Company's Moorfields fins a Standon Green End, Hertfordshire, Anglaterra.[8]
- 4 d'octubre: James Sadler es converteix en el primer aeronauta britànic en volar en un Montgolfier a Oxford.[8]
- 16 d'octubre: Jean-Pierre Blanchard intenta propulsar el seu globus fent girar sis aspes manualment.[8]

#### 1785
- 7 de gener: Jean-Pierre Blanchard i l'americà John Jeffries creuen el Canal de la Mànega en un globus d'hidrogen des de Dover (Anglaterra), fins a Forêt de Felmores, França, en un viatge d'aproximadament dues hores i mitja.[8]
- 19 de gener: l'irlandès Richard Crosbie fa el primer intent de creuar el Mar d'Irlanda en un globus d'hidrogen. Tot i això, ja en l'aire decideix aterrar de nou a causa del perill de fer la travessa de nit.[8]
- 12 de maig: Crosbie fa un segon intent de la travessa del Mar d'Irlanda, pero falla al no poder, el globus, elevar el seu pes. Richard McGwire, ocupa el seu lloc en ser més lleuger, però acaba amarant a 16 km de Howth, Irlanda.[8]
- 15 de juny: Jean-François Pilâtre de Rozier i Jules Romain moren en intentar creuar el Canal de la Mànega en un globus híbrid, d'aire calent i hidrogen.[8]
- 19 de juliol: Richard Crosbie fa un tercer intent per creuar el Mar d'Irlanda però és rescatat pel Captain Walmitt quan una tempesta l'allunya de la costa irlandesa.[8]

- Entre 1785 i 1789 Jean-Pierre Blanchard fa diverses exhibicions per Europa, fent els primers vols en globus a països com Bèlgica, Alemanya i Suïssa.[8]

#### 1790
- El químic francès Lavoisier es refereix a l'aire inflamable de Cavendish com a hidrogen.[8]

#### 1791
- 2 d'agost: Jean-Pierre Blanchard deixa caure animals en paracaigudes des d'un globus mentre sobrevola Viena, Àustria.[8]

#### 1793
- Blanchard es tira en paracaigudes a Basilea trencant-se una cama. Aquest salt era la continuació d'un experiment que s'havia iniciat quan el mateix Blanchard havia deixat caure un gos en paracaigudes des d'un globus a 1.830 metres d'altitud sobre Estrasburg. L'animal arribà a terra sa i estalvi.[8]
- 9 de gener: Blanchard fa el primer vol en globus als Estats Units d'Amèrica en volar en un globus d'hidrogen des de Walnut Street Prison, Filadèlfia, fins al Comtat de Gloucester, Nova Jersey, en un vol de 46 minuts.[9]
- Es forma una divisió aerostàtica a l'Exèrcit Republicà Francès a Meudon, França, comandada pel capità Coutelle. Comença amb 50 reclutes i un globus d'entrenament de 10 metres de diàmatre que es pot elevar fins als 150 metres amb dues persones a bord. L'hidrogen es crea mitjançant equipament proporcionat pel químic Guyton de Morveau.[9]

#### 1794
- 26 de juny: el capità Coutelle de l'Exèrcit Republicà Francès ascendeix amarrat a terra en un globus d'hidrogen a Maubeuge, durant la batalla de Fleurus. El globus, anomenat Entreprenant, és el primer globus utilitzat per a la guerra.[9]

#### 1796
- George Cayley construeix un prototip d'helicòpter similar a aquell dels francesos Launoy i Bienvenu. Utilitza rotors de quatre aspes fetes a partir de plomes d'ocell.[9]

#### 1797
- 22 d'octubre: André-Jacques Garnerin fa el primer salt en paracaigudes des d'una alçada considerable d'aproximadament 680 metres a Parc Monceau, París. Garnerin acabaria perdent la vida en un altre salt a França el 21 de setembre de 1802.[9]

#### 1798
- 10 de novembre: les senyoretes Labrosse i Henry ascendeixen en un globus sobre París. Labrosse esdevindria, més tard, la senyora Garnerin.[9]

#### 1799
- Sir George Cayley dissenya el primer avió conegut d'ales fixes, una cua cruciforme amb un sistema de propulsió que utilitzava unes pales. El disseny està gravat en un disc de plata.[9]
- Jeanne Genieve Garnerin, muller de André-Jacques Garnerin, es converteix en la primera dona en volar en solitari en un globus.[10]

### Segle XIX

#### 1802
- 21 de setembre de 1802: André-Jacques Garnerin fa el primer salt en paracaigudes a Anglaterra, pero queda ferit en accidentar-se quan una de les cordes que sostenen la cistella del paracaigudes cedeix.[9]

#### 1804
- Sir George Cayley construeix la seva primera maqueta d'avió. Aquesta incorpora noves millores com l'ala monoplana d'àrea considerable.[9]

#### 1805
- El coronel William Congreve prova per primer cop els seus coets d'artilleria al Royal Laboratory, Woolwich.[9]

#### 1806
- 8 d'octubre: la Royal Navy envia 24 vaixells armats amb coets Congreve a França durant les guerres napoleòniques. Aquests coets causen moltes destrosses a la ciutat de Boulogne i a l'exèrcit naval francès.[11]

#### 1807
- Uns 25000 coets Congreve són llançats contra Copenhaguen per la Royal Navy. Aquests coets assolien els 3,2 km de distància.[11]

#### 1808
- 24 de juliol: R. Jordarki Kuparanto esdevé el primer home a sobreviure des d'un aparell danyat en saltar en paracaigudes després que el seu montgolfier es calés foc mentre sobrevolava Varsòvia, Polònia.[11]

#### 1809
- George Cayley completa el seu primer planador de mida real i el posa a prova sense pilot.[11]
- El suís Jacob Degen fa uns quants petits salts i vols utilitzant un ornitòpter que s'ajudava d'un petit globus d'hidrogen per a l'enlairament. L'ornitòpter sol no era capaç d'enlairar-se.[11]
- 7 de març: Jean-Pierre Blanchard mor d'un atac de cor mentre vola en un dels seus globus.[11]

#### 1811
- L'alemany Albrecht Berblinger intenta travessar el riu Danubi amb un ornitòpter basat en els dissenys de Jacob Degen. L'intent, però, no té èxit.[11]

#### 1812
- 1 d'octubre: James Sadler intenta fer la primera travessa per aire del Mar d'Irlanda. Surt de Dublín en un globus d'hidrogen i vola exitosament fins a Anglesey, tot i que el vent se l'enduu cap al mar de nou, d'on és rescatat.[11]

#### 1815
- Una brigada d'artillers de l'exèrcit britànic és utilitzada durant la batalla de Waterloo.[11]
- Setembre: Eliza Garnerin, neboda de Jacques Garnerin, ascendeix en un globus a París, França i posteriorment salta en paracaigudes esdevenint la primera dona de la història en fer-ho.[11]

#### 1816
- Jacob Degen construeix una maqueta d'helicòpter amb dos rotors en sentits oposats.[11]

#### 1817
- 22 de juliol: Windham Sadler, fill de James Sadler, fa la primera travessa del Mar d'Irlanda per aire, volant en globus des de Portobello Barracks, Dublín, Irlanda, fins a Holyhead, Gal·les.[11]

#### 1819
- 7 de juliol: Madame Blanchard esdevé la primera dona a morir en un accident aeri quan el seu globus d'hidrogen es cala foc durant un festival pirotècnic a París.[12]
- 2 d'agost: Charles Guille fa el primer salt en paracaigudes des d'un globus aerostàtic als Estats Units, saltant des d'una alçada de 2.440 metres sobre New Bushwick, Long Island, Nova York.[12]

#### 1825
- George Pocock, un professor d'escola de Bristol, Anglaterra, enlaira a la seva filla Martha utilitzant un estel de disseny propi.[12]

#### 1827
- George Pocock demostra l'efectivitat dels seus estels lligant-ne un a un carro, amb el qual viatja de Bristol a Marlborough, Anglaterra. Aquest aparell s'anomenaria Charvolant.[12]

#### 1828
- L'anglès Mayer construeix un helicòpter de mida real propulsat per l'energia mecànica del pilot, que no aconsegueix enlairar-se.[12]

#### 1832
- 14 de maig: Charles Green es converteix en el primer aeronauta a volar en 100 ocasions en fer el seu vol número 100 a Mermaid Tavern, Hackney, Anglaterra.[12]

#### 1836
- Agost: el Royal Vauxhall Balloon, més tard rebatejat com el Great Nassau Balloon, vola per primer cop.[12]
- Entre el 7 i el 8 de novembre: Charles Green, Robert Hollond i Thomas Monck Mason s'enlairen a Vauxhall Gardens, Londres, en el Royal Vauxhall Balloon i viatja 772 km fins a prop de Weilburg, Ducat de Nassau, d'aquí el canvi de nom.[12]

#### 1837
- 24 de juliol: el britó Robert Cocking posa a prova el seu disseny de paracaigudes des del Great Nassau Balloon. La principal novetat del seu disseny és un tendal que pretén prevenir de les oscil·lacions sofertes pels anteriors paracaigudes. Des d'una alçada d'aproximadament 2000 metres el paracaigudes funciona perfectament fins que la llanda superior es trenca causant la mort de Cocking.[12]

#### 1842
- L'anglès W.H. Phillips aconsegueix fer enlairar la seva maqueta d'helicòpter utilitzant la pressió del vapor.[12]

#### 1843
- William Samuel Henson patenta el disseny del seu aparell pensat per al transport de passatgers que utilitzava la força del vapor, i que, més tard, va ser conegut com a Aerial Steam Carriage o l'Ariel.[12]
- George Cayley dissenya un nou model d'avió amb quatre ales circulars i dos propulsors per al vol horitzontal.[13]
- Al març apareix un projecte de llei sobre el trànsit aeri al Parlament del Regne Unit que proposa la creació d'una companyia pública que operi viatges en avió a tot el món.[13]

#### 1844
- L'aparell Aerial Steam Carriage de 6 metres d'amplada amb motor de vapor de Henson és construït. Entre 1845 i 1847 seria provat a Bala Down, Chard, Somerset, amb l'ajuda d'una rampa. Tot i això l'aparell mai no va poder amb la càrrega i no té èxit.[13]

#### 1848
- John Stringfellow, qui havia estat cridat per Henson per construir el motor de vapor el 1842, intenta fer volar un aparell amb ales afilades i un motor de vapor a Chard, Somerset. L'aparell, però, no aconsegueix enlairar-se i les seves posteriors modernitzacions tampoc.[13]

#### 1849
- Un nen aconsegueix volar unes quantes iardes amb un aparell no motoritzat dissenyat i construït per Cayley fet que el converteix en la primera persona que aconsegueix volar amb un aparell més pesant que l'aire.[13]
- 22 d'agost: Àustria llança globus d'aire calent no tripulats contra les defenses de Venècia, Itàlia. Cadascun d'aquests globus carrega una bomba.[13]
- 7 d'octubre: M.F. Farban fa el primer vol en globus aerostàtic per sobre dels Alps, volant des de Marsella, França, fins a Torí, Itàlia.[13]

#### 1852
- 24 de setembre: Henri Giffard fa el primer vol propulsat en dirigible, volant des de l'hipòdrom de París fins a Trappes, recorrent una distància de 27 km. Aquest dirigible és propulsat per un motor de vapor de tres aspes de 3 cavalls (2.24 kW) de potència.[13]

#### 1853
- El cotxer de Cayley aconsegueix enlairar-se amb un planador de Cayley a Brompton Hall, Scarborough, Anglaterra. En aterrar va recordar que a ell l'havien contractat per conduir i no pas per pilotar.[13]

#### 1854
- 27 de juny: el francès Louis Charles Letur pateix un accident greu en provar un dels seus paracaigudes a Anglaterra. Prèviament havia aconseguit diversos descensos exitosos utilitzant els seus paracaigudes maniobrables.[13]

#### 1856
- El francès Louis Mouillard, autor de l'Empire de l'Air, intenta volar amb el seu model de planador. No funciona igual que altres múltiples intents que el succeeixen.[13]

#### 1857
- El francès Jean-Marie le Bris completa un vol curt amb un planador propulsat per un cavall.[14]
- 15 de desembre: George Cayley, un dels primers grans impulsors de l'aviació i sovint conegut com el pare de l'aviació més pesant que l'aire, mor.[14]

#### Entre1857i1858
- Félix du Temple de la Croix aconsegueix enlairar un model d'avió primer propulsat per un mecanisme de rellotge i després per un motor de vapor.[14]

#### 1858
- El francès Gaspard-Félix Tournachon, més conegut amb el pseudònim de Nadar, fa la foto més antiga coneguda presa des de l'aire, fotografia que mostra part de la ciutat de París. La imatge fou presa des d'un globus amarrat a terra.[14]
- 29 de març: té lloc la primera ascensió en globus d'hidrogen a Austràlia. Aquest enlairament es fa a Cremorne Gardens, Melbourne.[14]

#### 1859
- 2 de juliol: John O. Wise, O. Gager i John la Mountain volen 1.800 km des de Saint Louis, Missouri, fins a Henderson, Nova York, en un globus d'hidrogen.[14]
- E. Cordner vola un estel preparat per rescatar homes del mar a Irlanda.[14]

#### 1860
- El belga Étienne Lenoir inventa el motor de gas.[14]

#### 1861
- 18 de juny: l'estatunidenc Thaddeus Lowe pilota el globus Enterprise, des del qual es transmet el primer missatge telegràfic aeri.[14]
- 1 d'octubre: es forma la branca de globus aerostàtics de l'exèrcit estatunidenc, la American Army Balloon Corps, comptant amb 5 globus i 50 homes.[14]
- Novembre: el George Washington Parke Custis, una gavarra de carbó reconvertida, esdevé el primer transportador de globus operacional de la història en entrar en servei per a l'exèrcit del Potomac del General George B. McClellan durant la Guerra Civil Americana.[14]

#### 1862

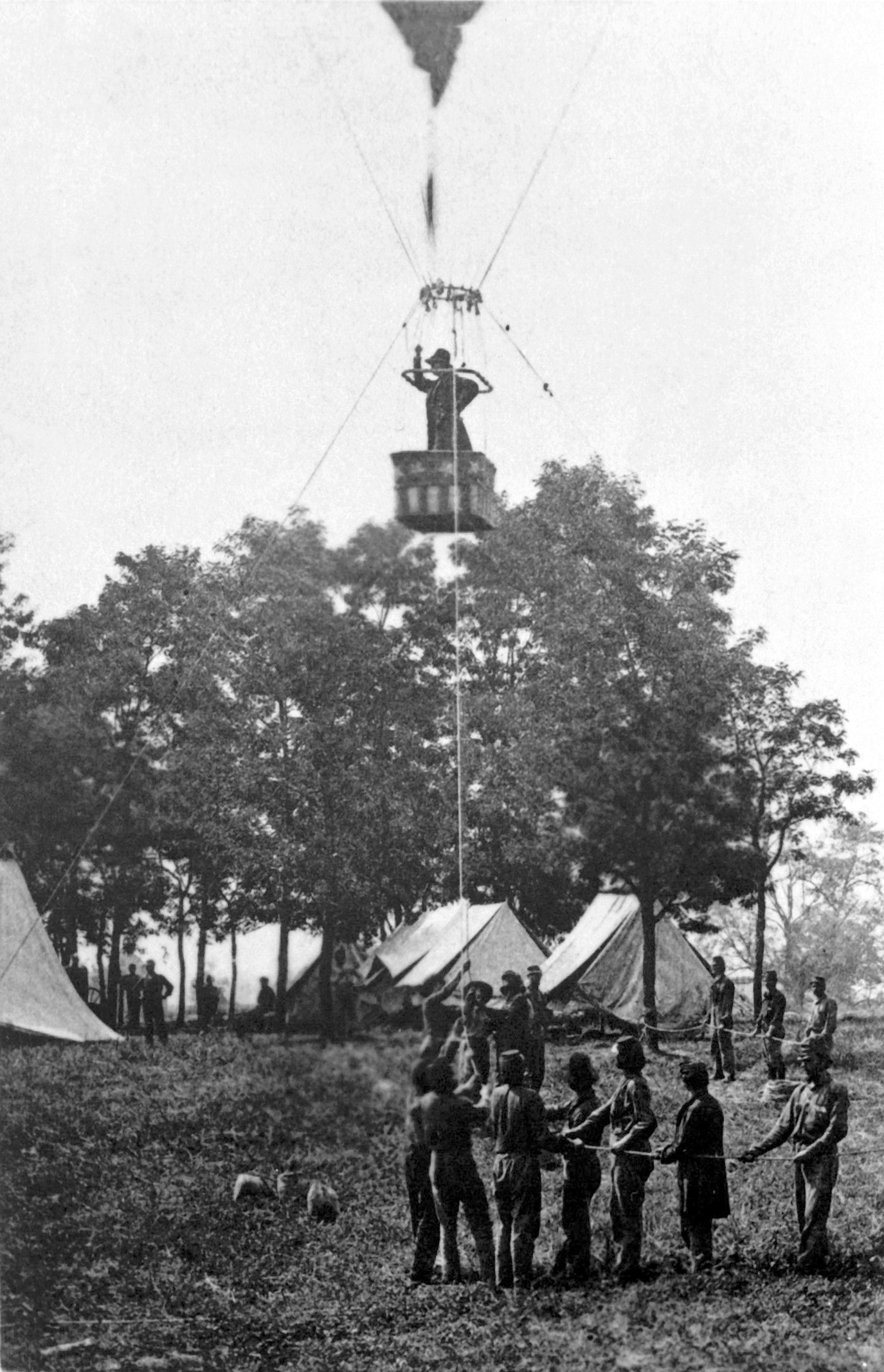
Thaddeus Lowe ascendint amb lIntrepid per a observació durant la batalla de Fair Oaks.

- Entre el 31 de maig i l'1 de juny: l'Intrepid, un globus d'hidrogen, s'utilitza per a feines de reconeixement durant la batalla de Fair Oaks durant la Guerra Civil Americana.[14]
- 11 de desembre: un globus de l'American Army Balloon Corps és utilitzat durant la travessa del riu Rappahannock.[14]

#### 1863
- Entre el 30 d'abril i el 5 de maig: té lloc la batalla de Chancellorsville durant la Guerra Civil Americana, on s'utilitzen globus per al reconeixement i direcció de l'artilleria.[15]
- Es desfà la American Balloon Corps.[15]

#### Entre1864i1870
- S'utilitzen globus tripulats durant la guerra de Sud-amèrica, quan forces de l'Argentina, Brasil i l'Uruguai entren en guerra amb el Paraguai. La coordinació de les operacions aèries és duta a terme pel brasiler Marquès de Caxias.[15]

#### 1865
- El francès Charles de Louvrie dissenya el primer model d'avió utilitzant un motor de propulsió a reacció, l'Aéronave. Aquest tenia les ales del tipus dosser sobre una base de quatre rodes que carregava el motor.[15]

#### Entre1865i1872
- L'austríac Paul Hänlein inventa un motor de combustió de gas de quatre cilindres oposats horitzontalment per impulsar-se.[15]

#### 1866
- 12 de gener: es funda a Anglaterra la The Aeronautical Society of Great Britain (Societat Aeronàutica de la Gran Bretanya).[15]

#### 1867
- Els anglesos J.W. Butler i E. Edwards patenten un disseny d'avió motoritzat amb ales en forma de delta.[15]

#### 1868
- Al juny: la The Aeronautical Society of Great Britain celebra una exhibició d'aparells aeronàutics a Crystal Palace (Anglaterra).[15]

#### 1870
- Gustave Trouvé aconsegueix enlairar un model d'ornitòpter utilitzant la pólvora per batre les ales.[15]
- L'Exèrcit de Prússia forma dos destacaments de Luftschiffer per operar aparells més lleugers que l'aire durant la Guerra Francoprussiana. Aquests serien coordinats per l'anglès Henry Coxwell però aviat els dissoldrien.[15]
- 23 de setembre: Jules Droug s'enlaira a París en un globus i segueix les línies d'assetjament de l'exèrcit de Prússia durant la Guerra Francoprussiana. Aterra a Évreux. La ciutat compta amb altres 5 globus disponibles per a l'observació, i aviat comença un programa de construcció de nous globus a les estacions de tren i altres edificis. Utilitzant gas de la fàbrica de gas de La Villette, s'haurien fet fins al 28 de gener de 1871, uns 66 vols en globus, transportant fins a 155 persones, quasi 3 milions de cartes, coloms missatgers de càrrega i altres càrregues fora de la ciutat. Dels 66 vols, 7 es perden en la direcció equivocada i 2 són baixes a causa del foc prussià.[15]
- Octubre: el químic Barreswill inventa el microfilm que permetria enviar missatges a París utilitzant coloms missatgers.[16]

#### Entre1870i1876
- Entre 1870 i 1871, Alphonse Pénaud fa múltiples exhibicions dels seus models d'helicòpters amb rotors impulsats per tires de goma retorçada (planaphore). També fa volar un model d'aeroplà que incorpora molta estabilitat. El 1876 dissenya el primer amfibi. Tots aquests aparells, el col·loquen com el segon personatge que va aportar més aparells als inicis de l'aviació només per darrere de Sir George Cayley.[16]

#### 1871
- A Anglaterra, Francis H. Wenham i John Browning construeixen el primer túnel de vent.[16]
- El francès Charles Renard fa volar un model de planador de múltiples ales. Aquest model inclou diverses aletes que li proporcionen una major estabilitat durant el vol.[16]

#### 1872
- L'austríac Paul Hänlein exhibeix el seu dirigible de 50 metres de llargària fent diversos vols de prova mentre és amarrat a terra. L'aparell és propulsat per un únic motor Lenoir de 5 cavalls (3.7 kW) abastit per hidrogen.[16]

#### 1873
- John Wise pilota un globus d'hidrogen molt gran durant el primer intent de la travessa de l'oceà Atlàntic per aire. Financiat pel New York Daily Graphic, el globus s'accidenta a només 66 km del punt de partida.[16]

#### 1874
- L'oficial de l'exèrcit naval francès Félix du Temple de la Croix aconsegueix fer petits salts i vols a Brest amb un avió semblant a un ocell. Per aconseguir-ho s'ajuda d'una rampa a l'hora d'impulsar-se.[17]

#### 1875
- Al juny: l'aeroplà Aerial Steamer no tripulat de Thomas Moy s'enlaira a Crystal Palace, Anglaterra.[17]

#### 1876
- L'alemany Nikolaus Otto patenta un motor de gas de 4 temps, el cicle Otto.[17]

#### 1877
- Nikolaus Otto inventa el motor de combustió interna de petroli de 4 temps. Gottlieb Daimler, el director de la fàbrica de motors on treballa Otto, dissenyaria el primer motor de combustió interna de petroli que tindria un ús pràctic. Un motor d'un sol cilindre seria utilitzat per Karl-Friedrich Benz per propulsar la primera motocicleta el 1885.[17]
- Es forma a França l'Établissement Aérostatique Militaire.[17]

#### 1878
- La primera subvenció a l'aeronàutica per part del govern britànic té lloc quan aquest dona £150 per a la construcció d'un globus d'hidrogen. El Pioneer acaba costant £71.[17]

#### 1879
- El francès Victor Tatin fa volar un model d'avió monoplà propulsat per un motor d'aire comprimit. Aquest concepte és molt modern per a l'època.[17]
- L'hangar per a dirigibles completat a Chalais-Meudon per a l'exhibició de 1878 passa a ser oficialment conegut com a hangar Y. L'estat i crea la fàbrica nacional de dirigibles que funcionaria a partir dels 1880 fins al 1940.[17]

#### 1880
- 1 de juny:
  - El rus Alexander Mozhaiski patenta la seva original màquina voladora propulsada per un motor de vapor.[17]
  - Els alemanys doctor Karl Wölfert i Ernst Baumgarten ascendeixen en un dirigible que comptava amb un petit motor. La mala distribució de la càrrega causa un accident i Baumgarten abandona el projecte.[17]
- 24 de juny: un destacament de globus de l'exèrcit britànic fa les primeres maniobres militars d'aparells voladors de la història a Aldershot (Hampshire).[17]

#### 1882
- Karl Wölfert intenta propulsar un dirigible mitjançant un propulsor accionat manualment a Charlottenburg. L'intent és infructuós.[17]

#### 1883
- 8 d'octubre: el francès Gaston Tissandier esdevé el primer a incorporar un motor elèctric (Siemens) a un dirigible. El motor comptava amb 24 bateries de bicromat de potassa.[18]

#### 1884
- El rus Alexander Mozhaiski completa el seu avió de 22,8 metres d'amplada i 14 metres de llargada propulsat per dos motors de vapor de 15 kW i 7,5 kW. L'aparell pilotat per I.N. Golubev durant unes proves a Krasnoye Selo fa un salt de 30 metres aprofitant el pendent.[18]
- 9 d'agost: el Capità Charles Renard i el Tinent Arthur Krebs, enginyers de l'exèrcit francès, fan volar el dirigible La France en un viatge d'anada i tornada des de Chalais-Meudon de 23 minuts i 8 km. El La France és propulsat per un motor elèctric Gramme de 9 cavalls (6.7 kW) cosa que el fa el primer dirigible totalment controlat en volar.[18]
- 26 de novembre: un destacament de globus de l'exèrcit britànic abandona Gran Bretanya per acompanyar a la infanteria cap a Ciutat del Cap durant l'expedició a Betxuanalàndia. El destacament arriba a la seva destinació del 19 de desembre.[18]

#### 1885
- 15 de febrer: un destacament de globus de l'exèrcit britànic abandona Gran Bretanya per formar part de les forces expedicionàries al Sudan.[18]
- Es forma la branca de dirigibles de l'exèrcit prussià en fundar-se la Preussische Luftschiffer-Abteilung. Establerta a Berlín - Schöneberg operaria amb globus amarrat durant 4 anys.[18]

#### 1888
- Karl Wölfert fa volar un globus propulsat per un motor Daimler de 2 cavalls (1.5 kW) a Seelberg, Alemanya.[18]

#### 1889
- L'enginyer alemany Otto Lilienthal publica el Der Vogelflug als Grundlage der Fliegekunst (El vol dels ocells com a base de l'art de volar).[18]

#### 1890
- Es forma la Königliche Bayerische Luftschiffe-Abteilung que restaria activa fins al 1919.[18]
- Maig: es forma la secció d'enginyers reials per a globus dins de l'exèrcit britànic.[18]
- El francès Clément Ader aconsegueix enlairar, per primer cop, un aparell des del terra amb el seu aparell monoplà propulsat per la força del vapor anomenat Éole. Aquest fet va tenir lloc al Castell de Pereire, Armainvilliers, França. La distància que va aconseguir recórrer va ser d'uns 50 metres.[18]

#### 1891
- Sir Hiram Maxim comença la fabricació dels components per a les ales de 371.61 m² del seu biplà.[19]
- El físic americà Samuel Pierpont Langley comença a dissenyar i construir els seus múltiples models d'avió amb motors de vapor. Aquests models són propulsats per una catapulta montada al terrat d'una barca-casa al bell mig del riu Potomac (Washington DC). Tot aquest conjunt d'avions són coneguts amb el nom d'Aerodrome.[19]

#### 1892
- La primera secció aeronàutica de l'Imperi Austrohongarès es forma amb el nom de K.u.K Militäräronautische Anstalt.[19]
- 3 de febrer: el ministre de la guerra francès contracta a Ader perquè dissenyi i construeixi un avió biplaça que pugui carregar uns 75 kg d'explosius. Aquest aparell, conegut amb el nom d'Avión III, és provat a Satorg el 12 i 14 d'octubre del mateix any. L'intent, però, no va tenir èxit.[19]

#### 1893
- L'australià Lawrence Hargrave idea l'estructura de l'estel de caixa (box-kite).[19]
- Maig: es diu que Horatio Phillips fa volar un dels primers Multiplane no tripulat a Harrow, Anglaterra. Una pesa de 33 kg feia el paper de pilot. El Multiplane tenia 41 ales molt estretes.[19]

#### 1894
- Octave Chanute publica Progress in Flying Machines (Progrés en aparells voladors).[19]
- August von Parseval i Bartsch von Sigsfeld exhibeixen els primers globus estel alemanys.[19]
- Czeslaw Tanski fa volar un model d'aeroplà, convertint-se així en el primer aparell més pesant que l'aire que vola a Polònia. A partir de 1896 Tanski comença a provar diversos planadors de mida real.[19]
- El primer disseny del zeppelin de transport del Comte Ferdinand von Zeppelin és rebutjat per la comissió tècnica del govern alemany.[19]
- 31 de juliol: sir Hiram Maxim fa volar el seu enorme un biplà dotat de dos motors de vapor de 180 cavalls (134 kW) i 371.6 m² de superfície d'ales. El vol estava limitat per unes guies que no permetien que l'aparell s'enlairés més de 0.61 m de terra.[19]

#### 1895
- L'enginyer anglès Percy S. Pilcher completa el seu planador monoplà Bat. Més tard, afegeix al Bat unes millores a la cua basades en els avenços d'Otto Lilienthal, qui l'havia convidat a visitar-lo a Alemanya.[19]
- El Comte Ferdinand von Zeppelin patenta el seu mètode per a la construcció de dirigibles rígids.[19]
- L'irlandès George Francis Fitzgerald intenta volar al College Park de Dublín utilitzant planadors. Els seus experiments no tenen èxit, tot i l'aparença moderna dels seus aparells que són força similars als prototips exitosos de Lilienthal.[20]

#### 1896
- Percy Pilcher acaba el seu planador Hawk el qual s'aguanta sobre una base de dues rodes molt ben preparades per a l'aterrament, les quals reduïen la força del xoc amb el terra. Les proves del Hawk tenen un gran èxit.[20]
- Ferdinand von Zeppelin recapta 800.000 marcs alemanys per a la creació de l'empresa que promouria la tecnologia dels dirigibles.[20]
- Octave Chanute comença a dissenyar i construir quantitat de planadors que es basen en la clàssica estructura biplana.[20]
- 6 de maig: Pierpont aconsegueix enlairar el primer model de l'Aerodrome propulsat per un motor de vapor.[20]
- 10 d'agost: Otto Lilienthal mor a causa d'un accident mentre prova un dels seus planadors a Rhinower Hills. Des de 1891, Lilienthal havia fet planejar dos biplans i cinc monoplans aconseguint importants avenços.[20]

#### 1897
- El globus estel Drachen fa les seves primeres maniobres per l'exèrcit alemany. Aquest, havia estat concebut per August von Parseval i Bartsch von Sigsfeld per oferir una millor estabilitat.[20]
- 14 de juny: Es registren les primeres morts en un accident de dirigible quan el dirigible Deutschland es cala foc, causant la mort de Karl Wölfert i el seu mecànic, Herr Knabe.[20]
- 11 de juliol: Els suecs Salomon August Andreé, Nils Strindberg i Knut Frænkel inicien un vol des de l'Illa de Danes, Spitsbergen, en el que seria el primer intent de travessa del pol Nord. L'intent acaba tres dies després quan el globus cau, morint-ne els tres tripulants.[21]
- 12 d'octubre i 14 d'octubre: L'Avión III de Clément Ader és posat a prova a Satorg, França. Només s'aconsegueixen grans velocitats, però no el tan desitjat enlairament. L'estat decideix tallar les subvencions a Ader.[21]

#### 1898
- Es troba un ocell tallat en fusta de sicòmor de 40 grams que data dels segles iii o IV abans de Crist a Saqqara, Egipte. Aquest incorpora moltes característiques que indiquen que es tracta d'un model de planador, incloent-hi un cos que es va fent més prim gradualment, ales rectes i una cua horitzontal.[21]
- Es forma l'Aéro-Club de France.[21]
- El govern dels EUA subvenciona a Pierpont Langley amb $50.000 perquè continui amb els seus experiments amb els Aerodrome, ara en mida real.[21]
- El Sergent Ivy Baldwin de la U.S. Army Signal Corps esdevé el primer estatunidenc mai abatut quan el seu globus és atacat des de foc terrestre durant la batalla naval de Santiago de Cuba entre les forces estatunidenques i espanyoles durant la Guerra Hispano-estatunidenca. Baldwin sobreviu.[21]

#### 1899
- Agost:
  - Els germans Orville i Wilbur Wright, fabricants de bicicletes, utilitzen un estel biplà d'1,5 m d'amplada per provar la inclinació de les ales.[22]
  - Samuel Cody comença els seus experiments amb estels que poden transportar humans.[22]
  - Es comença a construir un hangar per a dirigibles per al Comte Ferdinand von Zeppelin al Llac Constança.[22]
- 30 de setembre: Percy Pilcher es converteix en el primer anglès que mor en un accident d'avió més pesant que l'aire en xocar amb el seu Hawk a casa de Lord Braye a Market Harborough. L'accident seria a causa del trencament d'una punta de bambú de la cua del planador. Pilcher moria dos dies després de l'accident a causa de les ferides.[22]

## Segle XX

### Anys 1900

#### 1900
- Els germans Wright construeixen el seu primer planador de 5.18 metres d'envergadura i el proven a Kitty Hawk, Carolina del Nord. El biplà vola satisfactòriament sense tripulants i com a planador tripulat. Tot i això, els germans consideren que les ales no tenen suficient envergadura.
- Tres seccions de globus aerostàtics de la Royal Engineers britànica entren en guerra a Sud-àfrica durant la Segona Guerra Bòer.
- 2 de juliol: El Comte Ferdinand von Zeppelin i 5 persones més volen en el vol inicial del primer dirigible de Zeppelin, el Zeppelin LZ 1. El vol, que comença a l'hangar flotant del Llac Constança, té una durada d'aproximadament 20 minuts.

#### 1901
- A l'estiu, els germans Wright construeixen el seu segon planador, amb unes ales molt més amples que les de l'anterior versió. A més, inclou un sistema de pedals per controlar les ales. Tot i això, les proves a Kitty Hawk no són satisfactòries.
- Al juny: Pierpont Langley fa volar un model dels seus “Aerodrome” propulsat per un motor de petroli, convertint-se així en el primer aparell amb un motor de petroli que aconsegueix enlairar-se. Aquest model és una quarta part de la mida de l'aparell projectat amb mida real. L'enlairament s'aconsegueix en tres ocasions.
- Octubre:
  - L'austríac Wilhelm Kress comença a fer intents de vol amb el seu hidroavió triplà propulsat per un motor Daimler de 22.4 kW. Durant les proves, s'aconsegueix un petit salt abans de bolcar. Aquest és el primer aparell mai no pilotat que utilitza un motor de combustió interna de petroli.
  - 19 d'octubre: el brasiler Alberto Santos-Dumont guanya un premi en efectiu en fer volar el seu dirigible núm. 6 al voltant de la torre Eiffel.
  - 29 d'octubre: l'Aero Club s'estableix a la Gran Bretanya.

#### 1902
- 17 de gener: Gustav Whitehead informa que aconsegueix fer volar el seu aparell, fet que representaria el primer vol de la història. Aquest vol hauria cobert una distància d'11 km amaritzant. L'aparell incorporaria moltes peces de l'anterior aparell de Whitehead així com dos motors, essent totalment controlable. Aquest vol, i els que el seguirien no són oficialment reconeguts, possiblement per la falta de publicitat de la gesta. S'han fet diversos estudis sobre la veracitat dels informes de Whitehead que mai no han aconseguit aclarir els fets. Ni s'han confirmat ni s'han descartat.
- Entre setembre i octubre: els germans Wright proven el seu planador número 3 de 9,75 metres d'amplada. Aquest planador va aportar considerables millores tècniques, ja que no es basava en cap dels anteriors aparells existents, sinó en estudis dels dos germans. L'aparell també incorpora aletes bessones a la cua. Durant aquells mesos el planador aconsegueix volar més de 1000 vegades aconseguint grans avenços, especialment després de substituir les aletes per un timó que evitava que l'aparell volgués girar.

#### 1903
- 23 de març: els germans Wright patenten la tècnica basada en el seu planador núm.3.
- Agost:
  - 8 d'agost: Pierpont Langley aconsegueix enlairar de manera satisfactòria per primer cop el seu model d'Aerodrome de motor de petroli.
  - 18 d'agost: l'alemany Karl Jatho aconsegueix fer un salt de 18 metres amb el seu aparell de motor de petroli de 9 cavalls de potència (6.7 kW).
- 7 d'octubre: Pierpont Langley prova l'Aerodrome de mida real de 14.6 metres d'amplada. El pilot de les proves és Charles M. Manly (qui havia fet el motor de petroli de 52 cavalls que porta l'aparell, motor Manly-Balzer). L'intent però no té efectes positius i l'aparell cau al riu Potomac.
- 12 de novembre: els germans Lebaudy fan volar el seu dirigible entre Moisson i els Champs-de-Mars, París, recorrent una distància de 60 km.
- Al desembre:
  - 8 de desembre: Pierpont Langley i Charles M. Manly tornen a provar l'Aerodrome amb pitjors conseqüències que el primer intent, ja que l'aparell quedà bastant malmés i el govern dels Estats Units retira les subvencions a Pierpont.
  - 14 de desembre: els germans Wright, amb Wilbur com a pilot fan el primer intent de vol amb el seu Flyer motoritzat, el qual pateix danys que fan endarrerir el segon intent.
  - 17 de desembre: a les 10 hores i 35 minuts del matí, Orville Wright pilota el Flyer a Kitty Hawk, Carolina del Nord, en un vol de 36 metres i mig, de 12 segons de durada, aconseguint d'aquesta manera el primer vol controlat, propulsat i sostingut amb un aparell més pesant que l'aire de la història. Aquest dia es fan tres intents més enmig de l'eufòria, d'entre els quals el que dura més arriba al minut, recorrent 260 metres de distància. El Flyer, que més tard s'anomenaria Flyer I pesava 82 kg i tenia quatre cilindres que oferien 12 cavalls de potència. A més, mitjançant unes corretges permetia moure dos hèlixs situades a la cua de l'aparell.[23]

| « | Després de l'èxit del 17 de desembre del 1903 l'aviació va tenir un gran impuls, sobretot a causa de l'interès que va suscitar als militars dels diversos països. Fins llavors, les guerres s'havien dut a terme per terra i per mar, però mai per aire. És ben cert, que ja al segle xviii s'utilitzaven globus aerostàtics per a l'observació de l'exèrcit rival, calcular distàncies, nombre d'homes i vehicles, etc., però els globus mai no van ser utilitzats per atacar. Tot i això, ja es podien considerar armes de guerra. | » |

#### 1904
- 26 de maig: els germans Wright fan el primer dels 105 vols que completarien amb el Flyer núm.2.
- 20 de setembre: Wilbur, el germà gran dels Wright, fa el primer vol en circuit tancat de la història.
- Octubre: a França, Robert Esnault-Pelterie vola en un planador que incorpora uns alerons per al control de l'aparell, convertint-se així en el primer planador que inclou aquesta innovació. Esnault-Pelterie seria més recordat per als seus posteriors monoplans REP dels quals en destaca el REP núm.2 que volaria el 1909.
- 9 de novembre: Wilbur Wright vola 4.43 km de distància a Dayton, Ohio, convertint-se així en el primer vol de més de cinc minuts de duració.

#### 1905
- 18 de gener: comencen les negociacions entre els Wright i els Estats Units per a la compra d'un dels aparells.
- 6 de juny: Gabriel Voisin s'enlaira al riu Sena (París) amb un planador box-kite (cometa de caixa) remolcat per una embarcació motoritzada.
- 23 de juny: s'acaba la construcció del Flyer III. Aquesta és la primera versió pràctica dels Flyer, ja que és totalment controlable.
- Es funda l'Aero Club of America.
- Octubre:
  - 5 d'octubre: Wilbur Wright assoleix una distància de 39 km amb el Flyer III en un vol de 38 minuts de duració.
  - 14 d'octubre: la FAI (Federació Aeronàutica Internacional) s'estableix a França.
  - 16 d'octubre: els Wright duen a terme el seu últim vol durant almenys 3 anys. No tornarien a volar fins al 1908.
- 30 de novembre: s'intenta enlairar el Zeppelin LZ 2 al Llac Constança sense èxit. A més, el dirigible queda lleugerament danyat.

#### 1906
- 17 de gener: el Zeppelin LZ 2 s'enlaira amb èxit però ha d'aterrar a Kisslegg per problemes amb el dipòsit de combustible. L'endemà és destruït per una tempesta de vent mentre amarrat a Kisslegg.
- 27 de febrer: Pierpont Langley, un dels grans impulsors precedents al primer vol, mor a Aiken (Carolina del Sud).
- 18 de març: el romanès Trajan Vuia fa un vol curt per primer cop amb el seu monoplà número 1. Aquest, portava un motor tractor, una ala d'incidència variable que li permetia tenir un millor control de l'aparell i un tren d'aterratge amb neumàtics de goma.
- 7 de juliol: comença la primera cursa de globus aerostàtics reconeguda oficialment. Aquesta té lloc a Barn Elms, Londres, Anglaterra.
- Agost:
  - 11 d'agost: la senyoreta C.J. Miller es converteix en la primera dona estatunidenca en viatjar en dirigible.
  - 16 d'agost: Jacob Ellehammer vola per primer cop amb el seu semibiplà a Lindholm (Dinamarca).
- Setembre:
  - 12 de setembre: Jacob Ellehammer vola 43 metres en el seu semibiplà, propulsat per un motor de propi disseny de 15kW de potència. S'enlaira uns 50 cm per sobre del circuit tancat de 300 metres en el que fa les proves.
  - 13 de setembre: el brasiler Alberto Santos-Dumont fa un curt vol de 7 metres amb el seu “14-bis”. El primer vol en aquest aparell, però, havia tingut lloc 6 dies abans.
  - 30 de setembre: la primera cursa internacional de globus aerostàtics té lloc a les Teuleries, a París, on els 16 participants competeixen per la Copa Gordon Bennett. El Tinent Frank P. Lahm n'és el guanyador volant el globus United States durant 647 km fins a Fylingdales Moor, Anglaterra.
- Octubre:
  - 9 d'octubre: el Zeppelin LZ 3 vola per primer cop. Aquest dirigible esdevindria més tard el primer dirigible militar conegut amb el nom d'Army ZI.
  - 23 d'octubre: Alberto Santos-Dumont vola amb el seu biplà prop de 60 metres. Aquest vol li serveix per guanyar el premi Archdeacon de 3.000 francs que es donava a qui fes un vol de més de 25 metres de distància.
- 12 de novembre: Santos-Dumont duu a terme el primer vol controlat i propulsat amb avió del continent europeu oficialment reconegut. Aquest dia fa un vol de 220 metres que dura uns 21 segons. Aquest vol, significa, a més, el rècord de distància internacionalment reconegut del moment per a aeroplans.

#### 1907
- Horatio Phillips vola amb l'últim dels seus Multiplane una distància de 152 metres a Streatham (Anglaterra). Aquest, representa el primer vol controlat a l'illa, tot i que no és oficialment reconegut. Aquest Multiplane comptava amb unes 160 ales força estretes.
- Entre el 16 de març i el 13 d'abril: els germans francesos, Charles i Gabriel Voisin, produeixen un biplà per a Léon Delagrange, el qual duu a terme 6 vols a Bagatelle, París, dels quals el més destacat recorre una distància de 60 metres.
- A l'abril:
  - 5 d'abril: el francès Louis Blériot fa el seu primer vol amb el seu monoplà “Type 5”.
  - 6 d'abril: el diari Daily Mail promou una exhibició de models d'avions a l'Agricultural Hall de Londres. Els millors aparells exhibits prenen part en una cursa a l'Alexandra Palace. Alliott Verdon Roe és el guanyador d'aquesta cursa, fent-se amb els només £75 de premi. Aquest premi li serviria, més tard, per finançar la construcció de l'aparell de mida real. Aquest concurs és només el primer de molts altres concursos que el diari promouria per a l'aviació.
- 11 de juliol: Blériot duu a terme un vol de 25 metres amb el seu Type VI anomenat Libellule (Libèl·lula). La principal aportació d'aquest aparell són les ales de volada (cantilever) i els alerons situats a la cua. Entre juliol i agost fa 11 vols, 6 dels quals superen els 100 metres de distància.
- 1 d'agost: es forma la The Aeronautical Division, US Signal Corps dels EUA.
- Setembre:
  - 10 de setembre: el dirigible No.1 de l'exèrcit britànic, el Nulli Secundus, vola per primer cop a Farnborough. Aquest, té una llargada de 37 metres i és pilotat pel Coronel Capper dels Royal Engineers i Capità King de la British Army Balloon School. Samuel Cody n'és l'enginyer en cap.
  - 29 de setembre: el giroplà Bréguet-Richet s'enlaira a Douai, França, però ha de ser controlat amb pals des de terra. La potència ve d'un motor Antoinette de 50 cavalls (37 kW).
  - 30 de setembre: el biplà Voisin-Farman vola per primer cop. Entre aquest dia i el 23 de novembre, l'aparell vola en més de 20 ocasions a Issy-les-Moulineaux, dels quals en destaca un del 9 de novembre, que va assolir poc més d'un quilòmetre i que va durar un minut i catorze segons.
- Octubre:
  - 10 d'octubre: el Nulli Secundus és desmontat temporalment mentre atracat a Crystal Palace per evitar ser destruït pel vent. Més tard reapareix com a Nulli Secundus II.
  - Entre el 12 i el 13 d'octubre: A.F. Gaudron i dos membres del seu equip fan la primera travessa del Mar del Nord per aire en un globus d'hidrogen Mammoth, viatjant prop de 1160 km entre Crystal Palace, Anglaterra, i el llac Vänern, Suècia.
  - 26 d'octubre: Henri Farman fa un nou rècord oficialment reconegut de distància en volar 771 metres en el Voisin-Farman I.
- Novembre:
  - 10 de novembre: Louis Bleriot fa el primer vol amb el monopla Type VII.[24]
  - 13 de novembre: Paul Cornu fa el primer vol lliure en helicòpter a Lisieux, França. L'helicòpter de Cornu té dos motors rotatoris en sentits oposats per anul·lar el torque[25] del fabricant Antoinette de 24 cavalls de potència (18 kW). El vol, que s'eleva fins als 30 cm, té una durada de 20 segons.[26]
  - 16 de novembre: Robert Esnault-Pelteire vola 600 metres amb el seu monoplà REP I.[27]
  - 30 de novembre: Glenn Curtiss forma Curtiss Aeroplane Company, la primera empresa aeronàutica als Estats Units d'Amèrica.[28]
- 23 de desembre: James Allen, brigadier-general de l'exèrcit dels EUA dissenya les primeres especificacions per als avions militars de l'exèrcit tot i que no són oficials.[29]

#### 1908
- Un dirigible dels germans Lebaudy es converteix en el primer utilitzat per l'exèrcit francès.[30]
- Apareix el motor rotatiu especialment dissenyat per a avions anomenat Gnome a França. Aquest té una potència de 50 cavalls (37.25 kW).
- 13 de gener: Henry Farman guanya el premi Deutsch-Archdeacon de 50.000 francs en fer el primer vol circular tancat d'1 quilòmetre oficialment reconegut a Europa.[31]
- Febrer:
  - 1 de febrer: l'Exèrcit dels Estats Units d'Amèrica accepta ofertes dels germans Wright, Augustus Herring i J. Scott per al desenvolupament d'avions militars. Tot i això els germans són els únics que n'acaben entregant un.[32]
  - 10 de febrer: l'exèrcit dels EUA firma un contracte amb els Wright per a la fabricació del que seria el primer model d'avió militar, el biplà Wright Model A.[33]
  - 15 de febrer: el Capità Thomas Baldwin fa la primera proposta de dirigible militar per a l'exèrcit dels EUA.[34]
- 12 de març: el primer avió de la The Aerial Experiment Association en volar és l'anomenat Red Wing dissenyat per Thomas Selfridge.[35]
- 11 d'abril: el Tinent Frank P. Lahm esdevé cap de la Divisió Aeronàutica U.S. Signal Corps.[36]
- Maig: 
  - Els francesos Léon Delagrange i Henry Farman fan el primer vol amb avió a Itàlia i Bèlgica, respectivament.
  - 6 de maig: els germans Wright tornen a volar després de tres anys. Tot i això molts altres personatges ja els han avançat tècnicament parlant i perden el seu predomini inicial en la tècnica aeronàutica, un predomini que no recuperarien mai.
  - 14 de maig: Charles W. Furnas es converteix en el primer passatger de vol en acompanyar Wilbur Wright en un vol de 29 segons.
  - 29 de maig: Ernest Archdeacon (impulsor de l'aviació) es converteix en el primer passatger al continent europeu acompanyant, en aquest cas, a Henry Farman.
  - 30 de maig: la primera cursa internacional de globus aerostàtics d'Anglaterra atrau fins a 30 participants.
- Al juny:
  - 8 de juny: A. V. Roe fa el seu primer vol amb el seu biplà Roe I a Brooklands (Anglaterra). Aquest aparell compta amb un motor Antoinette de 24 cavalls de potència (18 kW).
  - 10 de juny: s'estableix a Nova York, la U.S. Aeronautical Society, la primera organització d'aquest perfil en fer-ho als EUA.
  - 20 de juny: Glenn Curtiss aconsegueix volar amb el seu biplà June Bug convertint-se en el tercer en volar al continent americà. Aquest aparell és el tercer de la Aerial Experiment Association.
  - El Zeppelin LZ 4 vola per primer cop. Fa el seu primer vol per a l'exèrcit el 4 d'agost però després de volar 20 hores fa un aterratge d'emergència a Echterdingen.
  - 28 de juny: el danès Jacob Ellehammer fa el primer vol en aeroplà a Alemanya, concretament a Kiel.
- Juliol:
  - 4 de juliol: Glenn Curtiss aconsegueix el Trofeu Scientific American en volar 1.6 km amb el seu "June Bug".
  - 8 de juliol: la francesa Thérèse Peltier es converteix en la primera dona a volar com a passatgera en acompanyar a Léon Delagrange en un biplà Voisin.
  - 23 de juliol: Thomas Baldwin entrega un dirigible i una fàbrica de gas a l'Exèrcit dels Estats Units d'Amèrica a Fort Myer, EUA.
- Agost:
  - 4 d'agost: comencen les proves de vol del dirigible entregat per Baldwin, U.S. Army Signal Corps' No.1 a Fort Myer.
  - 5 d'agost: el Zeppelin LZ 4 queda destruït en xocar amb cables d'electricitat mentre estava ancorat durant el període de proves per a l'exèrcit. Gràcies al total de 6 milions de marcs alemanys en donacions, el Comte Zeppelin pot continuar desenvolupant els seus dirigibles.
  - 8 d'agost: Wilbur Wright vola a Le Mans (França) en el nou model "A" de dos seients.
  - 29 d'agost: el Golden Flyer de Curtiss guanya la Copa Gordon Bennett, la qual premia a l'aparell més veloç. L'aparell aconsegueix la velocitat de 75.5 km/h.
- Setembre:
  - 3 de setembre: comencen les proves de vol del primer aparell militar dels Wright a Fort Myer.
  - 5 de setembre: vola per primer cop l'aparell francès Goupy I convertint-se en el primer avió triplà que vola.
  - 6 de setembre: el francès Léon Delagrange fa un vol de 29 minuts i 53 segons a Issy-les-Molineaux cobrint una distància de més de 24 km. Aquest vol és el primer vol de mitja hora al continent europeu.
  - 17 de setembre: el Tinent Thomas Selfridge, de la U.S. Army Signal Corps es converteix en la primera persona que perd la vida en un accident amb un aparell motoritzat, quan el biplà dels Wright s'estavella a Fort Myer, Virgínia. El pilot, Orville, queda greument ferit.
  - 21 de setembre: Wilbur Wright vola una distància de 66.5 km a França.
- Octubre: 
  - Hans Grade es converteix en el primer pilot alemany.
  - 8 d'octubre: Griffith Brewer es converteix en el primer anglès a volar com a passatger en acompanyar a Wilbur Wright en un vol en terres franceses.
  - 16 d'octubre: Samuel F. Cody fa el primer vol oficialment reconegut en avió a la Gran Bretanya pilotant el "núm.1" de l'exèrcit durant un vol de 424 metres a Farnborough (Anglaterra).
  - 30 d'octubre: Henry Farman fa el primer vol entre dues ciutats, de Châlons a Reims, en un trajecte de 26 km pilotant un Voisin.
  - 7 de novembre: El Zeppelin LZ 3 vola fins a Donaueschingen amb el príncep de la corona alemanya a bord.
- Al desembre:
  - 4 de desembre: el britànic John Moore-Brabazon fa un vol de 410 metres a Issy-les-Molineaux durant un vol d'instrucció.
  - 31 de desembre: Wilbur Wright guanya el premi Michelin al volar 124 km al Camp d'Auvours (França).

#### 1909
- Yakov M. Gakkel vola amb el seu Gakkel 3, fent així el primer vol d'un aparell rus.
- Gener:
  - 12 de gener: Hans Grade vola amb el primer avió alemany, un triplà dissenyat i construït per ell mateix.
  - 23 de gener: el Blériot XI fa el seu primer vol propulsat per un motor REP de 21.5 kW.
- Febrer:
  - Shellbeach, Illa de Sheppey, esdevé el primer aeròdrom d'Anglaterra.
  - Eustace Short signa un contracte amb Wilbur Wright per a la producció de 6 dels seus últims aparells. Els germans Short, per tant, van ser els primers a produir avions en sèrie.
  - 23 de febrer: J.A.D. McCurdy pilota el Silver Dart de la Aerial Experiment Association a Baddeck Bay, Nova Escòcia, Canadà, cobrint una distància de 6.5 km. Aquest vol representa el primer vol registrat al Canadà i també el primer vol a les colònies britàniques.
- 9 de març: a França, el biplà Goupy II fa el seu primer vol totalment controlat.
- Abril:
  - 23 d'abril: Georges Legagneux fa el primer vol a Àustria.[37]
  - 24 d'abril: Wilbur Wright pilota un biplà Wright a Centocelle, Itàlia, des del qual es grava la primera peça de cinematografia de la història.
  - 30 d'abril: John Moore-Brabazon pilota el seu Voisin en un vol de 137 metres a Leysdown, Illa de Sheppey, Anglaterra, convertint-se en el primer pilot anglès que pilota al seu país.
- Maig:
  - 14 de maig: Samuel Cody pilota un avió militar en una distància de més d'1,6 km a la planura de Laffan, Hampshire, en el primer aparell de l'exèrcit britànic.
  - 20 de maig: 
    - El francès Paul Tissandier fa el primer vol d'una hora en un biplà dels Wright a França. Paul Tissandier va ser el segon pupil de Wilbur Wright a França.
    - Paul Tissandier estableix el primer rècord de velocitat acreditat per la FAI en assolir una velocitat de 54,77 km/h en un biplà dels Wright.

  - 26 de maig: el Zeppelin LZ 6 vola per primer cop.
- Al juny: 
  - 5 de juny: John Berry i Paul McCullogh guanyen la primera cursa nacional de globus aerosàtics dels Estats Units, cobrint una distància de 608 km.
  - 12 de juny: el Blériot XII es converteix en el primer avió que vola amb dos passatgers (Santos-Dumont i Fournier) a Issy-les-Molineaux.
  - 30 de juny: el Zeppelin LZ 3 és entregat a l'exèrcit alemany.
- Juliol:
  - 13 de juliol: Alliot V. Roe pilota el primer aparell de construcció totalment anglesa en un vol de 30 metres.
  - 19 de juliol: 
    - S'utilitza telegrafia sense fils per comunicar a Dover (Anglaterra) el temps que fa a la costa francesa poc abans de l'intent de travessa del Canal de la Mànega per part d'Hubert Latham (vegeu a sota).
    - Hubert Latham intenta ser el primer home a travessar el Canal de la Mànega en avió amb un Antoinette IV però té problemes mecànics i no ho aconsegueix.

  - 23 de juliol: Alliot Roe vola 274 metres en el seu triplà a Lea Marshes, Essex, Anglaterra.
  - 25 de juliol: el francès Louis Blériot es converteix en el primer home a creuar el Canal de la Mànega en avió a bord d'un Blériot XI. S'enlaira a Les Baraques, prop de Calais, a les 4:41 del matí i aterra a Northfall Meadow prop del Castell de Dover, 36 minuts i mig més tard. D'aquesta manera, Blériot guanya el premi de 1000 lliures esterlines ofert pel Daily Mail.
  - 27 de juliol: 
    - Hubert Latham du a terme el seu segon intent de creuar el Canal de la Mànega des de Cap Blanc Nez a Dover, però es queda a 1,6 km de la costa anglesa.
    - Té lloc el primer vol del monoplà francès Antoinette VII.

  - 29 de juliol: Georges Legagneux fa el primer vol a Suècia.
  - Entre juliol i octubre té lloc a Frankfurt la primera Exposició Internacional de Dirigibles (ILA). El Comte Ferdinand von Zeppelin hi aterra el seu Zeppelin LZ 5.
- Agost:
  - 2 d'agost: l'Exèrcit dels Estats Units d'Amèrica compra el seu primer aparell militar als Wright per $25.000 més $5.000 de bonus per sobrepassar les expectatives previstes per l'exèrcit. El biplà és batejat com Miss Columbia.
  - 22 d'agost: se celebra a Reims, França, la primera trobada internacional d'aviadors, on 23 avions provinents de diferents països del món competeixen per ser el més ràpid o volar més lluny.
  - 23 d'agost: Glenn Curtiss pilota el Golden Flyer a la trobada internacional de Reims fent un rècord de velocitat de 69,821 km/h.
  - 24 d'agost: Louis Blériot pilota el seu Blériot XI fent un nou rècord de velocitat a l'arribar als 74,318 km/h.
  - 26 d'agost: Hubert Latham fa el rècord de distància en circuit tancat a Bétheny al pilotar el seu Antoinette IV durant 154,620 km.
  - 27 d'agost: Henry Farman fa el primer vol superant les 100 milles, volant-ne un total de 111 (180 km) en un circuit tancat, durant les competicions de la trobada internacional de Reims.
  - 29 d'agost: Glenn Curtiss millora el rècord de velocitat a l'assolir els 75,7 km/h en el seu Golden Flyer. També guanya la Copa Gordon-Bennett.
- Setembre:
  - Léon Delagrange fa el primer vol en avió oficialment reconegut a Dinamarca.
  - 7 de setembre: Eugène Lefebvre es converteix en el primer pilot a morir en un accident d'aviació i en la segona víctima en accident d'aviació mentre pilotava un Wright Model A a Juvisy.
  - 8 de setembre: Samuel Cody fa el primer vol de més d'una hora de duració a la Gran Bretanya.
  - 22 de setembre: el Capità Ferdinand Ferber es converteix en el segon pilot víctima d'un accident d'aviació en accidentar-se amb el seu Voisin a Boulogne.
  - 25 de setembre: moren 4 persones quan la bossa de gas del dirigible francès République es forada en una alçada de 122m a Avrilly, França.
- Octubre:
  - Entre el 15 d'octubre i el 23 d'octubre: té lloc a Doncaster la primera trobada d'aviadors de la Gran Bretanya tot i que no és reconeguda per l'Aero Club de la Gran Bretanya. Dels 12 aparells que es presenten, només 5 volen.
  - 16 d'octubre: el Comte Ferdinand von Zeppelin forma Delag (Die Deutsche Luftshiftfahrt Aktiengesellschaft), la primera companyia aèria comercial. Utilitzant dirigibles, Delag transporta més de 34.000 passatgers, des del 1910 fins al novembre de 1913 entre ciutats alemanyes, 19.100 d'aquests a partir del març de 1912. Tot i que no es pateix cap accident, només 3 dels 6 dirigibles sobreviuen fins al final.
  - Entre el 18 d'octubre i el 23 d'octubre: té lloc a Squires Gate, Blackpool, la primera trobada d'aviadors oficialment reconeguda (per l'Aero Club de la Gran Bretanya) a la Gran Bretanya. Dels 12 aparells que s'hi presenten, només 7 volen.
  - 27 d'octubre: la senyoreta Ralph H. van Deman es converteix en la primera dona a volar en el continent americà a l'acompanyar a Wilbur Wright en un dels seus vols.
  - 30 d'octubre: John Moore-Brabazon guanya el premi de 1000 lliures esterlines del Daily Mail en ser el primer britànic a volar més d'una milla en un aparell britànic. L'aparell era el biplà núm. 2 dels germans Short.
- Novembre: té lloc el primer vol de l'Etrich Taube, el primer disseny d'avió austríac que vola a Àustria. Versions d'aquest monoplà serien utilitzades pels exèrcits d'Alemanya i d'Àustria.
- Al desembre:
  - El francès Meurisse pren fotografies ben enfocades des d'un monoplà Antoinette, mostrant àrees de Mourmelon i Châlons.
  - 9 de desembre: Colin Defires fa el primer vol en avió a Austràlia.
  - 31 de desembre: Harry Ferguson fa el primer vol en avió a Irlanda en un aparell dissenyat per ell mateix.

### Anys 1910

#### 1910
- Es formen a Rússia les Forces Aèries de l'Imperi Rus.
- El Golub (colom en rus), el primer disseny de dirigible rus entra al servei de l'exèrcit rus a Lida (a l'actual Belarús).
- Gener: 
  - 7 de gener: Hubert Latham fa el rècord d'altitud en arribar als 1000 metres a Châlons (França) en un Antoinette VII.
  - 10 de gener: té lloc la primera trobada d'inventors dels Estats Units a Dominguez Field, Los Angeles, duta a terme per l'Aero Club of California.
  - 19 de gener: el Tinent Paul Beck deixa caure bosses de sorra, que simulen bombes, sobre Los Angeles des d'un aparell pilotat per Louis Paulhan.
- Febrer:
  - 15 de febrer: l'Aero Club of Great Britain esdevé el Royal Aero Club.
- Al març:
  - 8 de març: 
    - John Moore-Brabazon és el primer aviador certificat per la recent creada Royal Aero Club.
    - La Baronesa de Laroche es converteix en la primera dona pilot de la història essent el pilot certificat número 36 a França.

  - 10 de març: el francès Émil Aubrun fa vols nocturns pilotant un Blériot XI a Villalugano, Buenos Aires, Argentina.
- 13 de març: el Capità Engelhardt du a terme el primer vol a Suïssa.
- 28 de març: el francès Henri Fabre es converteix en el primer a enlairar-se des de l'aigua amb l'Hydravion al port de la Mède, Martigues, França.
- A l'abril: 
  - L'exèrcit de l'aire francès (Armée de l'Air) és format com a branca de l'exèrcit francès.
  - Entre el 27 i el 28 d'abril: Claude Grahame-White fa el primer vol nocturn a Anglaterra durant la cursa Londres-Manchester organitzada pel Daily Mail, que oferia £10,000 al guanyador. Aquest, però, és Louis Paulhan.
- Al juny:
  - 2 de juny: Charles Rolls pilota un biplà dels Wright travessant el Canal de la Mànega per deixar correu a lAero Club de France abans d'emprendre el vol de tornada.
  - 3 de juny: el dirigible Beta 1 de l'exèrcit britànic vola per primer cop.
  - 9 de juny: el Tinent Féquant, pilotant un Farman, emprèn el primer vol de reconeixement fotogràfic francès.
  - 13 de juny: Charles Hamilton guanya el premi de $10,000 del New York Times per un vol d'anada-tornada entre Nova York i Filadèlfia.
  - 17 de juny: 
    - El monoplà "Vlaicu I" d'Aurel Vlaicu vola per primer cop a Romania. Aquest fet fa que aquest dia de l'any sigui celebrat com a Dia Nacional de l'Aviació al país.
    - El Zeppelin LZ 7 Deutschland, de la companyia aèria Delag, comença a operar entre Frankfurt, Baden-Baden i Düsseldorf.

  - 24 de juny:
    - Alliott Verdon Roe vola amb el seu Roe III. Aquest és un triplà de disseny avançat del qual se'n fabriquen 4 aparell Tres d'aquests són propulsats per un motor Green de 35 cavalls (26kW).
    - El LZ 7 Deutschland fa un vol comercial entre Essen, Bochum i Dortmund, transportant 32 passatgers.

  - 28 de juny: el LZ 7 Deutschland queda destrossat al sofrir una tempesta a Teutoburger Wald. Els 20 passatgers sobreviuen a l'accident.
  - 30 de juny: l'estatunidenc Glenn Curtiss simula un bombardeig amb un vaixell de guerra amb els objectius marcats al Llac Keuka.
- Juliol: 
  - 10 de juliol: Walter Brookins fa el primer vol en una altitud que supera la milla (1.6 km) a Indianapolis, EUA, en un aparell dels germans Wright. El vol fou a una altitud de 1900 metres.
  - 13 de juliol: cinc persones moren quan un dirigible Erbslön alemany explota prop d'Opladen. Anava propulsat pet un motor Benz de 28 cavalls (21kW).
  - 24 de juliol: l'alemany August Euler patenta la primera metralladora per a aparells voladors, principal arma del seu biplà "Gelber Hund". Abans de l'inici de la Primera Guerra Mundial, un altre alemany, Franz Schneider produeix la primera metralladora sincronitzada per a un avió.
  - 31 de juliol: el Bristol Boxkite vola per primer cop.
- Agost: 
  - Harry Ferguson fa el primer vol a Irlanda amb un acompanyant (Rita Marr).
  - 10 d'agost: Claude Grahame-White intenta transportar correu en el seu monoplà Blériot de Squires Gate, Blackpool, a Southport, però fa curt.
  - 17 d'agost: un dels mecànics del francoestatunidenc John Moisant esdevé el primer passatger a travessar el Canal de la Mànega en un monoplà Blériot.
  - 20 d'agost: Jacob Fickel, de l'exèrcit estatunidenc, dispara el seu rifle Springfield a l'objectiu des del seient d'acompanyant d'un biplà Curtiss a la badia de Sheepshead, Estat de Nova York.
  - 27 d'agost: James McCurdy transmet i rep missatges entre el seu biplà Curtiss i terra.
- Setembre:
  - 2 de setembre: Blanche Scott esdevé la primera nord-americana a pilotar en solitari.
  - "Le Servie Aeronàutique Français" passa a ser el "The Aeronàutique Militaire".
  - L'hegemonia dels Wright en aspectes d'autonomia de vol s'havia acabat: Tabuteau bat el rècord volant 465.72 km seguits a Étampes (França).
  - 14 de novembre: Eugene Ely es converteix en el primer a volar enlairant-se des d'un vaixell ancorat gràcies a una plataforma de 25 metres construïda sobre el "USS Birmingham".[38]

#### 1911
- Eugene B. Ely es converteix en el primer home a aterrar a un vaixell, l'ancorat "USS Pennsylvania".[39]
- El "Daily Mail" organitza una carrera a Brooklands, que va ser guanyada pel francès Vaisseau Conneau.[40]
- Primer vol oficial a Itàlia: entre Bolonya, Venècia i Rimini.[41]
- 15 de gener: primera bomba llençada des d'un avió a un objectiu a San Francisco a principis d'aquest any.[42]
- 5 de febrer: Vivian Walsh fa el primer vol a Nova Zelanda.[43]
- 18 de febrer: el primer avió oficial de correus, s'enlairava a Allahabad per anar a Naini Junction (Índia) amb Henri Pequet com a pilot. Aquest nou mitjà de transport va facilitar les comunicacions entre zones o països tal com aquest fet exemplifica. A Allahabad s'hi va celebrar l'"Universal Postal Exhibition" aquell mateix any.[44]
- 23 de març: Louis Bréguet transporta en un trajecte de mitja milla a 11 passatgers.[45]
- 18 de juny: se celebra una carrera per etapes amb sortida i arribada a París, que va ser guanyada per Vaisseau Conneau pilotant un Blériot monoplà.[46]
- 1 de juliol: el primer hidroavió de l'exèrcit nord-americà vola per primer cop.[47]
- 9 de setembre: el primer servei aeri de correus a Europa va ser a Gran Bretanya amb Gustav Hamel pilotant un Blériot XI de Hendon a Windsor (Anglaterra). Aquest servei, però, no va ni arribar a acabar el mes.[48]
- 22 d'octubre: durant la Guerra italo-turca, el capità Piazza de la Sezione Aviazione del Regio Esercito vola amb un Blériot XI de Trípoli a Azizia per fer un reconeixement de les forces turques. Aquest reconeixement significa el primer ús d'un avió en una guerra.[49]
- 1 de novembre: Giulio Gavotti de la Sezione Aviazione del Regio Esercito deixa caure bombes de forma manual sobre l'exèrcit turc a Taguira Oasis. Aquest fet significa el primer bombardeig des d'un avió en una guerra.[49]

#### 1912
- L'exèrcit nord-americà adquireix sis biplans “Burguess Model H”.
- Els francesos Ponche i Primard volen per primer cop amb un avió fet pràcticament tot de metall.
- Al març: es forma a Alemanya la “The German Aviation Experimental Establishment”.
- Es fan, a Mónaco, les primeres carreres d'hidroavions.
- 1 de març: el capità Albert Berry es converteix en el primer home a utilitzar un paracaigudes al saltar des d'un Benoist a St.Louis.
- Es forma, a Turquia, l'exèrcit de l'aire turc, el qual adquireix dos avions francesos a Yesilköy.
- A l'abril: Corbett Wilson es converteix en el primer a travessar en avió el canal de Sant Jordi, que separa Irlanda d'Anglaterra.
- 1 de maig: A.V. Roe vola per primer cop amb el “AVRO Type F”. La peculiaritat d'aquest avió és que va ser el primer a dur una cabina totalment tancada per al pilot.
- 9 de maig: Samson de la “Royal Navy” és el primer a enlairar-se des d'un vaixell en moviment en enlairar-se des del “H.M.S Hibernia”.
- 30 de maig: Wilbur Wright mor a causa de febres tifoidees.
- Al juny: s'estableix un nou rècord d'altitud quan un avió de les forces aèries britàniques, vola a 3219 metres d'altitud.
- 7 de juny: el capità Charles de Forest Chandler es converteix en el primer a disparar una arma des d'un avió, Wright Model B. L'avió el pilotava Thomas de Witt Milling.
- 19 de juny: es forma la “The Central Flying School” a Upavon (Anglaterra).
- Agost: proves de l'exèrcit anglès donen com a màxim representant a Samuel Cody, que tot i pilotar un aparell més vell que altres, assolia la màxima velocitat. El seu aparell era anomenat “Cathedral”.
- McClean vola per sota el pont del Tàmesi a Londres pilotant un Short S.33.
- Setembre: es forma la “The Australian Army Aviation Corps”, l'exèrcit de l'aire australià.
- Octubre: es forma la “The Aviation Service” a Alemanya tot i que seria desfeta 7 anys més tard.
- Al desembre: el francès Jacques Schneider anuncia la seva intenció de promocionar els hidroavions mitjançant una competició internacional. La que més tard seria coneguda com la Copa Schneider.

#### 1913
- Es formen les forces aèries de Sèrbia.
- A Alemanya, un alemany anomenat Schneider, que no té res a veure amb el que promocionava els hidroavions, desenvolupa una tècnica per a la sincronització del motor de l'avió i una metralladora.
- A Rússia es prova un biplà armat anomenat “Dux I”, que compta amb dos grans metralladores a l'ala superior. En aquests temps, els enginyers estaven més ben pagats per a la investigació militar, cosa que va fer que tot s'adaptés a unes finalitats més bèl·liques.
- Febrer: Vickers exhibeix el “Destroyer E.F.B.1”, un biplà armat.
- Al març: 
  - Es forma el primer esquadró de l'aire de l'exèrcit nord-americà.
  - Es forma a Bèlgica la “Compagnie des Aviateurs”.
  - Se celebra el primer aniversari de la Copa Schneider amb més de 2.850 km de circuits que es va organitzar a Mònaco. La carrera la va guanyar Maurice Prévost en un “Deperdussin” amb una mitjana de velocitat de 73.63 km/h.
- A l'abril: Gustav Hamel fa un vol de 4 hores i 18 minuts per anar des de Dover (Anglaterra) a Colònia (Alemanya)en un Blériot XI.
- 17 de maig: Domingo Rosillo vola des de Florida fins a Cuba en un Morane-Saulnier francès.
- Al juny: Georgia Broadwick es converteix en la primera dona que es tira en paracaigudes des d'un avió al sobrevolar Los Angeles.
- Agost: Samuel Cody mor en un accident en una de les seves proves.
- Setembre: 
  - L'Avro 504”, un biplà de reconeixement vola per primer cop i dos dies després del primer vol, competeix en un derby aeri.
  - Adolphe Pégoud fa el primer gir de cap per avall en el seu Blériot XI totalment de forma controlada.
  - 23 de setembre: Roland Garros és el primer a creuar el Mediterrani des de Sant Rafèu (França) a Bizerte (Tunísia) amb el seu Morane-Saulnier.
  - 29 de setembre: Maurice Prévost estableix un nou rècord de velocitat a sobre del seu Deperdussin “monocoque” al superar els 200 km/h marcant un registre de 203,85 km/h. L'últim rècord de velocitat abans de la Primera Guerra Mundial.
- 13 d'octubre: Seguin i Farman volen 1021 km establint el nou i últim rècord mundial de distància abans de la Primera Guerra Mundial.
- El primer combat aeri no va tenir lloc a Europa, sinó al continent americà. Els dos pilots disparant armes manuals que van protagonitzar el primer combat aeri de la història són: Dean Ivan Lamb i Phillip Rader.
- Novembre: Jules Védrines fa el primer vol des d'Europa a Egipte amb un Blériot monoplà.
- Georges Legagneux superava l'últim rècord d'altitud establint un registre de 6.120 metres pilotant un Nieuport Type IIN a Sant Rafèu (França).

#### 1914
| « | El mesos anteriors a la gran guerra, van ser de dur treball en tots els aspectes militars. L'aviació, tot i que ja havia intervingut en guerres, potser d'una forma més passiva ja que era utilitzada com a font de reconeixement del rival, va intervenir per primer cop tenint un paper destacable. Tot i que no va ser fins a la Segona Guerra Mundial que l'aviació va ser decisiva a l'hora de guanyar terreny, en la primera ja es va utilitzar de forma ofensiva, i per això, va ser quan es van començar a dissenyar tècniques i tàctiques de vol, entre d'altres. | » |

- Els tornejos no van cessar fins que la guerra va començar oficialment. A Mónaco se celebra la segona edició de la Copa Schneider que aquell any seria guanyada per Briton Howard Prixton pilotant un Sopwith Tabloid amb una mitjana de velocitat de 140 km/h.
- 12 de febrer: a Rússia, el primer avió de passatgers rus, transporta 16 persones i un gos, arribant a l'altura de 2000 metres. L'avió era anomenat “Ilya Mourometz”.
- A l'abril: arriba el primer avió de l'holandès Anthony Fokker, el M5K, predecessor del famós avió de guerra Fokker Eindecker, que vola per primer cop en territori alemany.
- Maig: Curtiss redissenya un dels “Aerodrome” de Pierpont Langley convertint-lo en un hidroavió per no tenir problemes de patents amb la Companyia Aèria dels Wright. A l'octubre aconseguia un vol considerablement llarg amb l'aparell.
- A Alemanya, R.Böhm supera amb escreix el rècord de temps de vol continuat amb un registre de 24 hores, l'últim rècord de temps de vol abans de la guerra.
- L'alemany H. Oelerich bat el rècord d'altitud amb 8.150 metres pilotant un DFB B.I, l'últim rècord d'altitud abans de la guerra.
- 27 de juliol: Gordon Bell, pilot que provava els avions dels germans Short, es converteix en el primer pilot que dispara un torpede des d'un avió.
- El noruec Tryggve Gran travessa el Mar del Nord per primer cop pilotant un Blériot monoplà.
- 1 d'agost: França demana 50 Morane-Saulnier per exportar a Turquia, un dels aliats contra l'eix austroalemany.

| « | El 2 d'agost de 1914 les forces de l'exèrcit alemany envaïen Luxemburg i d'aquesta manera començava la Primera Guerra Mundial. L'endemà envaïa Bèlgica, i Anglaterra ho utilitza com a excusa per entrar en el conflicte. | » |

- 8 d'agost: la primera pèrdua d'un avió en guerra era la del francès Sadi Lecointe mort per un soldat alemany des de terra.
- 12 d'agost: Reinhold Jahnow es converteix en la primera baixa aeronàutica per part de l'exèrcit de l'eix. El mateix dia morien els 2 primers integrants de la RFC (Royal Flying Corps) de l'exèrcit anglès a l'estavellar-se mentre travessaven el Canal de la Mànega.
- 14 d'agost: tenen lloc els primers atacs aliats contra dirigibles Zeppelin a càrrec de les forces aèries franceses.
- El primers dogfights (1 contra 1) es realitzen ja des de bon principi. Un dels més coneguts és el del rus Nesterov contra l'austríac von Rosenthal.
- 27 d'agost: es fa un dels primers desplegaments aeris importants, dirigit pel comandant Samson de les forces aèries britàniques. L'“Eastchurch Squadron” estava format per dos Sopwith Tabloid, un BE2, monoplans Blériot, un hidroavió dels germans Short i dos Farman.
- 30 d'agost: primer bombardeig sobre París. Només un avió formava el bombardeig on moria 1 dona i 3 persones més quedaven ferides. L'avió era un German Rampler Taube pilotat per Ferdinand von Hiddeson. El primer bombardeig aliat, seria format per biplans “Chicken Coop” Voisin.
- Octubre: l'exèrcit militar francès de l'aire és el més extens amb 34 esquadrons.
- Novembre: repetits atacs de la RFC sobre Zeppelins acaben sent un èxit a finals de mes. En la destrucció d'un d'aquests situat a Friedrichshafen, hi té lloc el primer bombardeig estratègic per una formació d'avions, tres AVRO 504. La flota russa ataca pel nord amb una unitat formada per més de 50 aparells, la majoria dels quals són “Ilya Mourometz” d'Ígor Sikorski, bombarders equipats amb 3 metralladores per combatre, sobretot, objectius terrestres.

#### 1915
- La guerra continua i els bombardejos i atacs són cada cop més estratègics.
- Gener: 
  - Es detecten conflictes aeris per al control del canal de Suez. Avions turcs (d'importació francesa) fan front als atacs alemanys.
  - Es produeixen més bombardejos anglesos al front occidental per tallar el camí als reforços austroalemanys al front.
- 1 d'abril: Roland Garros acaba amb un Albatros D.I alemany que al principi tenia a la cua. L'avió de Garros era el primer a portar un nou prototip de metralladora Hotchkiss Mle 1914 .
- 19 d'abril: Roland Garros es veu obligat a aterrar més enllà de les línies rivals i els alemanys estudien el nou armament dissenyat pels aliats.
- René P. Fonck, qui més tard seria el pilot aliat amb més victòries, s'allistava a l'exèrcit en l'esquadró C47 pilotant un Caudron G.IV de bombardeig i reconeixement.
- El prototip d'Airco DH.2 (de Havilland) fa el seu primer vol i ràpidament se'n fa gran producció sobretot per a l'exèrcit anglès (RFC). Al mateix temps els “Eindecker” de Fokker començaven a arribar al front oest.
- Georges M.L.J Guynemer, qui es convertiria més tard en el segon pilot francès amb més victòries, obtenia la seva primera victòria pilotant un Morane-Saulnier.
- Juliol: Hawker es desfà de tres Albatros alemanys ocupant el lloc amb més victòries a l'aire del moment.
- 31 de juliol: Max Immelman, un dels primers pilots destacats de l'eix, pilota un Fokker M8 de preparació per volar l'endemà amb un Eindecker.
- 1 d'agost: amb el primer aniversari de l'inici de la guerra, Immelman obté la seva primera victòria i ben aviat es fa digne de ser anomenat “The Eagle of Lille”.
- Els italians ataquen pel sud a Àustria i a Hongria amb els Caproni Ca.2 biplans de tres motors, bombarders nats.
- Setembre: entra en servei el Fokker E.II seguit del Fokker E.III. Gràcies a aquests dos aparells, l'exèrcit de l'eix guanya en nombre de victòries sobre els avions aliats. La tècnica de Fokker era superior i, a més, les metralladores sincronitzades amb el motor eren molt més letals.
- El Junkers J1 “Blechesel”, un avió de reconeixement tot de metall vola per primer cop a Alemanya, iniciant així la saga Junkers. El bombarder aliat Handley Page Type O vola per primer cop a finals d'any.

#### 1916
- Es desenvolupa a Rússia un sistema de sincronització, tècnica que es fa arribar a Anglaterra tan aviat com es pot, i que ràpidament és utilitzada en els Sopwith Strutter.
- A principis d'aquest any tenen lloc moltes celebracions de reconeixement dels mèrits als pilots per part dels diferents estats aliats. Els pilots són reconeguts amb diferents medalles com la Creu Victòria. A l'eix imiten l'atorgament de medalles amb la “Pour le Mérite”. Els primers a aconseguir-la són Max Immelmann i Oswald Boelcke, dos pilots importants per a l'eix.
- Els “de Havilland” 2 arriben al front per combatre els Fokker E.II i E.III. Més tard arriben els Fokker E.IV, els quals Immelmann és el primer a provar.
- A l'abril: comença la batalla de Verdun, una de les més dures de tota la guerra, amb gran moviment aeri. Es forma una unitat de voluntaris americans i de tots els aliats a causa de la falta de pilots. Aquesta unitat desembocarà en el famós Esquadró Lafayette. El primer pilot que en destaca és Elliot Cowdin. Aquest esquadró pilotava els Nieuport 11 “Bébé”.
- 22 de maig: Albert Ball, un altre pilot aliat destacat, obté les seves dues primeres victòries.
- A finals de maig: arriben els triplans Sopwith “Tripehound”.
- 18 de juny: Max Immelmann és abatut a bord del Fokker E.III per McCubbin pilotant un FE2.
- 29 de juny: vola el primer Boeing al continent americà.
- Agost: el “de Havilland” 4 vola per primer cop.
- 6 d'agost: René P. Fonck obté la seva primera victòria fent caure un German Rumpler biplà.
- L'arribada del Spad VII revoluciona el cel. Els aliats reparteixen el disseny entre 11 nacions, i, gràcies a aquest aparell, el cel pasa a ser dominat pels aliats.
- Els Albatros D intenten sufocar el domini del Spad VII. El primer atac amb aquest aparell és efectuat per Oswald Boelcke.
- 17 de setembre: Manfred von Richthofen, més conegut amb el nom que li van atorgar els anglesos, “The Red Baron” (el Baró Roig), obté la seva primera victoria a bord d'un Albatros D.II fent caure un FE2b.
- A finals de setembre: el Sopwith Pup causa la seva primera víctima.
- 12 d'octubre': Raymond Collishaw, un pilot destacat dels aliats amb 60 victòries al final del conflicte, obté la seva primera victòria.
- A finals d'octubre: mor Oswald Boelcke en un accident mentre entrenava amb el seu esquadró. L'Albatros d'Erwin Böhme topava amb el de Boelcke, trencant-li l'ala i Boelcke que no podia controlar l'aparell s'acabava estavellant.
- A finals d'any arribava el Bréguet 14, un dels aparells més importants de la Primera Guerra Mundial, que ajudà als aliats a fer-se amos del cel.

#### 1917
- Manfred von Richthofen és condecorat amb la “Pour le Mérite” i durant el mateix any, també li seria atorgada al seu germà Lothar.
- El Junkers 14, biplà armat, és dissenyat i se'n construeixen 227 aparells. A finals d'estiu entren en funcionament.
- Al març: 
  - L'avió escorta de tres seients i dos motors, el Caudron R.11 es converteix en el primer avió de guerra francès de més d'un seient.
  - La RAF desenvolupa el RAF SE5 el qual es posa en funcionament amb la RFC al front de la batalla de Verdun.
  - El “de Havilland” DH4 arriba a França i es posa en funcionament en l'esquadró 55 de la RFC.
  - 8 de març: el gran competidor de l'aviació, el compte Ferdinand von Zeppelin, mor.
  - 25 de març: el canadenc William A. Bishop obté la seva primera victòria sobre un Albatros. Aquesta és la primera de 72 que n'aconsegueix al llarg de la guerra.
- 26 d'abril: es forma la Boeing Airplane Company, derivada de la Pacific Aero Products Company.
- El Bréguet 14 arriba al front francès per fer front al domini dels Albatros D.III. Amb ell arriben els Spad XIII monoplaça, un dels avions més ràpids de la Primera Guerra Mundial.
- 6 de maig: Albert Ball, un dels millors pilots britànics, aconsegueix la seva victòria 47. L'endemà mor per causes desconegudes mentre perseguia a un avió alemany.
- 20 de maig: el U-36, un dels submarins alemanys, es converteix en el primer submarí a ser destruït per un avió, el que pilota Morrish.
- 21 Gotha, bombarders alemanys, bombardegen la costa anglesa causant 95 morts i més de 260 ferits. 10 dies més tard els bombarders alemanys hi tornen amb un aparell més. Els Gotha van ser els primers bombarders per excel·lència.
- 13 de juny: els Gotha bombardegen Londres a gran escala per primer cop, causant 162 morts i quasi 500 ferits. Aquestes dades representen el 20% dels civils britànics morts o ferits durant la guerra.
- Juliol: el bombarder aliat “de Havilland 9” vola per primer cop. Amb aquest, també arriba el Sopwith Camel, un biplà aliat introduït per la RFC.
- Comença la batalla d'Ypres, 850 aparells aliats s'enfrontarien a 600 aparells alemanys.
- Werner Voss fa volar per primer cop el Fokker F.1, debutant amb victòria sobre un avió de la RFC.
- A Anglaterra el bombarder Handley Page O/400 fa el seu primer vol.
- 11 de setembre: mor Guynemer un dels millors pilots francesos.
- 17 de setembre: primer vol del caça alemany Junkers D.I, el primer caça de construcció completament metàl·lica en entrar en servei.[50]
- 23 de setembre: mor Werner Voss en el seu Fokker F.1 mentre volava sol al trobar-se una esquadró sencer.
- 20 de novembre: comença la batalla de Cambrai amb 289 aparells anglesos pel bàndol aliat.
- A finals de novembre: el bombarder Vickers “Vimy” vola per primer cop.
- Des del 18 de desembre de 1917 fins al 20 de maig de 1918 la “Riesenflugzeugabteilung”, la qual coordinava els bombardejos alemans, deixa caure més de 27000kg de bombes a Anglaterra sense pèrdues considerables.
- 22 de desembre: Rússia, després de la revolució, busca la pau amb els alemanys, cosa negativa per als aliats. No només perden un aliat, sinó que gran part de les forces alemanyes del front oriental, aniran cap a l'occidental.

#### 1918
- Fokker presenta dos aparells nous, el Fokker V.II i el Fokker D.VII.
- Febrer: 
  - El O/400, bombarder biplà amb una càrrega de fins a 748kg de bombes, és redissenyat per superar la càrrega màxima.
  - El “de Havilland 4” DH4 es converteix en el primer avió de guerra produït en quantitats considerables.
- Al març: 
  - El “de Havilland 10” DH10 vola per primer cop. Consisteix en un bombarder de tres seients amb capacitat per portar una càrrega de bombes bastant important.
  - El Junkers J9 vola com a prototip i poc després se'n construïen 41 aparells. Durant els atacs de la primavera de 1918 centenars d'aparells alemanys arriben al front.
- El Fokker D.VII és operacional al front occidental i es posen quantitat d'aparells a càrrec de la “Jagdgeschwader I”, la companyia dirigida per Manfred von Richthofen. El Fokker D.VII es va guanyar pels seus mèrits, el reconeixement a ser el millor avió de la Primera Guerra Mundial.
- Les primeres victòries americanes venen de la mà de Thompson de l'Esquadró Lafayette i Douglas Campbell i Winslow de l'Esquadró núm. 94.
- 21 d'abril: el rei de reis de l'aviació de la Primera Guerra Mundial, Manfred von Richthofen era abatut mentre pilotava el seu triplà vermell Fokker Dr.I. Encara avui no se sap amb seguretat qui el va abatre. En el moment de ser abatut, el Baró Roig, estava perseguint al capità francès Wilfred May mentre tenia a Roy Brown al darrere. De bon principi s'atorgà la mort de von Richthofen a Brown, tot i que estudis posteriors asseguren que les bales del cos de von Richthofen provenien de foc antiaeri, possiblement de l'australià Cedric Popkin.
- L'americà Edward Rickenbacker obté la seva primera victòria en abatre un Albatros. Rickenbacker seria, al final de la guerra, el pilot estatunidenc amb més victòries.
- 20 de maig: els bombardejos dels Gotha alemanys a Anglaterra acaben, ja que les pèrdues comencen a ser massa importants.
- El pilot italià amb més victòries al final de la guerra, el Major Francesco Baracca mor després d'haver aconseguit 34 victòries en un atac de l'eix a la base italiana de Montello.
- Juliol: 
  - James McCudden mor al tenir problemes amb el motor del seu aparell.
  - Edward Mannock, el pilot anglès amb més victòries al final de la guerra (disputat), amb 73 victòries, mor quan el seu SE5 cau en flames, després que antiaèris alemanys toquin el dipòsit de combustible del seu aparell.
- Agost: 
  - Erich Loewenhardt mor al xocar el seu aparell amb un altre d'alemany. Amb 54 victòries, és el tercer pilot alemany amb més victòries.
  - El Nieuport-Delage NiD 29 vola per primer cop com a prototip, tot i que la seva època d'apogeu és a principis de la dècada dels anys 20.
  - El DH9 arriba a França després que l'ofensiva alemanya queda reduïda.
  - Els Sopwith Snipe arriben a la RAF, substituint als Sopwith Camel. Els Snipe es converteixen en el millor avió de combat dels aliats durant la Primera Guerra Mundial.
- 26 de setembre: Fonck, el pilot francès amb més victòries, abat a quatre Fokker D.VII, un Albatros D.V i un Albatros biplaça en un sol dia.
- 28 de setembre: Frank Luke, el segon pilot americà amb més victòries amb un total de 21, mor després d'aterrar més enllà de les línies enemigues.
- Roland Garros és abatut per un pilot alemany mentre pilotava un Spad a Vouziers.
- A finals d'octubre: arriba el Fokker E.V al front occidental. Tenia capacitats de maniobrabilitat molt avançades, i una velocitat màxima de 204Km/h.
- Novembre: 100 Fokker D.VIII són els aparells restants de l'exèrcit alemany.

| « | Finalment, a l'11a hora de l'11é dia de l'11é mes (11 de novembre de 1918) la Primera Guerra Mundial es declara acabada. La RAF acaba la guerra amb més de 22000 aparells. Durant aquesta guerra, la tècnologia aeronàutica va millorar molt. Tot i que havia estat enfocada en avions militars, els avenços van ser fàcilment aplicables a aeroplans de transport i això va fer que molts països obrissin línies de correu aeri. | » |

- Del 4 al 22 de desembre: 4 avions Curtiss “Jennie” travessen EUA de costa a costa.
- Entre el 13 de desembre de 1918 i el 16 de gener de 1919: MacLaren i Halley volen des d'Anglaterra a Índia en un Handley Page batejat amb el nom de “Carthusian”.

#### 1919
- Es restauren els vols comercials a Alemanya i s'obre la primera línia de correu París - Londres per aire. Igual que aquest, s'inicien altres vols de transport com el de Folkestone (Anglaterra) a Gent (Bèlgica). Els primers anys posteriors a la guerra, molts pilots de combat van passar a ser pilots comercials i, fins i tot, els aparells militars eren minimament reformats per a la càrrega de paquets, cartes, etc.
- Es reinicien les línies de transport de passatgers així com la creació de noves línies inexistents abans de la guerra. Un bon exemple, n'és el vol que es va obrir entre Pàdua (Itàlia) i Viena (Àustria) el qual funcionava gràcies a aparells anteriorment utilitzats en la guerra com eren els Caproni.
- William Boeing i Edward Hubbard utilitzen el Boeing CL-4S per a transport entre Seattle i Victòria, trajecte que l'any següent es faria regular.[51]
- La fundació de diverses línies aèries va tenir lloc sobretot durant els primers anys de la postguerra. Algunes empreses destacades són: l'alemanya Lloyd Luftverkehr Sablatnig, l'anglesa Daimler Air Hire que més tard passaria a ser la Daimler Airway i la francesa Compagnie des Transports Aéronautiques du Sud-Oest.
- Febrer: es crea a Anglaterra el primer aparell militar produït en sèrie considerablement pels anglesos. Es tracta d'un biplà basat en tècniques desenvolupades durant la guerra, el MB-3 de Thomas Morse.
- Les grans companyies es posen a treballar per millorar els aparells de transport i gran nombre d'aparells apareixen durant els anys següents.
- Maig:
  - Arriba una adaptació dels bombarders de Havilland per al transport de passatgers. Consisteix en el DH16 que va ser exhibit a Amsterdam al juliol del mateix any.[52]
  - Harry Hawker i Mackenzie-Grieve fan el primer intent de vol sense parar a un portaavions de travessar l'oceà Atlàntic. La sort no els acompanya i cauen al mar. Són rescatats per un vaixell danès.[53]
- 14 de juny: John Alcock i Arthur Whitten Brown volen per primer cop sense fer cap aturada l'Oceà Atlàntic en un bombarder Vickers Vimy. Surten de St. John's (EUA) i arriben el 15 de juny a Clifden (Irlanda). el vol va té una durada de 16 hores i 27 minuts.[54]
- El primer avió comercial fet tot de metall és el Junkers F13 alemany, de seguida en són venuts 322 exemplars per al transport.
- 28 de juny: en el tractat de Versalles es prohibeix l'existència d'un exèrcit militar alemany i l'existència de fàbriques per a avions en el territori alemany. L'holandès Anthony Fokker no té gaires problemes per marxar al seu país, i altres enginyers alemanys marxen fora del país per seguir amb la seva producció.
- A principis d'agost: Ernest Hoy fa la primera travessa de les muntanyes Rocoses des de Vancouver a Calgary (Canadà).
- 25 d'agost: un de Havilland 16, DH16, pertanyent a la companyia anglesa de transports, inicia la primera línia diària que uneix Hounslow (Anglaterra) amb Le Bourget (França).
- 7 d'octubre: es funda la companyia aèria holandesa KLM (Koninklijke Luchtvaart Maatschappij). El primer vol de la KLM però, no seria fins al maig de l'any següent en una línia que unia Londres i Amsterdam.
- El Handley Page W8 es converteix en el primer prototip totalment dissenyat pels anglesos després de la guerra. En les proves va donar resultats bastant positius.
- Els germans Smith volen per primer cop des d'Anglaterra a Austràlia en el seu Vickers Vimy. El trajecte de 18170 km va significar un nou rècord de distància.

### Anys 1920

#### 1920
- Sadi Lecointe assoleix un rècord de velocitat de 275.92 km/h pilotant un Nieuport-Delage 29. Poc després el Dayton-Wright RB Racer assoleix un nou rècord de velocitat amb una velocitat de 320 km/h.
- 20 de juny: es restableix la FAI (Fédération Aéronautique Internationale). El primer comunicat de la Federació, era que a partir d'aquell moment els rècords de velocitat serien presos fent la mitjana de la velocitat màxima assolida per un aparell en cada un dels quatre vols que hauria de fer. Cada vol en un dels 4 sentits diferents, evitant així rècords per l'ajuda del vent.
- Entre gener i març: Vuillemin es converteix en el primer a travessar el Sàhara per aire.
- 20 de març: Van Ryneveld i Brand fan el primer vol d'Anglaterra a Sud-àfrica pilotant un Vickers Vimy.
- Novembre: 
  - Vola per primer cop el Dornier Dolphin.
  - Es funda la Qantas (Queensland and Northern Territory Aerial Services Limited), la companyia aèria australiana encara existent.
- Moseley guanya el primer trofeu Pulitzer d'aviació el qual consistia a aterrar amb una velocitat de menys de 120 km/h.
- Al desembre: 
  - Vola el primer avió de transport francès econòmicament rendible. Es tracta del Blériot-Spad 33 que té capacitat de fins a 5 passatgers.
  - Es registra el primer accident en avions de transport. 4 dels 6 tripulants són morts.

#### 1921
- La companyia de transports Junkers absorbeix l'empresa Rumpler.
- La primera línia soviètica interna es forma entre Sarapol i Iekaterinburg, unides per "Ilya Mourometz" desarmats.
- Febrer: William Conney fa el primer vol de costa a costa americana en solitari en un vol de 22 hores i mitja.
- Maig: el Boeing GA1 triplà vola, per primer cop, el primer bombarder americà produït en sèrie.
- S'exhibeixen els MB2, uns bombarders biplans de gran envergadura especialment preparats per bombardejar vaixells de guerra. Es fa una demostració a l'enfonsar un vaixell alemany que estava fora de servei. En altres proves però s'arriba a esfonsar vaixells involuntàriament com en l'accident del "USS Alabama", després d'un mal càlcul a l'hora de bombardejar-lo amb bombes de fòsfor.
- 15 d'octubre: es forma la "Compañia Española de Tráfico Aéreo". Aquesta companyia és la predecessora de l'actual Iberia, fundada el 1940.

#### 1922
- Els portuguesos Gago Coutinho i Sacadura Cabral travessen l'Oceà Atlàntic pel sud volant des de Lisboa fins al Brasil en un Fairey IIID anomenat "Santa Cruz".
- Al març: 
  - Es posa en funcionament el USS Langley, el primer portaavions.
  - Vola per primer cop el DH34, amb capacitat per a fins a vuit passatgers. Aquest avió va ser el primer a incloure certes comoditats a bord.
- 7 d'abril: recordat en aviació per ser el primer dia en què dos avions de passatgers xoquen en l'aire causant la mort de tots els tripulants dels dos aparells. El xoc va tenir lloc en territori aeri francès entre un DH18 de la Daimler Hire i un aparell de la Farman Goliath.
- Maig: el Bréguet 19, bombarder de reconeixement, vola per primer cop. Aquest aparell es convertirà en un dels millors del període d'entreguerres.
- Doolittle vola de costa a costa als EUA en un dia.
- L'alemany Martens vola durant més d'una hora en un planador no motoritzat.
- 20 de setembre: Sadi Lecointe aconsegueix un nou rècord de velocitat amb 330.75 km/h.
- 18 d'octubre: Mitchell supera el rècord de velocitat amb un registre de 358.836 km/h mentre pilota un Curtiss R6.
- El bombarder Vickers Virginia arriba per substituir al ja obsolet Vimy.

#### 1923
- Juan de la Cierva fa el seu primer vol en un autogir.
- Arriba el primer aparell japonès, un Mitsubishi IMF1.
- Arriba el Boeing PW-9, un caça biplà bastant transcendent en el període d'entreguerres.
- S'efectua la primera provisió de combustible en mig d'un vol. Té lloc entre dos aparells DH4 pilotats per Smith i Richter.
- El Polikarpov I1 vola per primer cop. Es tracta d'un caça monoplà. Tot i que té alguns problemes d'estabilitat, és el primer avió soviètic produït en sèrie. Aparells successors d'aquest, serien utilitzats durant la Guerra Civil Espanyola.
- 9 de setembre: s'estableix un nou rècord de velocitat, que arriba fins als 429.96 km/h.
- Octubre: arriba el primer caça acceptat per la RAF després de la Primera Guerra Mundial, el Gloster Grebe.

#### 1924
- Es forma l'ara coneguda British Airways, resultat de la unió de la Daimler Airway, la Handley Page Transport, la Instone Air Line i la British Marine Air Navigation Company.
- Globe i McIntyre volen 90 hores sobrevolant Austràlia establint un nou rècord de vol.
- L'ANT-2 vola per primer cop convertint-se en el primer avió soviètic fabricat totalment de metall. Túpolev, va adaptar la tecnologia Junkers en els seus aparells.
- 28 de setembre: arriben a Seattle els dos Douglas World Cruisers "Chicago" i "New Orleans" després de fer la volta al món en un registre de 371 hores i 11 minuts, més de dos setmanes de vol.
- S'estableix, a Itàlia, un nou rècord de pes. El bombarder Fiat BR1 arriba a carregar 1500 kg de bombes arribant a una altura de 5553 metres.

#### 1925
- El DH60 "Moth", un biplà de dos seients que va revolucionar el mercat de pilots privats i clubs d'aviació, vola per primer cop.
- Arriba el Fokker F.VII de tres motors, que es guanya un lloc entre els avions més útils per a trajectes llargs.
- Novembre: vola el segon aparell de Túpolev, el Túpolev TB-1, de dos motors i monoplà. Un bombarder.

#### 1926
- Apareix Lufthansa resultat de la fusió entre Deutsche Aero Lloyd i la Junkers Luftwerkehr.
- Junkers revoluciona el transport amb el Junkers G31, capaç de transportar fins a 15 passatgers. La Lufthansa alemanya no triga en adquirir-ne diversos exemplars.
- 9 de maig: Richard E. Byrd i Floyd Bennett volen per primer cop per sobre del pol Nord en un Fokker F.VII anomenat "Josephine Ford", avançant-se així al que els dirigibles farien 2 dies més tard a càrrec d'Amundsen.
- Cobham completa el primer vol d'anada i tornada d'Anglaterra a Austràlia en un DH50.
- El Junkers G24, una adaptació molt millorada del Junkers G23, el qual seria produït en grans quantitats, vola per primer cop en un vol Berlín - Pekín i tornada.
- Setembre: el "Lioré et Olivier", un bombarder francès, millora el rècord de càrrega fins als 2000 kg.
- Volen per primer cop el DH66 "Hércules" i el Boeing F2B-1.

#### 1927
- El 1927 és recordat pels intents de travessar l'oceà Atlàntic en solitari.
  - 8 de maig: Charles Nungesser intenta travessar-lo pilotant un Levasseur PL8, però per problemes mecànics, s'estavella, morint en el xoc. Nungesser, és recordat però, per ser el tercer pilot amb més victòries franceses de la Primera Guerra Mundial.
  - Charles Lindbergh aconsegueix travessar l'Oceà Atlàntic pilotant un monoplà Ryan NYP anomenat "Spirit of St.Louis", convertint-se, així, en el primer vol en solitari i sense parada en travessar l'oceà. El vol de 5778 km va tenir una duració de 33 hores i 39 minuts.
- Al juny: Hegenberger i Maitland volen des d'Oakland (Califòrnia) fins a Honolulu (Hawaii) pilotant un Fokker C2.
- Costes i le Brix volen des del Senegal al Brasil en un Bréguet 19 anomenat "Nungesser-Coli" en memòria del recent desaparegut.

#### 1928
- S'estableix un nou rècord de velocitat que supera els 500 km/h, en un vol a 512 km/h per un Macchi M52 pilotat per Mario di Bernardi.
- Lufthansa introduïa el G31 de Junkers, amb nous serveis com menjar i beguda a bord.
- Lady Heath es converteix en la primera dona a volar sola des de Sud-àfrica a Anglaterra.
- Kingsford i Ulm volen en un Fokker F.VII "Southern Cross" des de San Francisco a Honolulu, des d'on volen a Suva (Fiji) i finalment arriben a Brisbane (Austràlia) per completar el vol transoceànic del Pacífic. El vol dura 83 hores i 38 minuts.
- Hubert Wilkins i Ben Eielson fan el primer vol per sobre l'Antàrtida en un Lockheed Vega després d'haver sobrevolat l'Àrtida.

#### 1929
- El "Strana Sovietov" vola des de Moscou fins a Nova York en un vol de 21.243 km.
- Hermann J. Oberth desenvolupa les tècniques per als coets V2. Completa un estudi per als líquids propulsors dels coets mentre viu a Berlín. Més tard desenvolupa la tècnica del V2, a Peenemünde, una petita ciutat a l'illa d'Usedom al nord-est de l'Alemanya actual, fent frontera amb la Polònia actual.
- Williams i Jenkins fan el primer vol sense aturar-se d'Anglaterra a l'Índia recorrent un total de 6647 km en un monoplà Fairey.
- Juliol: 
  - Apareix el Heinkel amb el He 12, que inicialment va ser utilitzat per millorar els serveis de correu entre Bremen (Alemanya)i Nova York (EUA).
  - 25 de juliol: el Dornier Do X, l'hidroavió més gran d'abans de la Segona Guerra Mundial, vola per primer cop.
  - Els Junkers G38 aconsegueixen arribar a transportar fins a 34 passatgers més tot l'equip aeri, convertint-se així en l'avió més gros fins al moment.[55]
  - Richard Byrd, Bernt Balchen, Harold June, i Ashley McKinley creuen per primer cop el pol Sud en un Ford 4-AT de tres motors.[56]

### Anys 1930

#### 1930
- L'anglesa Amy Johnson es converteix en la primera dona a volar en solitari des d'Anglaterra fins a Austràlia i ho fa en un DH60.[57]
- Maig: arriba el "Monomail" Model 200 de Boeing. Té capacitat per carregar fins a 1000 kg i una de les innovacions més destacades que aporta és un tren d'aterratge retractable en ple vol, de tal manera que no afectés a l'aerodinàmica.[58]
- Al juny: Apollo Soucek bat el rècord d'altura pilotant un Wright F3W1 "Apache" arribant als 13.157 metres d'altura.[59]
- Setembre: 
  - Dieudonne Costes i Maurice Bellonte volen en un Bréguet de París a Nova York en 37 hores i 18 minuts.[60]
  - El Junkers Ju 52 fa el seu primer vol com a prototip al mateix mes que el Handley Page 42 comença amb la British Imperial com un avió per a viatges de luxe.
  - S'enlaira a Rússia el soviètic Túpolev ANT-6, convertint-se en l'aparell volador més gran fins llavors existent.[61]

#### 1931
- Gener: començava la major travessa d'un esquadró sencer de l'oceà Atlàntic. 12 Savoia-Marchetti S-55A surten de Bolama (Guinea Portuguesa) i arriben a Natal (Rio Grande do Norte) en 18 hores.[62]
- El Blériot 110, monoplà biplaça feia un nou rècord en circuit tancat de 8.822.325 km. L'aparell va ser pilotat per Lucien Boussoutrot i Maurice Rossi.[63]
- A l'abril: Charles William Anderson Scott vola en solitari des d'Anglaterra a Austràlia en un "de Havilland Moth".[64]
- Grumman apareix amb un caça innovador, el FF-1 que incloïa el tren d'aterratge retractable en ple vol.
- Al juny: Wiley Post i Harold Gatty donen amb un Lockheed Vega "Winnie Mae" la volta al món més ràpida fins al moment: 8 dies 15 hores i 51 minuts.[65]
- Cobham vola d'Anglaterra al Congo en un vol de 19800 km.[66]
- Boardman i Polando volen de Nova York a Istanbul.[67]
- Amy Johnson vola d'Anglaterra al Japó.[68]
- George Stainforth bat el rècord de velocitat pujant el llistó fins als 654.9 km/h.[69]
- Al desembre: la combinació soviètica Zveno-1 (Link-1) comprenia 3 Polikarpov 1-5 i un Túpolev. La idea de Vakhmistrov va tenir la seva rellevància, ja que poc després es va desenvolupar el Zveno-2.

#### 1932
- Boussoutrot i Rossi baten el seu propi rècord de distància en circuit tancat situant-lo en 10.601.48 km.
- Amelia Earhart es converteix en la primera dona a volar sola i travessar l'oceà Atlàntic al pilotar un Lockheed Vega de Harbour Grace (EUA) a Londonderry (Irlanda del Nord). Més tard, es converteix en la primera dona a travessar en solitari els EUA de costa a costa sense aturades.
- Amy Johnson vola d'Anglaterra a Sud-àfrica en 4 dies i pràcticament 7 hores, en solitari.
- El Dewoitine D500 apareix revolucionant el món dels caces i passa a ser un dels aparells més nombrosos de les forces aèries franceses (Armée de l'Air).

#### 1933
- Gayford i Nicholetts fan un nou rècord de distància sense parar de 8.544 km.
- Mollison aconsegueix triple rècord en un sol vol que el porta d'Anglaterra al Brasil en un Puss Moth anomenat "The Heart's Content". El primer a volar d'Anglaterra a Sud-amèrica en solitari, el primer a volar en solitari d'est a oest a l'hemisfèri sud de l'Atlàntic, i el primer a haver volat en solitari als dos hemisferis de l'atlàntic.
- Febrer: vola el Boeing 247. Aquest avió representa un pas molt important cap a l'aviació comercial moderna. Capaç de portar 10 passatgers i 180 kg de correu, estava construït totalment de metall.
- A l'abril: dos biplans es converteixen en els primers a volar per damunt dels 8.848 metres de l'Everest. Un PV3 pilotat per Douglas-Clydesdale i Blacker i un PV6 pilotat per McIntyre i Bonnet.
- Juliol: Wiley Post fa el primer vol al voltant de la Terra en solitari en el seu "Winnie Mae" (Lockheed Vega) recorrent 25.099 km.
- Agost: es funda Air France, derivant de la "Compagnie Nationale Air France" la qual més tard va adquirir altres empreses com la Compagnie Aéropostale o la Air-Union.
- Ulm, Taylor, Allen i Edwards piloten l'Avro 10 "Faith in Australia" durant 115 hores sense aterrar, el qual suposa un nou rècord en temps de vol.
- Es presenta el Polikarpov I-16, el qual va ser un dels millors caces del moment, gràcies a distincions com la de tenir la cabina totalment tancada i un tren d'aterratge retractable.

#### 1934
- Febrer: comença la travessa de Laura Ingalls de 27.359 km en un temps de dos mesos, sobrevolant Sud-amèrica.
- L'avió soviètic Túpolev ANT-20MG "Maxim Gorki", el més gran del seu temps, amb una amplada de 63 metres de punta a punta de les dues ales, és destruït al tenir un accident amb un Polikarpov biplà. Els dos pilots moren.
- El Túpolev-Arkhangelsky ANT-40.1, un bombarder a gran escala, entra en funcionament per primer cop a Espanya, on va ser anomenat "Katyusha".
- Setembre: Lufthansa transport el seu passatger número 1.000.000.
- Octubre: Angello fa un nou rècord de velocitat pilotant un Macchi MC 72 a 709,209 km/h.

#### 1935
- El Heinkel He 111 vola per primer cop. Inicialment pensat per al transport, va ser de fàcil adaptació per a la Luftwaffe a l'hora de fer-ne un bombarder.
- Al març: la Luftwaffe era anunciada oficialment amb el consegüent desacord en contra del tractat de Versalles.
- Maig: es registra el pitjor accident aeronàutic al xocar un ANT-20 "Maxim Gorky" amb un altre aparell. L'accident mata a 56 persones.
- El Messerschmitt Bf 109 v1 és acabat. El primer de més de 33.000 exmplars que se'n fabriquen volà entre Augsburg i Haunstetten pilotat per Hans Knoetzsch. El Bf 109 va ser un dels caces més importants de la Segona Guerra Mundial.
- Es presenta el Boeing 299, que adaptat, seria el famós bombarder Boeing B-17 “Flying Fortress".
- A França, es presenta el Morane-Saulnier MS405, que en dos anys es converteix en el caça francès més rellevant.
- El Junkers Ju 87 fa el seu primer vol revolucionant el món dels bombarders.
- Es registra la British Airways, producte de la unió de la Hillman's Airways, la Spartan Air Lines i la United Airways.
- Itàlia utilitza aparells voladors de guerra a Etiòpia sense una declaració oficial de guerra.
- S'exhibeix el prototip del Hawker Hurricane, el qual consistia en un monoplà monoplaça amb 8 metralladores. És recordat sobretot per la seva importància en la batalla d'Anglaterra.

#### 1936
- S'anuncia l'arribada del Supermarine Type 300 Spitfire, de 8 metralladores amb un motor Rolls-Royce.
- Arriba el Fairey Battle, un bombarder lleuger que va quedar obsolet en poc temps.
- L'Armstrong Whitworth AW38, més tard anomenat Whitley, s'unia al Hampden i al Wellington, en una carrera per millorar els bombarders anglesos, que intervindrien en la primera meitat de la Segona Guerra Mundial.
- Paral·lelament a la indústria militar, molts pilots van seguir fent rècords com el de Amy Mollison que va millorar el trajecte Anglaterra - Sud-àfrica en més d'11 hores pilotant un Percival Gull Six. El temps total de vol va ser de 3 dies 6 hores i 26 minuts.
- El Messerschmitt Bf 110 v1 vola per primer cop, un avió especialment dissenyat per volar de nit. Era un caça molt efectiu per fer caure bombarders.
- Maig: l'arribada de l'avió de transport de Havilland Dragon es fa efectiva juntament amb el Vickers Wellington, un bombarder molt rellevant en la primera meitat de la Segona Guerra Mundial.
- Arriba el Bristol Blenheim, un altre bombarder derivat del prototip Bristol Type 142.
- El G-ADHL S.23 "Canopus" dels Short vola per primer cop a Kent, un hidroavió de grans dimensions.
- 18 de juliol: esclata la Guerra Civil Espanyola. 20 Junkers Ju 52 trimotor arriben a Sevilla per donar suport al bàndol nacionalista provinent del Marroc. Les aliances de Franco amb la cúpula alemanya, donen els seus fruits amb l'arribada de 6 Heinkel He 51 a Cadis el 7 d'agost.
- Fins Octubre, el bàndol republicà no rep ajudes europees. La Unió Soviètica, però, envia als republicans més de 1400 aparells, bàsicament Polikarpov els quals són pagats amb diners de l'Estat.
- Al Japó, es posa en funcionament el Nakajima Ki-27, el primer monoplà de cabina tancada de l'exèrcit japonès.
- Es forma a Espanya la Legió Còndor alemany per combatre la múltitud d'aparells soviètics que arriben al front republicà. Els primers aparells republicans en volar són pilotats per pilots soviètics. D'altra banda, el bàndol nacionalista bombardeja sistemàticament Madrid.

#### 1937
- El Lioré et Olivier LeO 45 (bombarder) i el Blackburn Type B-24 (caça) volen per primer cop.
- El segon Mitsubishi Type 97 (Ki-15) és adquirit pels propietaris del diari "Asahi Shimbun" per fer un nou rècord del Japó a Anglaterra que finalment aconsegueixen amb un temps de 51 hores i 17 minuts per a la distància de 15356 km.
- 26 d'abril, la ciutat centre foral del País Basc, Guernika, és bombardejada per la Luftwaffe causant un gran nombre de morts.
- 30 d'abril: el vaixell "España", el més important de la flota nacionalista, és enfonsat després de patir un bombardeig aeri republicà. Maig, un atac similar al vaixell "Deutschland" de la flota alemanya no obté els mateixos resultats.
- 7 de maig: es presenta el Lockheed XC-35 el qual aporta com a principal innovació el de ser el primer aparell amb cabina pressuritzada.
- Els ANT-25 baten nous rècords de distància de vol a l'URSS com el vol de Gromo, Yumashev i Danilin que volen 10148 km.
- Arriba el DH88 "Comet" anomenat "The Burberry", un bombarder.

#### 1938
- A un pas de la Segona Guerra Mundial i amb la Guerra Civil Espanyola a punt d'acabar, la producció d'aparells de vol és impressionant. En aquests temps tots els avenços tecnològics van totalment encarats i pensats per a aparells de guerra.
- A Alemanya ja es fan els preparatius per a la guerra i segueixen desenvolupant nous bombarders com el Heinkel He 118, el qual va tenir un paper destacat en els bombardejos.
- Agost: els soviètics abandonen els aparells i deixen les ajudes al bàndol republicà durant la Guerra Civil Espanyola, ja que no podia combatre amb aparells inferiors a la tecnologia alemanya.
- Octubre: arriba el Dewoitine D.520, el millor caça francès de la Segona Guerra Mundial. Tot i això, els alemanys segueixen essent superiors en l'aire.
- A Anglaterra es reforcen els esquadrons de la RAF amb Westland Whirlwinds.
- A Itàlia, M.Pezzi estableix un nou rècord d'altitud arribant als 17.083 metres volant amb un Caproni 161.
- Els Curtiss XP-40 tenen múltiples funcions per al bàndol aliat i per això és produït en grans quantitats fins a arribar als més de 14.000 aparells.

#### 1939
- Gener: 
  - El Nakajima Ki-43 "Hayabusa" vola per primer cop. És un dels aparells més utilitzats pel Japó en la primera meitat de la Segona Guerra Mundial.
  - El Lockheed XP-38 apareix, bombarder de característiques diferents als seus contemporanis, i que es guanya el mèrit de ser un dels millors bombarders de la Segona Guerra Mundial.
- 28 de març: a Espanya, Madrid i València cauen derrotades davant dels atacs nacionalistes, en els quals els bombarders alemanys tenen un paper important. Aquest fet significa la fi de la Guerra Civil Espanyola.
- Hans Dieterle fa un nou rècord de velocitat pilotant un Heinkel He 100V-8 a Oranienburg (Alemanya)establint un registre de 746.45 km/h. Tot i això, el rècord es veu superat per un altre aparell alemany tan sols un mes després. El capità Fitz Wendel vola a 755.138 km/h en un Messerschmitt Me 209VI.
- Al Japó arriba l'aparell més utilitzat i conegut de la flota japonesa durant la Segona Guerra Mundial. El Mitsubishi A6M1 conegut amb el sobrenom de "Zero" vola a Kagamigahara (Japó) en unes proves totalment positives.
- A l'URSS s'anuncia l'arribada del Petlyakov V1 200 "Pe-2" del qual se'n van construir vora 12000 aparells.
- A EUA es prova el Short Stirling, un bombarder de 4 motors, el qual queda totalment destruït en accidentar-se mentre aterrava.
- A Alemanya es presenta el Focke-Wulf Fw 190v1, un aparell que aporta moltes millores en aspectes tècnics, un dels pocs aparells operatius de la Segona Guerra Mundial en portar un motor radial.
- 20 de juny: el Heinkel He 116 propulsat per un motor-coet Walter HWK RI203 era provat a Peenemünde (Alemanya). Pilotat per Erich Warsitz es convertia en el primer vol controlat propulsat per un motor-coet dissenyat per a tal funció de tota la història.
- A Anglaterra, arriba l'Avro Type 679, bombarder pesat de dos motors, que va dur el sobrenom de "Manchester". L'aparell no va tenir gaire èxit durant primers mesos a causa dels motors Rolls-Royce ja obsolets dels quals estava proveït. Al canviar-los per 4 motors Merlin, es va poder treure molt més profit de l'aparell.
- 27 d'agost: el Heinkel He 178 pilotat per Erich Warsitz, es converteix en el primer aparell a volar sent propulsat per un motor de turboreacció, el HeS 3b dissenyat per Pabst Von Ohain.
- 1 de setembre: precedit per un bombardeig aeri, Alemanya envaeix Polònia.
- 8 d'octubre: un Lockheed Hudson de la Royal Air Force fa caure un hidroavió Dornier Do 18 alemany, fet que representa la primera victòria aèria aliada de la Segona Guerra Mundial.
- Octubre: 
  - La Luftwaffe bombardeja els ports anglesos, tenint les primeres pèrdues de Junkers Ju 88, a càrrec de Spitfires anglesos.
  - Es presenta el prototip de Handley Page HP57, un bombarder de 4 motors, el qual juntament amb els Avro Lancaster, es van convertir en els bombarders més utilitzats per la RAF.
  - A Alemanya es presenta el Heinkel He 177, un altre bombarder pesat de la família dels Heinkel.
  - A Itàlia es presenta el Piaggio P.108b, bombarder per excel·lència de la flota italiana.
  - El Bell XP-39 i els caces P-39 "Aircobra" fan el seu primer vol.
  - La RAF perd 12 de 24 bombarders Wellington en una missió de reconeixement, fet que fa que aquest sigui l'últim vol en formació de bombarders en llum de dia.
  - El XB-24 es converteix en l'aparell més produït als EUA amb més de 18000 exemplars al llarg de la Segona Guerra Mundial.
  - A l'URSS, el Soviet TsKB-55 preparat per atacar a objectius de terra és presentat. Aquest aparell tindrà més tard el sobrenom de "Shturmovik".

### Anys 1940

#### 1940
- 1 de gener: el Iàkovlev Iak-1 vola per primer cop. Aquest és el primer dels molts aparells que desenvoluparia Iàkovlev.
- Un esquadró de He 111 de la Luftwaffe, destreueix per equivocació durant l'operació "Wikinger", dos vaixells alemanys, el "Lebrecht Maas" i el "Max Schultz".
- Febrer: 
  - Arriba a Anglaterra el primer Hawker Typhoon, un dels caces més utilitzats per la RAF durant la guerra.
  - A l'URSS arriba el Làvotxkin LaGG-1, un caça experimental del qual se'n van fer més versions fins a arribar a la LaGG-3, aparell molt utilitzat per la flota soviètica durant la primera etapa de la Segona Guerra Mundial.
  - Arriba el primer dels Mikoian-Gurévitx, el Mikoian Gurévitx MiG-1 el qual no va tenir gaire èxit en comparació amb el Mikoian Gurévitx MiG-3 que el succeiria a l'agost del mateix any.
- Maig:
  - 4 de maig: es captura el primer Messerschmitt Bf 109 E-3, amb el qual els anglesos van fer múltiples proves experimentals per estudiar les capacitats del caça alemany més utilitzat del moment.
  - 10 de maig: durant la invasió alemanya de França, Bèlgica i Països Baixos, la Luftwaffe perd més de 300 aparells.
  - 29 de maig: vola el Vought XF4U, conegut com a "F4U Corsair" del qual se'n produieixen més de 12.000 exemplars per servir l'Exèrcit dels Estats Units d'Amèrica i aliat. És reconegut com un dels millors caces de la Segona Guerra Mundial.
- Al juny:
  - Itàlia entra oficialment en guerra a l'atacar a Malta. Anglaterra respon amb un bombardeig amb 36 Whitley sobre les fàbriques de Fiat a Torí (Itàlia).
  - A Espanya, Iberia és formada com a línia aèria nacional, que compta amb el suport del govern espanyol i la Lufthansa alemanya.
- Agost:
  - El DFS 194 de proves, aparell propulsat per un coet, és pilotat per primer cop per Heini Dittmar a Peenemünde (Alemanya).
  - Els Mikoian Gurévitx MiG-1 són acceptats per l'estat i passen a ser un dels aparells més utilitzats per l'exèrcit soviètic. El MiG-1 és el primer de la sèrie MiG, que encara existeix en l'actualitat.
  - A Amèrica arriba el B-25 Mitchell un bombarder de mitjanes dimensions versàtil que va molt utilitzat al llarg de la guerra pel bàndol aliat.
  - La nit del 24 d'agost al 25 d'agost: Londres és bombardejat per primer cop i l'endemà, com a resposta, els bombarders anglesos bombardejen Berlín.
  - El Caproni-Campini N1, monoplà experimental italià, vola per primer cop a finals de mes. L'aparell era propulsat per un motor de pistons.
  - A l'URSS, el tercer prototip de l'Ilyushin Il-2 s'enlaira per primer cop. Aquest aparell es convertirà més tard en un dels aparells utilitzats per atacar objectius terrestres més famós de l'URSS. Se'n van arribar a construir més de 36.000 exemplars.
- Octubre: el North American NA-73, més conegut com a P-51 Mustang és produït en grans quantitats per reforçar els exèrcits aliats, creant així més de 15.000 aparells. El "Mustang" és un dels millors caces amb què l'exèrcit aliat va comptar durant la Segona Guerra Mundial.
- Novembre: el De Havilland Mosquito, un bombarder lleuger és provat a Hatfield (Anglaterra), on dona resultats tant positius com una velocitat màxima de fins a 644 km/h. L'aparell, a més, demostra la seva versatilitat amb diverses versions de caça, bombarder i reconeixement.
- Al Japó arriba el Yokosuka D4Y1 "Judy" especialment dissenyat per a atacs sobre vaixells aliats.

#### 1941
- Gener:
  - L'hidroavió japonès Kawanishi H8K1 fa el seu primer vol. Aquest aparell, que més tard seria anomenat "Emily", és recordat com un dels millors hidroavions de la Segona Guerra Mundial.
  - Arriba l'Avro Lancaster més conegut com a "Manchester III", ja que era una adaptació del primer "Manchester". L'aparell es va convertir en el bombarder més utilitzat per la RAF durant la guerra. Entra per primer cop en funcionament al bombardejar objectius a Brest (França) a finals de febrer.
  - Apareix el Handley Page “Halifax” inicialment utilitzat per bombardejar objectius a Le Havre (França).
  - A Alemanya apareix el Me 321 "Gigant" un planador motoritzat de gran capacitat, pensat especialment per a la invasió d'Anglaterra que, més tard, va ser ajornada indefinidament.
- A l'abril: 
  - El Heinkel He 280 es converteix en el primer aparell volador propulsat per dos motors de turbocompressió.
  - El Messerschmitt Me 262 vola per primer cop. Ho fa amb un motor de pistons, ja que les proves amb motors de turbocompressió no tenen efectes positius.
- Maig: 
  - El prototip del Republic P-47 Thunderbolt realitza el seu primer vol als EUA. Aparell que al final de la guerra es convertiria en un dels tres millors caces de la USAAF.
  - La competència aliada de Heinkel dona resultat amb el Gloster E28, el primer aparell aliat, que vola amb motors de turbocompressió.
- Al juny:
  - Alemanya envaeix l'URSS amb l'ajut de la superioritat aèria durant l'operació “Barbarossa”. L'URSS perd 1811 aparells vers els 35 que perd la Luftwaffe alemanya. Tot i això, aquest èxit és únic.
- Agost: 
  - El Soviet "Parasite" I-16 arriba al bàndol soviètic. La peculiaritat d'aquest aparell era que era carregat a sota les ales dels bombarders TB-3 fent, així, una evolució dels experiments Zveno de la dècada dels anys trenta.
  - Anglaterra desenvolupa la "Catafighter", una catapulta per a caces, pensada bàsicament per a la defensa dels vaixells aliats. Aquest invent té el seu primer èxit al catapultar un Sea Hurricane des del vaixell HMS Maplin, i fer caure un Focke Wulf Fw 200 "Condor" de control marítim.
  - El Messerschmitt Me 163 vola per primer cop a Peenemünde (Alemanya)fent, així, el primer vol totalment propulsat per coet.
- Octubre: 
  - El Heinkel He IIIZ, un planador amb cinc motors especialment dissenyat per evolucionar el Me 321, vola per primer cop.
  - El tercer prototip propulsat per coet del Me 163A pilotat per Heini Dittmar aconsegueix un nou rècord de velocitat no oficial fins al final de la guerra, amb un registre de 1.004 km/h.
- Novembre:
  - Els Whitley VII es converteixen en els primers bombarders equipats amb ràdars de llarga distància ASV Mk 11. El primer aparell alemany en sofrir-ne les conseqüències és el submarí U-206, destruït a la Badia de Biscaia.
- Al desembre: 
  - Al Japó arriba el Kawasaki Ki-61 "Hien" que a l'entrar en servei va ser anomenat "Tony" per l'exèrcit aliat.
  - A l'URSS vola el prototip de caça Làvotxkin La-5, els quals van ser operacionals a prop de Stalingrad a partir del setembre de 1942.
- El 7 de desembre: El Japó bombardeja la base americana de Pearl Harbor (Hawaii) sense declaració previa de guerra, causant la destrossa de bona part dels aparells americans a l'illa. Tres dies més tard, els EUA ataquen per primer cop durant la guerra als vaixells japonesos al Pacífic, mitjançant B-17 Flying Fortress.
  - "Buzz" Wagner es converteix en el primer "as" nord-americà de la Segona Guerra Mundial obtenint 5 victòries abans d'acabar l'any.

#### 1942
- Gener: el P-51 "Mustang" entra en combat al Canal de la Mànega en favor de la Royal Air Force.
- Al març: 
  - El Messerschmitt Me 323 "Gigant", versió millorada del planador Me 321 que comptava amb 6 motors, feia el seu primer vol a Alemanya. La seva principal funció va ser la de transport, sobretot de tropes darrere les línies enemigues.
  - Es fa la primera sortida operacional amb els bombarders Avro Lancaster sobrevolant Heligoland Bight.
  - Al Japó arriba el Mitsubishi J2M1 Raiden que, més tard, seria anomenat "Jack" per part del bàndol aliat.
- 25 de març: a Alemanya segueixen els experiments amb motors de turbocompressió. Aquest dia, el Me 262v1 propulsat per un motor BMW no aconsegueix volar.
- Mentre la guerra segueix a Europa, comencen forts conflictes a l'Àsia, atacs al Japó, sobretot per part de la Royal Air Force i l'exèrcit australià, que mostra moltes mancances. Molts atacs de bombarders sobre ciutats japoneses com Tòquio no són escortats, cosa que fa que les baixes de bombarders anglesos siguin considerables en aquesta zona. N'és un exemple l'atac de setze bombarders B-25 que o bé van ser destruïts o bé van ser obligats a aterrar més enllà de les línies enemigues, resultant en la pèrdua de l'esquadró sencer.
- A Itàlia, arriba el Macchi C.205, el millor caça italià de la Segona Guerra Mundial.
- Maig:
  - Entre el 7 i el 8 de maig: té lloc la batalla del Mar del Corall entre la flota japonesa i americana. Els americans perden l'USS Lexington i 69 avions mentre que els japonesos perden el portaavions Shōhō i 85 aparells. A més d'aquests, el portaavions Shōkaku queda greument danyat cosa que li impedeix entrar en combat a la batalla de Midway.
  - El prototip del Northrop XP-61 és acabat. És el primer aparell especialment pensat per anar equipat amb ràdar i per operar de nit. Amb el nom de P-61 Black Wido operaria per primer cop a l'oceà Pacífic el 1944.
  - 31 de maig:
    - Té lloc el primer bombardeig amb més de 1.000 bombarders sobre un objectiu aleman. Un total de 1046 bombarders, més de la meitat dels quals són Vickers Wellington.
    - El De Havilland “Mosquito” entra en combat per primer cop en un atac diürn sobre Colònia (Alemanya).
- Entre el 3 i el 4 de juny: té lloc la batalla de Midway, on els bombarders americans tenen gran importància al destruir 4 vaixells japonesos. Aquesta batalla cambia el rumb de la guerra en el conflicte asiàtic, ja que els japonesos perden la iniciativa a l'atacar i fins al final de la guerra lluiten a la defensiva.
- 13 de juny: l'A4, més conegut com el coet V2 d'Alemanya, s'enlaira per primer cop a Peenemünde tot i que de seguida se'n perd el control i s'estavella.
- El prototip del Grumman F6F Hellcat vola per primer cop. Aquest aparell es converteix en un dels caces americans més importants de la segona meitat de la guerra.
- 18 de juliol: Fritz Wendel aconsegueix enlairar el primer Messerschmitt Me 262 propulsat per motors de turbocompressió.
- Agost: el primer Junkers Ju 86P-2, avió de reconeixement a gran altitud amb cabina pressuritzada, és interceptat i destruït a 12800 metres d'altitud per un Spitfire de la RAF, tot i que el pilot del Spitfire no compta amb cap mena de protecció per a la pressurització a tal altitud.
- Setembre: Arriba el Hawker Tempest, una millora del Hawker Typhoon. Amb ell també arriba el Boeing B-29 "Superfortress" el qual és provat a Seattle.
- Octubre: 
  - Arriba el prototip del Bell XP-59a "Airacomet", el primer aparell propulsat per turbocompressió que vola als EUA.
  - 3 d'octubre: es fa el primer llançament del V2 amb èxit a Peenemünde.
- Novembre: el caça Heinkel He 219 de dos motors especialment dissenyat per a combats nocturns, vola per primer cop. És operacional amb la Luftwaffe a partir de 1943 i és també el primer caça a tenir seients d'ejecció per a l'evacuació dels pilots quan perdien el control del seu aparell.
- Arriba un nou hidroavió japonès, el Kawanishi N1K1 "Shiden" conegut en el bàndol aliat amb el nom de "George".

#### 1943
- Apareix el Lockheed L-49 "Constellation".
- Al març: 
  - Els Vought F4U "Corsair" entren en funcionament per primer cop escortant bombarders PB4 "Liberators" a un atac a Bougainville.
  - Apareix el Gloster Meteor, el primer aparell de turbocompressió que entra en funcionament per la RAF anglesa, l'únic aparell d'aquest tipus que va ser utilitzat operacionalment durant la guerra.
- Yamamoto, protagonista de l'exèrcit de l'aire japonès, mor en el seu Mitsubishi G4M "Betty" mentre sobrevola Bougainville després de trobar-se l'Esquadró 339 de la USAAF americana, equipada amb P-38G "Lightnings".
- Al juny: 
  - La producció del Messerschmitt Me 262 propulsat per turbocompressió comença en sèrie a Alemanya.
  - A Alemanya, arriba l'Arado Ar 234v1 Blitz, el primer prototip en tot el món en ser propulsat per turboreacció. Aquest bombarder, volaria operacionalment per primer cop a finals de juliol.
- Agost:
  - Entre el 17 i el 18 d'agost, la RAF bombardeja Peenemünde amb la intenció de destruir o atrassar el disseny i la producció dels temibles V2.
  - Es posen en funcionament els Henschel Hs 293, coets de control remot utilitzats inicialment contra vaixells anglesos a la Badia de Biscaia.
  - 31 d'agost: el Grumman F6F "Hellcat" entra en combat a la costa japonesa.
  - Itàlia es rendeix als aliats i Benito Mussolini és rescatat per la Luftwaffe mitjançant un Fieseler Fi 156 "Storch".
  - A Anglaterra segueixen les proves amb turbocompressors com, per exemple, les del de Havilland “Vampire”, caça monoplaça, que vola per primer cop a Hatfield.
  - 17 de desembre: Commemorant el primer vol controlat i propulsat 40 anys abans, el mateix Orville Wright inaugura el Trofeu Collier.

#### 1944
- El Lockheed XP-80 "Shooting Star" és acabat. El primer avió monoplaça propulsat per turbocompressió en entrar en servei per a la USAAF.
- 4 de març: té lloc el primer bombardeig a gran escala sobre Berlín amb el Boeing B-17 Flying Fortress com a aparell destacat. En total 660 bombarders pesats, dels quals se'n van perdre 69.
- 6 de juny: precedit per un fort bombardeig aeri, comença el desembarcament de Normandia, el dia D. Aquest atac, l'atac amb més soldats i vehícles de la història, no hauria tingut èxit si no hagués estat per l'acció dels esquadrons aèris.
- El B-29 Superfortress entra en servei a l'atacar bases aèries japoneses.
- Al juny: la Luftwaffe posa en funcionament per primer cop el seu "Mistel". El "Mistel" consta d'un Junkers Ju 88 carregant sobre seu un Messerschmitt Bf 109.
- 5 de juliol: el Northrop MX-324, el primer aparell propulsat per coet, vola per primer cop als EUA, convertint-se en el primer aparell militar d'aquest tipus de la USAAF.
- El de Havilland “Hornet” arriba a Anglaterra, el caça combarder més ràpid dels primers anys de la postguerra.
- L'URSS desenvolupa el Túpolev 4, basant-se en els estudis fets sobre el Boeing B-29 que havien caigut en territori soviètic. Aquest aparell es convertiria en el primer bombarder de gran capacitat de l'URSS.
- Els Messerschmitt Me 163 "Komet" de propulsió de coet, operen per primer cop a l'atacar un esquadró de B-17 Flying Fortress.
- A finals d'agost: l'esquadró núm. 78 de la USAAF fa caure un Me 262, el primer aparell a turbocompressió derrotat en batalla.
- Setembre: 
  - El prototip del Boeing XC-97 "Stratofighter" vola per primer cop als EUA.
  - El Heinkel He 162 "Salamander" vola per primer cop a Viena (Àustria).
- Octubre: arriba al Japó el primer aparell dissenyat per al suïcidi sobre objectius aliats. L'acte conegut com a Kamikaze va ser inicialment dut a terme en aparells com el Yokosuka MXY-7 Ohka, conegut pels aliats com a "Baka".

#### 1945
- Febrer: 
  - Arriba el Hawker Sea Fury, un caça que entra en funcionament a finals de la guerra i és utilitzat per l'exèrcit dels EUA durant els primers anys de postguerra.
  - El Bell XP-83, evolució del "Aircomet", vola per primer cop. Aquest aparell amb motor de turbocompressió i cabina pressuritzada no arriba a entrar en guerra.
  - Mentre els B-29 segueixen bombardejant ciutats japoneses mitjançant bombes incendiàries, els japonesos destrueixen portaavions americans a base de kamikazes. La Batalla de l'illa d'Iwo Jima va ser un gran avenç per a les tropes aliades, ja que proporcionava terra ferma a prop de l'illa del Japó.
- Al març: 
  - Arriba el Douglas XBT2D-1 "Skyrider", d'un sol seient, es tracta d'un bombarder amb capacitat per disparar torpedes, el qual el transforma en el primer avió de l'Exèrcit dels Estats Units d'Amèrica amb aquesta capacitat. Entra massa tard en funcionament com per a entrar en guerra.
  - L'últim dels V2 desenvolupats a Peenemünde cau a Kent (Anglaterra).
- 1 d'abril: el primer atac kamikaze realment reconegut com a èxit, té lloc quan aparells Yokosuka-Ohka destrueixen l'USS Virginia i tres vaixells més, entre els quals hi havia un important portaavions, l'Indefatigable.
- 13 d'abril: el USS Mannert L.Abele també és enfonsat a causa de kamikazes.
- A Anglaterra, el prototip de "de Havilland" Sea Hornet és acabat. Aquest aparell es convertiria més tard en el primer avió de dos motors amb un sol seient en volar a la Royal Navy.
- 28 d'abril: Benito Mussolini és afusellat per partidistes comunistes italians a Dongo, Llac Como, quan intentava escapar mitjançant un Fieseler Fi 156 "Storch" alemany cap a Berlín. Un dia més tard la rendició d'Itàlia es fa efectiva. Una setmana més tard Alemanya es rendeix als aliats i d'aquesta manera la guerra a l'Europa occidental es declara finalitzada. La guerra però continua a l'Àsia. El Japó segueix resistint els atacs aliats, principalment dels americans els quals destrueixen bombardejant, les principals ciutats japoneses.
- 6 d'agost: el Boeing B-29 Superfortress anomenat "Enola Gay" pilotat per Paul W. Tibbets, llença la primera bomba atòmica sobre la ciutat d'Hiroshima. Després de l'impacte, Hiroshima deixa d'existir com a ciutat. L'ona expansiva mata a l'acte a més de 100.000 persones i destrueix més de 47.000 edificis. Les conseqüències d'aquell llançament encara se sofreixen.
- 7 d'agost: arriba al Japó el primer aparell propulsat per turbocompressió, el Nakajima J8N1 Kikka, tot i que no arriba a entrar en guerra.
- 9 d'agost: la segona bomba atòmica és llançada sobre Nagasaki des d'un B-29 anomenat "Bock's Car" pilotat per Charles W. Sweeney.
- 7 aparells japonesos feien els últims atacs Kamikazes abans de la rendició del Japó.
- A l'URSS, Kochetkov, es converteix en el primer pilot soviètic en pilotar un aparell a trubocompressió, un Messerschmitt Me 262A a Shcholkovo, al costat de Moscou.
- 2 de setembre: la rendició japonesa es fa efectiva a bord de l'USS Missouri. D'aquesta manera la Segona Guerra Mundial arriba a la seva fi. Després d'aquest dia, el Món comença a reconstruir-se. Les principals companyies aèries comencen a restablir vols comercials entre les principals ciutats europees.
- Wilson fa el primer rècord de velocitat de després de la guerra en un Gloster Meteor F4 amb un registre de 975.67 km/h.

#### 1946
| « | En aquesta etapa, els EUA i l'URSS van destacar sobre les altres nacions en potencial, marcant l'inici dels dos blocs que marcarien les pròximes dècades amb la Guerra Freda | » |

- Es restableixen els vols comercials en tot el món. Anglaterra desfà les restriccions de vol sobre terra anglesa després que durant tota la guerra aquest tipus de vols estiguessin molt controlats. De la British Airways en surt la BEA (British European Airways), la qual va potenciar els vols comercials arreu d'Europa.
- Gener: 
  - Es fa la primera prova de vol del Bell X1 no motoritzat, deixant-lo planejar des d'una altura considerable en ser enlairat per un B-29 Superfortress.
  - Un altre prototip, en aquest cas el XP-84 "Thunderjet" vola per primer cop a Muroc Dry Lake.
- A l'abril:
  - El Iàkovlev Iak-15 amb un motor Jumo vola per primer cop.
  - El Mikoian-Gurévitx MiG-9 amb dos motors BMW vola com a prototip per primer cop a l'URSS. El MiG, era el primer aparell soviètic en volar amb un motor de turbocompressió. Anteriorment els soviètics havien fet volar Messerschmitt Me 262 copiats dels aparells alemanys adquirits durant la Segona Guerra Mundial.
- 31 de maig: l'actual aeroport de Londres, Heathrow, és oficialment obert. L'aeroport facilita pistes d'aterratge i serveis per als vols comercials. El primer aparell a aterrar a Heathrow és un Constellation de la PanAm provinent de Nova York.
- Els primers jets per al transport de correu són dos Lockheed P-40 "Shooting Star" que operen entre Shenectady i Chicago (EUA).
- Al juny: 
  - El Northrop XB-35 vola per primer cop. El XB-35 és el primer de la sèrie Northrop, una sèrie caracteritzada per la seva forma d'ala voladora. Tot i que va ser una gran millora en aspectes aerodinàmics, la seva producció es va estancar als 13 exemplars.
  - El McDonnell XFH-1 Phantom passa a ser el primer jet americà en operar des de portaavions, com el USS Franklin D. Roosevelt.
- Juliol: 
  - Bernard Lynch es converteix en el primer pilot a fer servir els seients d'ejecció després de perdre el control del Gloster Meteor que pilotava.
- Agost: 
  - El primer prototip gegant del bombarder Corsair XB-36 fa el seu primer vol i un mes després la FAI (Fédération Aéronautique Internationeale) es restableix per a seguir administrant els rècords en d'aviació.
- 27 de setembre: el de Havilland DH.108, el qual incorporava unes ales de forma peculiar, es trencava en ple vol sobre el Tàmesi, matant al pilot, Geoffrey de Havilland Jr.
- Entre el 29 de setembre i l'1 d'octubre: un Lockheed P2V "Neptune" pilotat per Davis i Rankin registrava un nou rècord de distància en vol sense aturada al volar des de Perth (Austràlia) fins a Columbus (EUA). Aquest trajecte cobreix una distància de 18.081.99 km. Poc després es fa un altre vol preparat per a establir un rècord, però el vol del Boeing B-29 es queda en 17498 km volant des de Hawaii a Egipte passant pel pol Nord.

#### 1947
- Es comencen a formar més companyies aèries de les existents abans de la guerra. Les principals són Alitalia (Itàlia), la TAP (Portugal) i la JAT (àntiga República Federal Socialista de Iugoslàvia ).
- Maig:
  - L'Exèrcit dels Estats Units d'Amèrica fa les primeres proves de re-proveïment de combustible en ple vol. Els Avro Lancaster eren reproveïts per uns Avro Lancaster adaptats per al transport de més combustible.
  - L'aparell de proves, Douglas D-558 "Skystreak" vola per primer cop a Muroc Dry Lake (Califòrnia). El "Skystreak" faria dos rècords de velocitat a l'agost. Un de 1030.95 km mentre el pilotava T. Caldwell i un altre cinc dies més tard de 1047.33 km/h mentre el pilotava M. Carl. Tot i això, abans d'aquests dos rècords, se n'havia establert un de 1003.6 km/h aconseguit per Albert Boyd mentre pilotava un Lockheed P-80 "Shooting Star".
- Juliol: 
  - El prototip del Mikoian-Gurévitx MiG-15, un caça soviètic, es fa realitat. El primer prototip però no va ser gaire satisfactori i va acabar destruït accidentalment. El segon prototip, el qual incorporava unes millores, va tenir molt èxit i l'URSS es va posar a produir-lo en sèrie.
  - El Saunders-Roe SR.a1, el primer hidroavió propulsat per turbocompressió, es convertiria en el primer hidroavió a superar els 800 km/h (805Km/h).
  - Arriba l'Ilyushin Il-22, el primer bombarder soviètic que era propulsat per turbocompressió, que no té cap èxit i queda abandonat ben aviat. El fet que fa que aquest aparell no tingués gaire èxit és a causa de l'aparició del Túpolev Tu-12, de característiques semblants i que seria un dels aparells soviètics més produïts del moment.
- 3 d'agost: el Túpolev Tu-4, còpia soviètica del reeixit B-29 "Superfortress" americà, era presentat en públic durant la celebració del Dia de l'Aviació Soviètica.
- 18 d'agost: es funda la USAF (United States Air Force) encara existent actualment com a braç aeromilitar de l'exèrcit dels EUA. Creada mitjançant la unió de la USAAF i la "US Armed Services".
- El Douglas C-54 de la recent creada USAF es converteix en el primer aparell a volar amb pilot automàtic, i més tard fa un vol d'aquestes característiques des de Stephenville (EUA) fins a Anglaterra.
- Vola el North American P-86 "Sabre", el primer aparell de geometria variable (Sweptwing) de l'Exèrcit dels Estats Units d'Amèrica i del món sencer.
- 14 d'octubre: Charles “Chuck” Yeager, fa el primer vol que supera la velocitat del so pilotant un Bell X-1 "Glamorous Glennis" marcant així un nou rècord de velocitat amb un registre de 1126 km/h en un vol a 12.800 metres d'altura. L'indicador marcava 1.06 Mach (Mach 1 = velocitat del so).
- Apareix el Northrop YB-49, una ala voladora propulsada per vuit motors de turbocompressió Allison J35a5.
- 2 de novembre: el Hugues H-4 "Hércules", l'hidroavió més gran de tots els temps fa el seu primer i únic vol d'una milla (1.6 km).
- Arriba el Boeing XB-47, un bombarder de gran capacitat.
- El soviètic MiG-15 "Type S" una modificació del Mikoian-Gurévitx MiG-15 es posa al servei de les forces aèries soviètiques com a líder en l'apartat dels caces.

#### 1948
- Orville Wright mor a l'edat de 76 anys a Dayton (Ohio).
- Al març: John Cunningham estableix un nou rècord d'altitud en arribar als 18.119 metres en un de Havilland “Vampire”.
- A l'abril: el prototip YP-86 del North American P-86 "Sabre" aconsegueix ser el segon aparell en superar la velocitat del so, tot i que no milloraria el registre de Yeager.
- Al juny:
  - El Vickers Viscount es converteix en el primer aparell comercial en ser propulsat per turbocompressió i volar després de diverses proves a Wisley (Anglaterra).
  - 16 Lockheed P-80 "Shooting Star" fan la primera travessa de l'oceà Atlàntic en aparells propulsats per turbocompressió volant des de Michigan (EUA) a Escòcia.[70]
- Agost: 
  - El Northrop XF-89 "Scorpion" vola per primer cop i durant la primera meitat de la dècada dels 50 seria l'únic aparell propulsat per turbocompressió preparat per volar en tota mena de situacions temporals.
  - Arriba el McDonell XF-85 "Goblin". Tot i que inicialment és dissenyat per ser un caça destinat a escortar bombarders, els estudis demostrarien més tard que no és de gaire interès i el projecte queda abandonat ben aviat.
- Setembre:
  - El suec Saab J29, el qual es convertiria en el primer aparell propulsat per turbocompressió i amb geometria variable a Europa.
  - El de Havilland DH.108 es converteix en el primer aparell anglès en volar per sobre de la velocitat del so, lleugerament per sobre del Mach 1, tot i que no feia un rècord de velocitat.
  - R.L Johnson de la USAF, estableix un nou rècord de velocitat amb un registre de 1079.61 km/h mentre pilotava un F-86a "Sabre".

#### 1949
- Es fa la primera volta al món sense aturades. Aquesta proesa la realitza James Gallagher de la USAF pilotant un Boeing B-50 "Superfortress" batejat amb el nom de "Lucky Lady II". L'aparell va ser reabastit 4 vegades en ple vol durant el vol de 37742 km amb una durada de 94 hores i 1 minut.
- 26 d'abril: s'estableix un nou rècord en temps de vol. Bill Barris i Dick Reidel volen sense aturar-se durant 6 semanes i 1 minut (1008 hores) sobre un avió ultralleuger de la companyia Aeronca. L'aparell batejat amb el nom de "Sunkist Lady" era reabastit de combustible i aliments mitjançant un Jeep.
- Maig: arriba l'English Electric Canberra a Anglaterra. L'aparell es convertiria en el primer bombarder propulsat per tubocompressió en ser operacional per a la Royal Air Force.
- L'hidroavió "Marshall Mars" estableix un rècord de passatgers al carregar 301 passatgers i 7 integrants de l'equip de vol en un trajecte entre Alameda (Idaho) i San Diego (Califòrnia).
- Al juny: 
  - El Boeing B-377 "Stratocruiser" entra en funcionament com a avió de transport en les principals línies comercials nord-americanes.
- Vola per primer cop el de Havilland DH.106 "Comet" a Hatfield, Hertfordshire. Aquest aparell, el primer reactor de passatgers de la història, és tristament famós per una sèrie d'accidents inicialment inexplicables. Alguns d'aquests aparells explotaven en ple vol. La causa d'aquestes explosions, descoberta al posar la carcassa de l'aparell en una piscina gegant, era la fàtiga del metall, un problema amb què els enginyers no s'havien trobat mai. Les condicions de vol: altura, cicles de pressuritazció, etc., feien que el metall es trenqués, especialment, a les zones més propenses com, per exemple, les finestretes. Els enginyers de de Havilland van haver de redissenyar l'aparell pràcticament de nou i el Comet es va tornar a vendre. Tot i això, els enginyers de Boeing (amb el B-707) i els de Douglas (amb el DC-8), que ja s'havien adonat del problema dels Comet, van acabar relegant als de Havilland.
- Setembre:
  - L'Avro 707 vola per primer cop, el qual tenia forma d'ala-delta i estava dissenyat pensant en la posterior utilització de l'estructura sobre el bombarder Vulcan.
  - El Bristol Brabazon I, vola per primer cop a Anglaterra, essent l'aparell més gran mai construït en aquell país.

### Anys 1950

#### 1950
- Els progressos militars van tenir cert protagonisme durant la guerra de Corea. Corea del Nord va declarar la guerra a Corea del Sud amb un bombardeig. Els americans van donar suport de bon principi als coreans del sud, i d'aquesta manera el Grumman F9F2 "Panther" es convertia en el primer aparell americà en entrar en combat en aquest conflicte. Durant aquesta guerra, els aparells aliats van demostrar ser superiors als soviètics, cal destacar especialment la superioritat dels Grumman F9 i els F-86 "Sabre" sobre els Mikoian-Gurévitx MiG-15.
- El Vickers Viscount estrena un nou tipus de motor, el motor de turbina.
- David C. Schilling es converteix en el primer a travessar l'oceà Atlàntic en un Republic EF-84e "Thunderjet" de turbocompressió sense haver de parar a reabastir combustible en ser reabastit en ple vol.[71]

#### 1951
- Es fa el primer vol transatlàntic en un English Electric Canberra de turbocompressió sense parar i sense reabastir. La distància de 3335 km es va recórrer en 4 hores i 37 minuts.
- El Vickers Valiant apareix a Anglaterra, i ràpidament es converteix en el bombarder més nombrós de l'arsenal anglès.
- 20 de maig: el primer as de la guerra de Corea és James Jabara al destruir el seu 5é i 6é Mikoian-Gurévitx MiG-15. Aquest pilot pilotava un F-86 "Sabre".
- Juliol: 
  - Es prova el primer dels tres prototips de Hawker Hunter a Boscombe Down (Anglaterra).
- A finals d'agost:
  - El Supermarine Attacker entra en servei a la USAF americana tot i que no va tenir gaire èxit i la seva producció no va ser abundant.
- A finals de novembre:
  - Es prova el primer dels tres prototips de Gloster Javelin. Aquest aparell seria, el 1956, el primer caça en forma d'aladelta i de dos motors de reacció en entrar en servei a la Royal Air Force i al Món.
- Abans de finals d'any la USAF havia fet caure 130 MiG-15 demostrant una superioritat innegable.

#### 1952
- El de Havilland “Comet” era oficialment reconegut com el primer aparell comercial propulsat a reacció. Uns mesos més tard seria el protagonista de la primera línia aèria en ser equipada per avions de reacció, en un trajecte que unia Johannesburg (Sud-àfrica) i Londres (Anglaterra). Més tard se n'obria una altra unint Londres amb Tòquio.
- A l'abril:
- El Boeing YB-52, el qual no entraria en servei per l'USAF fins al 1957, vola per primer cop. L'aparell és designat per carregar armament nuclear després d'entrar en servei.
- 29 de juliol: S'efectua el primer vol transpacífic en un avió de reacció. Un North American RB-45, una adaptació per a reconeixement del bombarder B-45 "Tornado" fa el vol des d'Alaska fins al Japó.
- A finals d'agost: 
  - L'Avro Vulcan B1, un bombarder en forma d'aladelta, fa el seu primer vol i més tard es converteix en el segon bombarder amb més unitats dins de la Royal Air Force.
- Octubre:
  - El Douglas XA3D "Skywarrior", un bombarder de grans dimensions, vola per primer cop. Després d'entrar en servei el 1956, es converteix en l'avió més pesant mai transportat per portaavions.
  - El suec Saab 32 Lansen fa el seu primer vol i ràpidament es converteix en el caça més nombrós dels exèrcits escandinaus.
  - Arriba el soviètic Túpolev Tu-95 "Bear", el bombarder soviètic més gran del moment.
  - Apareix el Handley Page “Victor”, el tercer bombarder més nombrós de la Royal Air Force anglesa.

#### 1953
- El Convair F2Y-1 "Sea Dart" vola per primer cop. Aquest aparell incorporava dos motors de reacció i uns esquís aquàtics retractables que li permetien enlairar-se i aterrar sobre superfícies aquàtiques.
- Maig:
  - Durant la celebració del primer aniversari d'utilització del primer avió de reacció que operava per una companyia aèria, el Comet 1, sofreix un accident per culpa de la fàtiga del metall explotant en ple vol, amb la pèrdua de 43 vides.
  - W.F.Gibb millora el rècord d'altura amb un registre de 19.406 metres mentre pilotava un English Electric Canberra.
  - El Douglas DC-7, un avió de transport amb motor de pistons, s'enlaira per primer cop. La seva versió de més capacitat, el DC-7c, es considera com un dels millors aparells de transport propulsat per aquest tipus de motor.
  - Jacqueline Cochran, pilota un F-86 "Sabre" a la velocitat de Mach 1.01 convertint-se en la primera dona a sobrepassar la velocitat del so.
  - El North American YF-100 "Super Sabre" vola per primer cop, convertint-se en el primer caça supersònic de la història. Això vol dir que podia superar la velocitat del so en ple combat.
- 18 de juny: té lloc el primer gran desastre en aparells comercials quan un dels dos motors del C-124 "Globemaster II" de la USAF deixa de funcionar provocant la caiguda de l'aparell i la mort de les 129 persones que transportava.
- W.F.Barnes pulveritza el rècord de velocitat amb un NA P-86d “Sabre” amb un registre que la FAI va situar en 1151.64 km/h. Tot i això, aquest registre seria superat primerament per Neville Duke amb un Hawker Hunter 3 amb una velocitat de 1170.76 km/h i després amb els 1211 km/h aconseguits per J.B. Verdin en un Douglas F4U.
- 27 de juliol: la guerra de Corea es declara oficialment acabada després de tres anys de destrucció.
- Agost: 
  - Una adaptació del bombarder Convair B-36, es converteix en el primer avió capaç de transportar altres aparells sota el fuselatge i poder disparar misils de control remot.
  - Arriba la versió redissenyada del Comet 1, el de Havilland Comet 2, que tot i que es va vendre bastant, no va assolir els èxits dels Douglas i els Boeing.
- Octubre: 
  - El Convair YF-102 "Delta Dagger" vola per primer cop. A l'entrar en servei el 1956, es converteix en el primer aparell de l'USAF en tenir les ales en forma de delta.
  - Charles Yeager vola dins d'un coet experimental per a assolir velocitats superiors, el Bell X-1a, amb el qual va arribar a la velocitat de Mach 2,435, uns 2655 km/h en una altitud de 21.340 metres. La major altitud facilitava la capacitat de millorar la velocitat.

#### 1954
- Succeeix una nova desgràcia dels de Havilland Comet 1. En aquest cas, un d'aquests aparells explota 16 km al sud de l'illa d'Elba caient al mar. Cap de les 35 persones que volen en l'aparell sobreviuen. Després d'aquest accident es fa una altra revisió sencera de l'estructura, amb resultats positius que li permeten seguir volant. Tot i això, a l'abril, un altre accident aeri amb un Comet 1 com a protagonista, fa que aquest aparell sigui totalment retirat del servei. Els enginyers de de Havilland redissenyen l'aparell de nou a causa de la fatiga del metall.
- Febrer: 
  - El prototip del Lockheed F-104 Starfighter fa el seu primer vol. Aquest aparell seria capaç d'arribar a la velocitat de Mach 2 a principis de 1958.[72] Aquesta velocitat conjuntament amb la curta amplada (d'ala a ala) de 6,71 metres de l'aparell va fer que la premsa del moment bategés aquest aparell amb el nom de "míssil amb un home dins".
- Juliol:
  - Arriba el Boeing 367-80 de turbo-compressió, dissenyat especialment com a aparell d'abastament en vol de combustible. La consegüent adaptació d'aquest aparell per a usos civils portaria al conegut avió de passatgers Boeing B-707.
- Agost:
  - Vola el segon prototip del Convair XF2Y-1 "Sea Dart" superant la velocitat de Mach 1, el qual es convertia en el primer aparell amb capacitat per aterrar i enlairar-se de l'aigua en superar la velocitat del so. Aquest aparell també seria el primer a poder fer girs de vol vertical a vol horitzontal i a la inversa.
  - Un Bell X-1 en proves superava els 27.000 m d'altura (27.430 m) sobre el desert del Mojave (EUA).
  - A finals de setembre: el primer vol del McDonnell F-101a "Voodoo" es du a terme a Califòrnia. Aquest aparell supersònic seria produït en sèrie per a l'USAF.
  - Es duu a terme la prova del "Flying Bedstead" que simulava el mòdul d'aterratge lunar del programa Apollo.[73]

#### 1955
- Febrer: 
  - Els experiments amb els aparells supersònics continuen. George F. Smith es converteix en el primer pilot a provar els seients d'ejecció mentre el North American F-100 "Super Sabre" que pilota va a la velocitat de Mach 1.05. Per sort la prova va ser un èxit.
- Al març: 
  - El primer dels dos Ling-Temco-Vought (LTV) XF8U-1 “Crusader” fa el seu primer vol.
  - La Lufthansa alemanya torna a entrar en funcionament després de la guerra. L'avió més utilitzat dels primers anys després del retorn és el Convair CV-340.
  - El Se.210 "Caravelle" es converteix en el primer aparell de Sud-Est Aviation en volar. La seva característica principal és que és el primer aparell comercial que no porta els motors a les ales, sinó al cos de l'aparell.
- Al juny:
  - Arriba el Túpolev Tu-104, un aparell de transport civil propulsat per motors de turbocompressió que té gran acceptació entre les companyies aèries i que el 1956 seria un dels avions comercials més utilitzats.
- Agost:
  - Als EUA comença la recerca sobre la ingravitació utilitzant Lockheed T-33. Explicat de manera senzilla, s'aprofita el vol de caiguda en picat de l'aparell per aconseguir uns 20 minuts de gravitació zero.
  - H.A.Hanes estableix un nou rècord de velocitat pilotant un North American F-86 "Super Sabre" amb un registre 1323.03 km/h.
- Octubre:
  - El Republic YF-105a “Thunderchief” fa el seu primer vol. L'aparell supersònic d'un sol seient, té molta importància per a l'USAF durant la guerra del Vietnam.
  - A Suècia, el Saab-35 Draken vola per primer cop, convertint-se en el primer aparell supersònic suec.
- 1 de novembre: succeeix una nova tragèdia amb l'accident d'un aparell de transport civil. L'accident del Douglas DC-6mb és provocat per una bomba col·locada a l'aparell per John G. Graham, qui pretenia que després de la mort de les 44 persones que anaven en l'aparell, inclosa la seva mare, cobrar grans recompenses de les asseguradores dels vols.
- Després de l'èxit del "Constellation", Lockheed desenvolupa el "Super Constellation", que és introduït per la TWA (Transcontintental & Western Air) a finals d'any. Ràpidament es converteix en l'aparell més utilitzat per al transport civil de la segona meitat de la dècada dels 50.

#### 1956
- Febrer:
  - El Lockheed F-104 Starfighter vola per primer cop i ràpidament es converteix en l'aparell que donaria superioritat aèria a l'USAF.
  - A Anglaterra el Gloster Javelin entra en servei per la Royal Air Force.
- Al març: 
  - Peter Twiss estableix un nou rècord de velocitat amb un registre de 1821.39 km/h a la cabina d'un Fairey Delta 2 en proves millorant en quasi 500 km/h l'anterior rècord.
  - 14 de març: Werner von Braun, dissenyador dels temibles V2 de la Segona Guerra Mundial, que dirigeix un equip d'enginyers als Estats Units per a desenvolupar un coet, aconsegueix el seu objectiu amb l'enlairament del Jupiter A al Cap Canaveral. Més tard, el coet Jupiter C arribaria a l'altura de 1047 km.
- El de Havilland Comet 2 entra en servei a la Royal Air Force com a avió militar de transport, convertint-se en el primer avió amb aquesta funció essent propulsat a reacció.
- Juliol:
  - Dassault fa la seva primera aparició amb el prototip French Dassault Etándard IV, pensat inicialment com a caça però que, finalment, va tindre la funció de bombarder a petita escala i avió de reconeixement.
  - El Boeing KC-135a fa el seu primer vol amb l'USAF amb la funció de bombarder i transport militar.
- Setembre: 
  - L'aparell de proves Bell X-2 pilotat per Iven C. Kincheloe assoleix l'altura de 38.466 metres. El mateix aparell pilotat per Milburn, assoleix la velocitat de Mach 3,2 abans d'estavellar-se causant la destrucció total de l'aparell i la mort del pilot.
- El Convair XB-58 "Hustler" vola per primer cop a Fort Worth, Texas. Aquest bombarder de capacitat mitjana i 4 motors de turbocompressió es convertiria a principis dels 60 en el primer bombarder supersònic de l'USAF. Conjuntament amb aquest, el Convair F-106a "Delta Dart" es convertiria en un dels avions bàsics de l'USAF, com a caça interceptor en tota mena de condicions climàtiques.

#### 1957
- Tres Boeing B-52 Stratofortress comandats per Archie J. Old Jr. fan a principis de 1957 la primera volta al món sense aturades amb aparells propulsats per turbocompressió.
- Durant la primera meitat de l'any arriben molts aparells nous d'entre els quals en destaquen el Short Sc.1, el qual incloïa 5 motors Rolls-Royce, l'English Electric P.1B, basat en el Lightning, el Lockheed L-1649 "Starliner" i el Lockheed L-188 "Electra".
- El 1957 és un any de gran avenç cap a la carrera de l'espai sobretot per al bàndol soviètic. A l'agost, el coet R-7 s'enlaira amb èxit i a l'octubre, una modificació d'aquest, propulsa el satèl·lit "Spútnik I" cap a l'espai, convertint-se en el primer satèl·lit artificial que es posa en òrbita.[74] Només un mes després, al novembre, laURSS posa en òrbita el "Spútnik 2" amb un ésser viu a dins, la famosa gossa Laika, que demostra que es pot sobreviure en òrbita, tot i que finalment l'animal mor per falta d'oxigen
- Els EUA per la seva banda van seguir amb els seus problemes posteriors a l'enlairament tal com demostren alguns dels intents com el Vanguard que explota poc després d'enlairar-se.
- 20 de setembre: l'USAF anuncia el desenvolupament d'un ràdar amb la capacitat de detectar aparells enemics amb un radi d'acció de 4.830 km.
- El rècord de velocitat és millorat de nou per Adrian Drew en un McDonnell F-101a "Voodoo" posant el nou rècord en 1943.03 km/h.
- Al desembre: el Boeing 707 es comença a produir en sèrie. Aquest aparell seria tota una revolució del transport comercial i civil aeri.

#### 1958
- Gener: 
  - L'"Explorer I" es converteix en el primer satèl·lit artificial americà en entrar en òrbita terrestre després de ser propulsat per un coet Jupiter C.
- Al març:
  - El "Vanguard I" és el segon satèl·lit americà en entrar en òrbita.
  - L'URSS, per la seva part, posa en òrbita el "Spútnik 3", el primer aparell a incorporar un laboratori científic.
- G.C. Watkins estableix un nou rècord d'altura en un Grumman F11F-1 "Tiger" que arriba fins als 23.449 metres d'altura. Watkins però, posseeix el rècord només dues setmanes, ja que R. Carpentier assoleix els 24.217 metres a la cabina d'un Sud-Ouest SO9050 "Trident". Amb l'afany de no deixar descansar la FAI, l'americà H.C. Johnson arriba als 27.811 metres amb un Lockheed F-104a "Starfighter".
- A l'abril:
  - La quarta versió del de Havilland Comet vola a Hatfield. El DH-106 Comet 4, però, no tindria tanta sortida a causa de la superioritat dels Douglas i dels Boeing.
- Maig: 
  - L'americà W. W. Irvin de l'USAF aconsegueix fer el primer vol que supera els 2.000 km/h, amb un vol a 2.259,18 km/h a bord d'un Lockheed F-104a "Starfighter".
  - A finals de mes, el famós McDonnell Douglas F-4 Phantom II fa el seu primer vol. L'aparell revoluciona amb la seva gran maniobrabilitat.
- Arriba el Douglas DC-8, una adaptació propulsada a turbocompressió i de geometria variable, que té bastanta sortida.
- L'aparell de proves Short SC1 fa el seu primer enlairament en vertical de forma satisfactòria.
- Setembre: 
  - Un aparell de proves no pilotat, el Lockheed X-7 assoleix la velocitat de Mach 4 després de ser elevat fins a gran altura per un Boeing B-50.
- 1 d'octubre: 
  - La US National Advisory Committee for Aeronautics (NACA) es converteix en la US National Aeronautics and Space Administration (NASA). Aquesta nova organització és l'encarregada d'administrar des de llavors, tots els projectes espacials no militars dels EUA.

#### 1959
- Es fan moltes proves espacials, entre les quals destaquen el projecte soviètic "Luna I" que pretenia impactar amb la Lluna, el "Vanguard II+" americà, el "Discoverer I" i el "Pioneer 4".
- El nou míssil termonuclear americà US Hound Dog passa a ser part de l'arsenal dels Boeing bombarders Boeing B-52d.
- Maig:
  - L'hidroavió Sunderland fa el seu últim vol servint la Royal Air Force, marcant així la fi dels hidroaparells en un dels exèrcits aèris principals.
- Al juny:
  - El North American X-15 fa el seu primer vol no motoritzat després de ser propulsat per un Boeing B-52.
  - El bombarder estratègic Dassault Mirage IV vola com a prototip.
  - Arriba el prototip del Northrop N-156c, que seria conegut internacionalment amb el nom de F-5 “Freedom Fighter”. Aquest avió supera la velocitat de Mach 1 en la seva primer prova de vol.
- Juliol:
  - El pilot V. Ilyushin de l'URSS estableix un nou rècord d'altura, marcant un registre de 28.852 metres pilotant un Sukhoi T-431.
- El Douglas DC-8 entra en servei per a diverses companyies aèries americanes a finals d'any tenint una ràpida expansió.
- Octubre:
  - El primer d'una sèrie de 50 aparells English Electric Lightning F.Mk.1 fa el primer vol. Aquest és el primer caça capaç d'assolir la velocitat de Mach 2 en combat.
- Volant en un Mikoian Ye-66 a Sidorovo, Tyumenskaya, G. Mosolov estableix un nou rècord de velocitat arribant als 2.681 km/h. D'aquesta manera posa a l'URSS un altre cop per davant dels EUA en els dos rècords aèris de més valor, el de velocitat i el d'altura.
- 6 de desembre: per trencar el domini soviètic, L.Flint i el seu F4 “Phantom II” s'eleven fins als 30.040 metres.
- 14 de desembre; J.W. Rogers i el Lockheed F-104c "Starfighter" que pilota arriben als 31.513 metres sobre la superfície de la Terra.

### Anys 1960

#### 1960
- França es converteix en la quarta potència nuclear.
- A l'abril:
  - El segon prototip del Short SC1 aconsegueix de manera totalment satisfactòria passar de volar verticalment a horitzontalment i viceversa. La capacitat d'enlairar-se verticalment és gràcies al motor desenvolupat per Rolls-Royce després de la prova de 1954 del "Flying Bedstead".
- Octubre:
  - El primer vol del Hawker Siddeley P.1127 "Kestrel", un aparell experimental, és completat amb èxit. Més endavant es convertiria en un caça tàctic més de l'USAF.

#### 1961
- Al març: 
  - El Hawker Siddeley P.1127 "Kestrel" fa el seu primer vol operacional amb l'USAF.
- 12 d'abril: l'URSS anuncia que ha enviat un aparell espacial anomenat "Vostok 1" que entra en òrbita terrestre amb el primer ésser humà que surt a l'espai, Iuri Gagarin, el qual tornava a la Terra després d'estar 1 hora i 48 minuts en òrbita.
- 5 de maig: Alan B. Shepard es converteix en el primer americà a orbitar sobre la Terra, en ser propulsat dins del "Freedom 7" per un coet "Redstone". El vol va durar poc més d'un quart d'hora.
- 21 de juny: Virgil Grissom, el segon americà en orbitar sobre la Terra, es posa en òrbita dins del "Liberty Bell 7". Tot i això, els soviètics van per davant i el segon cosmonauta de l'URSS en sortir a l'espai, és Herman Titov dins del "Vostok 2" completant 17 voltes sobre la Terra en 1 dia 1 hora i 19 minuts.
- El soviètic G. Mosolov recupera el rècord d'altura per a l'URSS pilotant un Mikoian Ye-66 fins als 34.714 metres. D'aquesta manera, els soviètics recuperen els dos rècords principals.
- L'americà R.B. Robinson estableix, abans d'acabar l'any, un nou rècord de velocitat amb un McDonnell F4 "Phantom II" assolint els 2.585,43 km/h.
- El Courier 1B posat en òrbita es converteix en el primer satèl·lit artificial de comunicacions.

#### 1962
- Clyde O.Evely millora el rècord de distància al volar amb un Boeing B-52 "Stratofortress" des d'Okinawa (Illes Ryukyu) a Madrid (Espanya). Aquest trajecte cobreix una distància de 20.168,78 km.
- Mosolov supera el rècord de velocitat de nou en el seu Mikoian Ye-66 mentre sobrevola Sidorovo, Tyumenskaya. El seu registre arriba als 2.681 km/h. D'aquesta manera Mosolov (URSS) posseeix els dos rècords en les especialitats més importants en aviació, l'altura i la velocitat.
- Tot i aquests rècords, el 1962 és més recordat pels avenços en projectes espacials. Els americans envien a John H. Glenn amb el "Friendship 7" i a M. Scott Carpenter amb l'"Aurora 7" en dos vols similars de 3 voltes sobre l'òrbita de la Terra. L'URSS fa el mateix amb Andrian Nikolàiev en el "Vostok 3" i amb Pàvel Popóvitx en el "Vostok 4".

#### 1963
- Febrer:
  - El prototip del Boeing 727 vola per primer cop. L'aparell de transport a reacció de capacitat mitjana incorpora 3 motors i una cua en forma de T, la qual cosa fa que sigui molt similar al seu antecessor, el Boeing 707.
  - Entre el 30 d'abril i el 12 de maig: Betty Miller fa el primer vol transpacífic fet per una dona volant en solitari. Durant el vol entre Oakland (Califòrnia) i Brisbane (Austràlia) Miller només va fer 4 aturades.
  - Volant en un Lockheed F-104g "Starfighter", Jacqueline Cochran fa un nou rècord de velocitat per dones de 1937.14 km/h.
- Al juny:
  - La primera dona enviada a l'espai és Valentina Tereixkova, durant l'experiment del "Vostok 6".
- Octubre: 
  - James R. Reedy, pilotant un C-130 "Hércules" preparat amb esquís d'emergència, fa el primer viatge transantàrtic sortint de Ciutat del Cap (Sud-àfrica) fins a McMurdo Sound (Antàrtida).
  - Arriba el Lockheed C-141a, un aparell de transport bàsicament militar dotat de quatre motors via petició de l'USAF.

#### 1964
- Apareix el Lockheed A-11, un aparell de reconeixement des de grans alçades perfecte per a l'espionatge.
- 17 d'abril: Jerrie Mock, es converteix en la primera dona a donar la volta al Món en solitari després d'aterrar a Columbus (EUA) en el 29é dia de vol en un Cessna 180 batejat amb el nom de "Spirit of Columbus". Menys d'un mes més tard, una altra dona feia la mateixa proesa, Joan Merriam, volant en un Piper Apache en commemoració d'Amelia Earhart, la primera dona que ho havia intentat, desapareguda en vol.
- Jacqueline Cochran estableix un nou rècord de velocitat de dones en arribar als 2.300,14 km/h en un Lockheed F-104 Starfighter.
- El North American X-15a, aparell de proves de velocitat, fa el seu primer vol. Aquest aparell és capaç d'arribar a grans alçades i assolir velocitats impressionants.A més, inclou dos dipòsits immensos de combustible que li donen una autonomia destacable.
- Setembre:
  - El North American XB-70a "Valkyrie" fa el seu primer vol. Tot i ser un bombarder amb capacitat per assolir la velocitat de Mach 3, el projecte queda abandonat.
  - El BAC TSR.2, un aparell supersònic biplaça de reconeixement operatiu en tota mena de condicions climàtiques, també s'abandona.
- Al desembre:
  - Arribat el General Dynamics F-111a, caça de geometria variable capacitat per desenvolupar diverses funcions. Les ales de l'aparell són normalment utilitzades als 26º sobre l'estructura de l'aparell però tenen la capacitat de situar-se entre els 16º i els 72.5º.
  - El Lockheed C-5a "Galaxy" és operatiu per a l'USAF.
  - Arriba el Lockheed SR-71, un aparell de reconeixement estratègic.

#### 1965
- Febrer:
  - Arriba el Douglas DC-9, un aparell de transport civil per a curtes i mitjanes distàncies, propulsat per dos motors de reacció.
- Maig:
  - El rècord de velocitat és superat per R.L. Stephens, que pilotant un Lockheed YF-12a arriba a la velocitat de 3331.507 km/h.
  - El Canadair CL-84 "Dynavert", un aparell canadenc amb la capacitat de volar verticalment i horitzontalment, fa el seu primer vol com a prototip. És capaç d'aterrar i enlairar-se verticalment gràcies a les seves característiques ales.
  - Després de l'entrada dels EUA a la guerra del Vietnam, molts F4 “Phantom II” són destinats a Saigon (l'actual Ho Chi Minh) com a caces tàctics.
- Setembre:
  - El primer dels 3 LTV A-7 "Corsair II" fa el seu primer. Aquest aparell té certa importància per l'USAF durant la Guerra del Vietnam, ja que té la capacitat d'actuar tant com a bombarder com a caça de manera que no necessitava ser escortat.
- Novembre:
  - Un Boeing 707 de la companyia Flying Tiger Line dona la volta al Món passant pels dos pols.

#### 1966
- Les potències mundials segueixen posant més esforços en la carrera de l'espai que en la de l'aviació. Avenços com el de caminar per les naus o posar satèl·lits a orbitar sobre la Lluna per captar-ne més informació són possibles.
- Agost:
  - Arriba el Sukhoi Su-17, que es convertia en el millor caça soviètic del moment. Aquest Sukhoi deriva del Sukhoi Su-7.
  - Arriba el Hawker Siddeley “Harrier”, inspirat en el Short SC.1 i predecessor del popular Sea Harrier actual. Com tots aquests, el HS Harrier té la capacitat d'enlairar-se verticalment.
  - El Hawker Siddeley “Trident” fa el seu últim vol operacional a causa de l'arribada del Douglas DC-9.
- Setembre:
  - Martina Solovyeva, volant en un Ye-76, conegut com a Mikoian-Gurévitx MiG-21, estableix un nou rècord de velocitat en dones a l'assolir els 2044 km/h.
- El Dassault Mirage F1, caça monoplaça, fa satisfactòriament el seu primer vol.

#### 1967
- A l'abril:
  - Apareix el Boeing 737, el qual té la capacitat de portar de 80 a 100 passatgers i és propulsat a reacció, convertint-se en un aparell de transport civil bastant utilitzat.
- Al juny:
  - Durant la Guerra dels 6 dies entre Israel i els estats àrabs que l'envolten, l'exèrcit de l'aire d'Israel demostra la seva superioritat derrotant en 6 dies l'exèrcit de l'aire egipci, jordà i sirià.
- Juliol:
  - El Sukhoi Su-24 "Fencer" fa el seu primer vol tot i que no és operatiu fins al 1970. Aquest aparell consta d'ales en delta, que tenen més superfície que les normals.
  - Un Boeing 707 de la PanAm fa el primer aterratge amb control totalment automàtic de forma totalment satisfactòria.
- Octubre:
  - William Knight pilota un NA X-15 de proves de la NASA propulsat prèviament per un coet arribant a la velocitat de Mach 6,72, uns 7297 km/h.
  - Primers dissenys del que seria el Concorde són exposats a Toulouse (França).
- Al desembre:
  - Arriba el Dornier Do31, capaç de passar de volar en vertical a volar en horitzontal.

#### 1968
- Mentre els EUA segueixen enviant avions com els F-4 “Phantom II” i els General Dynamics F-111 a Vietnam, Europa s'unia en un projecte per a formar un aparell multi-rol que fes dels exèrcits europeus exèrcits punters.
- Al març: 
  - Iuri Gagarin mor en un accident. El primer home a sortir a l'espai s'estavella amb un Mikoian-Gurévitx MiG-15 a Kirshatsk, al nord de Moscou.
- El mateix any en què la BOAC fa el seu primer vol totalment automàtic amb un Super VC 10, la companyia de seients projectables Martin-Baker anunciava la seva vida salvada número 2000 gràcies al seu producte.
- Al juny:
  - L'avió més gros fins aquell moment fa el seu primer vol. Es tracta del Lockheed C-5 "Galaxy".
- Setembre:
  - Boeing anuncia l'arribada del Boeing 747 al setembre.
  - 30 de setembre: el primer Boeing 747 surt de fàbrica tot i que no volaria fins a l'any següent.
  - Arriba un aparell produït entre França i Anglaterra, el Jaguar E-01, el qual vola com a prototip a Istres (França).
  - 31 de desembre: el Túpolev Tu-144 soviètic s'avança contra tot pronòstic als Concorde francoanglesos i als Lockheed americans en convertir-se en el primer aparell supersònic de passatgers. Tot i que els primers vols van ser un èxit, l'aparell mai arriba a cobrir una línia aèria a causa dels problemes posteriors. El no enlairament durant la demostració de Le Bourget i l'accident de Jegorewskiem el deixen fora de la carrera.

#### 1969
- Febrer:
  - El Boeing 747 vola satisfactòriament per primer cop. La premsa el bateja com a "jumbo-jet", ja que consideraven que era el primer aparell d'aquestes dimensions que aconseguia enlairar-se. La innovació d'aquest aparell és que és el primer aparell de fuselatge ample, amb dos corredors per millorar la seguretat, el servei i la mobilitat a bord durant l'embarcament, el vol i el desembarcament.
- 2 de març: el Concorde 001, desenvolupat entre França i Anglaterra, fa el seu primer vol. El pilot escollit per a aquest vol és el francés André Turcat. El següent mes vola el primer Concorde a Anglaterra, el Concorde 002, el qual és pilotat per Brian Trubshaw.
- Es forma Panavia GmbH, que era la fusió d'empreses que havien perdut força després de la Segona Guerra Mundial. D'aquesta manera, s'uneixen BAC, Fiat, Fokker i Messerschmitt-Bölkow.
- El primer aparell VTOL (Vertical Take-Off & Landing, és a dir que s'enlaira i aterra verticalment) que travessa l'oceà Atlàntic és el Hawker Siddeley Harrier que vola des de Northolt (Irlanda) fins a Floyd Bennet Field (EUA).
- Al juny:
  - Arriba un altre gran aparell, que tot i no superar les dimensions del Boeing 747, té una gran capacitat. Es tracta de l'Ilyushin Il-62 el qual entra en funcionament amb la PanAm.
- 21 de juliol: Neil Armstrong és el primer a trepitjar la Lluna després d'allunitzar conjuntament amb Edwin Aldrin en el mòdul "Eagle", mentre Michael Collins els esperava a "l'Apollo 11".
- Agost:
  - Darryl Greenamyer supera el rècord de velocitat per a aparells amb motor de pistons al volar a 769.23 km/h en un Grumman F8 "Bearcat". El rècord de distància sense reabastir combustible amb un aparell amb un motor d'aquestes característiques és el de James Bede en un BD-2 amb una distància final de 14441.26 km.
  - El primer vol del Túpolev Tu-22 "Backfire" es desenvolupa durant aquest mes, convertint-se en un bombarder supersònic important dins de l'URSS. Tot i això, el primer bombarder supersònic en entrar en servei per a un exèrcit ho farà per a l'USAF. Es tracta del B-58 "Hustler".

### Anys 1970

#### 1970
- Japó i Xina s'uneixen en la carrera de l'espai.
- El C-5 "Galaxy" de Lockheed comença a operar amb l'USAF.
- Juliol:
  - Arriba el suec Saab Sk 37 "Viggen", un prototip biplaça inicialment provat a Linköping.
- Agost:
  - Arriba l'aparell més gran de Douglas, el DC-10 que fa el seu promer vol a Long Beach (Califòrnia)
- Novembre:
  - El Concorde 001 francès aconsegueix arribar a la velocitat de creuer de Mach 2 per primer cop, i el seu compatriota Concorde 002 anglès ho aconsegueix 9 dies més tard.
  - El Lockheed L-1011 "TriStar" fa el seu primer vol als EUA essent el tercer aparell de passatgers supersònic en enlairar-se.
- 18 de desembre: apareix Airbus Industrie de la fusió de Deutsche-Airbus i Fokker-VFW per desenvolupar el projecte A300B.
- Apareix un aparell que revolucionaria el món dels caces. El Grumman F-14 "Tomcat" de geometria variable (les ales podien canviar d'angle) i capacitat per fer més d'una funció entrava en producció en sèrie per a l'USAF.

#### 1971
- Un Lockheed P3C pilotat per Donald H. Lilienthal, fa el rècord de distància volada per un aparell propulsat amb turbopropulsor amb una distància d'11.281 km i rècord de velocitat per un aparell propulsat amb turbopropulsor amb un registre de 806.1 km/h.
- Maig:
  - El Concorde 001 fa el seu primer vol i aterratge de manera totalment automàtica.
- Entre juliol i agost: Sheila Scott fa el primer vol amb un avió ultralleuger d'ecuador a ecuador passant pel pol Nord volant en un Piper Aztec D.
- Espanya s'uneix al projecte d'Airbus Industrie A300B.

#### 1972
- El F4 “Phantom II” es converteix en el primer avió pilotat per radiocontrol en unes proves de l'USAF que no van deixar de tenir un cert èxit.
- Maig:
  - El Fairchild A-10A "Thunderbolt II", un dels dos aparells demanats per l'USAF per a intervenir en la Guerra del Vietnam, fa el seu primer vol. Aquest aparell, és el seleccionat després de competir en una sèrie de proves contra el Northrop de característiques semblants. El Fairchild A-10 "Thunderbolt II" es converteix en un dels aparells més utilitzats per l'USAF en operacions de bombardeig i suport a tropes de terra.
  - 26 de maig: la Cessna Aircraft Corporation anuncia que arriba a l'aparell número 100.000 des de l'inici de la seva producció, convertint-se en la primera empresa a produir tal nombre d'aparells. Boeing ven el seu Boeing 727 número 1.000 convertint-se en el primer aparell de grans dimensions en arribar a tal xifra de producció.
- Juliol:
  - El prototip del que seria el F-15 Eagle vola per primer cop a Edwards, Califòrnia (EUA).
- Octubre:
  - Max Fischl és el pilot encarregat de fer el primer enlairament de l'Airbus A300B en un trajecte des de Toulouse a Blagnac (França).

#### 1973
- A finals de febrer: 
  - El Concorde 002 anglès vola de Toulouse a Islàndia i torna sense aturada en el que representa el vol més llarg d'un avió de passatgers supersònic.
- 30 de maig: arriba el Jaguar per modernitzar la flota de la Royal Air Force.
- 3 de juny: té lloc un accident mortal per als 6 tripulants del Túpolev Tu-144 durant l'exhibició d'aquest a Le Bourget.
- Juliol:
  - A. Fedotov supera el rècord d'altura en un Mikoian Ye-266 a l'arribar als 36.240 metres d'altura.
- 6 d'octubre: les forces aèries egípcies bombardejen punts estratègics militars isarelians, començant així la Guerra del Yom Kippur. Els israelians contrataquen però de forma frustrada després que Egipte disposés de molts dels avenços soviètics. Tot i la negociació per acabar la guerra els dies 22, per primer cop, i 24, per segon cop, no s'evita que la guerra continui.
- El primer avió elèctric que aconsegueix volar és el Militky MB-EI (Militky Brditschka Electric 1) el qual és propulsat per un motor elèctric Robert Bosch GmbH de bateries recarregables.

#### 1974
- Gener:
  - Els aparells dissenyats per tenir una gran autonomia i així poder dur tasques de reconeixement durant més temps en l'aire que l'USAF havia demanat surten de fàbrica. Els Teledyne Rolls estaven destinats a complir el programa "Compass Cope".
- 2 de febrer: vola per primer cop l'F-16 de General Dynamics a Edwards (EUA). Aquest aparell seria el posterior i encara molt utilitzat F-16.
- 3 de març: el dia més tràgic de l'aviació en el que només hi ha involucrat un aparell. Després que el MacDonnell Douglas DC-10 s'enlairés de l'aeroport d'Orly, l'aparell de la companyia THY Turkish  s'estavella causant la mort a les 346 persones que hi ha a bord. Investigacions posteriors anuncien que l'accident és causa de la descompressió causada per un problema amb una de les portes del cargo, que com a conseqüència, fa perdre el control de l'aparell al pilot.
- 8 de març: l'aeroport principal de Paris (França), el Charles de Gaulle és oficialment obert pel primer ministre francès.
- Maig:
  - El primer aparell de transport de passatgers europeu realment considerable, fa el seu vol inaugural des de París a Londres. Es tracta de l'Airbus A300b2 d'Air France. L'empresa que havia inventat la tècnica del fuselatge ample posava el seu primer aparell al mercat revolucionant el transport comercial.
- Al juny:
  - El primer dels dos prototips del Northrop YF-17 fa el seu primer vol. Més tard hauria de competir contra els F-16 de General Dynamics, per veure quin era l'aparell més efectiu per operar com a caça monoplaça dins de l'USAF. Aquesta "competició" seria finalment guanyada pel F-16 el qual és encara avui, operatiu.
- Agost:
  - Arriba un projecte europeu, el MRCA i el seu Panavia 200 el qual fa el seu primer vol a Manching (Alemanya)pilotat per Paul Millet.
- Agost:
  - Charles Lindbergh mor, 47 anys després de la seva proesa en ser el primer a travessar l'oceà Atlàntic en solitari i sense aturada amb el "Spirit of St.Louis".
- 15 de novembre: Espanya envia el seu primer satèl·lit a l'espai, l'INTASAT.
- El Rockwell International B-1 vola per primer cop a Palmdale (Califòrnia).

#### 1975
- Gener: 
  - És oficialment anunciat que l'USAF ha escollit el General Dynamics F-16 per a cobrir el programa de caces més maniobrables i lleugers del moment.
  - El McDonnell Douglas F-15 "Eagle" pulveritza el rècord de temps en pujar a 30.000 metres (time-to height) al situar-lo en 3 minuts 27,8 segons.
- Febrer:
  - A l'URSS el subsònic Sukhoi Su-25 "Frogfoot" escorta per a bombarders fa el seu primer vol pilotat per Vladimir Ilyushin.
  - Al Japó, el Mitsubishi FS-T2-KAI, un aparell supersònic destinat al suport aeri, fa el seu primer vol i es converteix en un substitut perfecte dels F-86 "Sabre" ja obsolets.
- Al juny:
  - Un nou rècord de velocitat per a dones és establert per la soviètica Svetlana Savítskaia mentre pilota un Mikoian Ye-133 aconseguint una velocitat de 2.683,44 km/h.
- Setembre:
  - El quart Concorde que surt de fàbrica, fa 4 vols transatlàntics en un mateix dia de Londres a Gander (EUA).
  - A l'URSS apareix el Mikoian-Gurévitx MiG-31 "Foxhound", caça molt hàbil per a fer caure altres aparells. Aquest aparell és produït en sèrie i entra amb força dins de l'exèrcit soviètic com a caça de primera línia.
  - El Túpolev Tu-144 obra la primera línia de correu supersònic entre Moscou i Alma Ata (Kazakhstan).

#### 1976
- El Concorde es converteix en el primer aparell supersònic per al transport de passatgers que opera com a tal. Un Concorde de la British Airways i un altre d'Air France s'enlairen simultàniament des de Londres i Paris en direcció a Bahrain i Rio de Janeiro respectivament. Més tard s'obren les línies Paris - Washington DC i Londres - Washington.
- Juliol:
  - E.W. Joersz i G.T. Morgan Jr. de l'USAF estableixen un nou rècord de velocitat de fins a 3529.56Km/h mentre piloten un Lockheed SR-71.
  - A. Kuznetsov pilota el primer aparell soviètic de grans dimensions Ilyushin Il-86 que vola per primer cop enlairant-se a l'antic aeroport de Moscou, Khodinka. Aquest aparell es convertia en el primer aparell soviètic de fuselatge ample, una tècnica que va revolucionar l'aviació comercial.

#### 1977
- Febrer:
  - El Boeing 747 encarregat de carregar el "Space Shuttle Enterprise" funciona perfectament en la seva primera prova al Centre de Recerca de la NASA. Tot i que no seria fins a mitjans d'any (agost) que es faria servir per primer cop al carregar l'"Enterprise" fins als 7000 metres.
- Al març:
  - El primer Boeing E3a entra en servei amb l'USAF.
  - 27 de març: té lloc la pitjor desgràcia aèria de tots els temps, quan dos Boeing 747 xoquen a poca altura sobre l'Aeroport de Santa Cruz de Tenerife causant la mort de 583 persones.
- Maig:
  - Arriba el Sukhoi Su-27 "Flanker", un caça amb molta autonomia que en el seu primer vol va ser pilotat pel ja experimentat Vladimir Ilyushin.
- Al juny: 
  - El projecte del bombarder estratègic i supersònic Rockwell International B-1 és cancel·lat pel president dels EUA, James Earl Carter, a causa del desenvolupament de míssils que podien tenir la mateixa funció i eren molt més rendibles.
- Agost:
  - Fedotov estableix un nou rècord d'altura volant en un Mikoian Ye-266m a l'arribar als 37.650 metres d'altura. Ell mateix seria l'encarregat de fer el primer vol de prova del Soviet 9-01 conegut amb el nom de Mikoian-Gurévitx MiG-29 "Fulcrum".
- 23 de novembre:
  - S'envia a l'espai el primer satèl·lit artificial meteorològic europeu, el "Meteosat".
- Al desembre:
  - El Lockheed XST "Have Blue" fa el seu primer vol. Aquest aparell seria l'antecessor de l'aparell antiràdar Lockheed F-117 Nighthawk i marca l'inici de la família d'aparells que intenten passar desapercebuts per als ràdars.

#### 1978
- Es forma la British Aerospace, la fusió de la British Aircraft Corporation, la Hawker Siddeley Aviation, la Hawker Siddeley Dynamics i la Scottish Aviation, en un nou intent per sobreviure dins de la indústria de l'aviació.
- Al març:
  - El Dassault Mirage 2000 s'enlaira per primer cop. El monoplaça especialment dissenyat per interceptar caces, és produït per l'exèrcit de l'aire francès i nomenat com el millor caça d'aquest país a mitjans dels 80.
- Al juny:
  - Els Túpolev Tu-144 de la línia Moscou - Alma Ata són trets del servei al no ser rendibles, ja que el combustible que gasten resulta excessiu.
- Agost:
  - Arriba el “Sea Harrier” FRS.Mk1 de la recent apareguda British Aerospace. El "Harrier" és encara avui un dels aparells més utilitzats en el món gràcies a la seva capacitat d'enlairar-se verticalment. La capacitat d'armament que inclou l'adaptació de McDonnell Douglas en el seu "Advanced Harrier" l'ha fet arribar en el punt més àlgid de la seva història.
- Novembre:
  - El primer vol del McDonnell Douglas F/A-18 "Hornet" es duu a terme. L'aparell, que és encara avui considerat el millor caça del món amb les seves posteriors adaptacions, va ser conjuntament desenvolupat entre McDonnell Douglas i Northrop modificant l'YF-17. L'YF-17 havia competit amb el F-16 en el programa de caces amb més maniobrabilitat.
- Al desembre:
  - El primer aparell amb energia solar vola a Anglaterra. Es tracta del "Solar One" de David Williams i Fred To
  - El Beríev A-50 "Mainstay" vola per primer cop a l'URSS. És un aparell basat en l'Ilyushin Il-76MD, pilotat en el seu vol inaugural per Vladimir Demyanovsky.

#### 1979
- Gener:
  - L'F-16 de General Dynamics entra en servei a l'USAF, concretament a l'esquadró 338 destinat a Hill (Utah).
- A l'abril:
  - El Dassault Mirage 50, basat en l'estructura del Mirage III/5, fa el seu primer vol i més tard assumeix més d'una funció en l'exèrcit de l'aire francés.
  - L'últim Concorde fabricat fa el seu primer vol durant aquest mes.
- Al juny:
  - El "Chrysalis" biplà propulsat per energia mecànica d'un ésser humà, construït a l'Institut de Tecnologia de Massachusetts fa el seu primer vol. Tot i que dos mesos després seria desmontat, es van fer 345 vols amb l'aparell entre 44 pilots diferents. Una setmana després que el "Chrysalis" volés, arriba un altre aparell propulsat per l'energia mecànica d'un ésser humà, el "Gossamer Albatross". L'aparell dissenyat i construït per Pal MacCready, guanyava el premi Kremer de £100.000 que era atribuït al primer que travessés el Canal de la Mànega amb un aparell d'aquestes característiques.
- 15 d'octubre: arriben els primers Lockheed F-117 Nighthawk a l'USAF. L'aparell antiràdar es convertiria en el bombarder més utilitzat per EUA durant la Guerra del Golf.

### Anys 1980

#### 1980
- La companyia d'aparells de petita escala per a turisme i negocis Learjet arriba als 1000 aparells construïts.
- Agost:
  - El segon aparell experimental de Paul MacCready, el "Gossamer Penguin" fa el seu primer vol de 3 km propulsat per energia solar amb Janice Brown com a pilot.
- Setembre:
  - Esclata la guerra entre Iran i Iraq amb un ús considerable de les forces aèries per part dels dos bàndols on es posen a prova alguns dels últims aparells desenvolupats a occident.
- Novembre:
  - El projecte "Solar Challenger", aparell propulsat per energia solar, dissenyat sota la supervisió del ja expert MacCready, vola per primer cop a Shafter (Califòrnia). Al mes següent, el "Solar Challenger" pilotat per Janice Brown vola propulsat solament per energia solar durant 1 hora i 32 minuts. En un altre intent, l'aparell recorre 29 km entre Tucson i Phoenix (Arizona) però es veu obligat a aterrar a causa d'una forta tempesta.
  - El de Havilland “Comet 4” fa el seu últim vol commemoratiu pels 30 anys d'aniversari.
  - Judith Chisholm, volant en un Cessna Turbo Centurion, estableix un nou rècord per dones en un viatge en solitari entre Austràlia i Anglaterra de 3 dies i 13 hores. Ella mateixa seria l'encarregada de reduir a la mitat el rècord de la volta al món en dones aconseguit per Sheila Scott, volant en el Cessna Turbo Centurion durant 15 dies 22 minuts i 30 segons.

#### 1981
- Gener:
  - L'últim Boeing 707 en volar aterra. L'aparell havia funcionat dins la PanAm durant 22 anys.
- Al juny:
  - 5 de juny: Richard G. Rutan volant en un Rutan LongEZ especialment dissenyat per a tal funció, fa el rècord de distància en línia recta al complir una distància de 7344.56 km oficialment reconegut per la FAI.
  - França envia el satèl·lit Meteosat 2 a finals de mes.
  - El "Solar Challenger" de MacCready es converteix en el primer aparell propulsat per energia solar en travessar el Canal de la Mànega. El vol, de 5 hores i 23 minuts, comença a Cergy Pontaire, al costat de París, i acaba a Kent (Anglaterra) pilotat per Steve Ptacek.
- Agost: 
  - Boeing anuncia la sortida del Boeing 727 número 4000 de fàbrica. Al mes següent, arriba el Boeing 767. L'aparell aportava més millores d'equipament que no pas d'estructura. La modernització de la cabina i altres parts de l'aparell van fer que tingués tanta o més sortida que els seus antecessors.
- Setembre:
  - El Ilyushin Il-86 pilotat per G. Volokhov supera el rècord de vol amb un aparell capaç de portar fins a 80 tones de càrrega.
- 6 d'octubre: vola un Airbus A300 amb una innovació molt destacable. El FFCC (Forward Facing Crew Cockpit) era un nou disseny de cabina que permetia pilotar l'aparell entre dos pilots, gràcies al sistema d'automatització.
- Al desembre:
  - Jerry Mullen millora el rècord de distància recorreguda en la seva categoria de forma sobrada amb un BD-2 batejat amb el nom de "Love One" al recórrer 16.104.9 km.
  - A l'URSS apareix el Túpolev Tu-160 "Blackjack", un bombarder supersónic inicialment dissenyat com a aparell de transport militar.

#### 1982
- Un Gulfstream III millora el rècord de la volta al món batent 10 rècords en un vol on en destaquen el del temps tardat (47 hores i 37 minuts), el de velocitat mitjana i màxima durant un vol d'aquestes característiques.
- Un Cessna Citation II es converteix en l'aparell comercial construït número 1000 de la Cessna.
- El Northrop F-20 "Tigershark", la modernització de l'F-5, incorporant un motor molt més potent i una cabina amb les últimes innovacions, fa el seu primer vol.
- Febrer:
  - El Boeing 757 fa el seu primer vol que arriba amb una mica de retard a causa d'alguns problemes amb la línia de producció de l'aparell.
- 2 d'abril: Argentina invaeix les Illes Malvines i posteriorment l'illa de Sud Georgia, començant així la Guerra de les Malvines. Argentina feia més de 150 anys que demanava el poder de les illes inicialment seves. En 1 mes la marina anglesa envaeix les illes després de diversos bombardejos sobre els punts estratègics de l'exèrcit argentí. Després de l'esfonsament dels vaixells "Comodoro Somellera" i "General Belgrano" Argentina perd el control de l'illa desacreditant el govern militar que perdia tot poder sobre el país marcant el retorn de la democràcia a l'Argentina. Els principals aparells militars aeris utilitzats pels britànics durant la guerra van ser els Sea Harrier i els bombarders Vulcan B2 a part d'helicòpters com els Westland Wessex mentre que Argentina utilitzava Dassault Mirage III i bombarders Canberra, els quals ja havien quedat bastant obsolets.
- L'Airbus A310 fa el seu primer vol a Toulouse (França) amb una duració de 3 hores i 15 minuts.
- Agost:
  - El primer dels 59 Lockheed F-117 Nighthawk arriba a l'USAF essent operacionals cap a l'octubre de l'any següent de la mateixa manera que els F/A-18 "Hornet".
- Novembre:
  - La línia aèria entre Los Angeles (EUA) i Sydney (Austràlia), reconeguda com la més llarga sense aturada a repostar, era iniciada per la companyia PanAm.
  - El Panavia “Tornado” GR.Mk1 de la Royal Air Force fa el seu primer vol operacional amb la RAF entre Xipre i Anglaterra, essent reabastit en ple vol per un Victors i un Buccaneer.
  - A l'URSS vola el prototip d'Antónov An-124 "Condor" per primer cop. Aquest aparell preparat per al transport de passatgers, es converteix en l'aparell més gran en volar. Capaç de carregar fins a 200 tones, amb una llargada de 84 metres que fa que sigui lleugerament superior al Lockheed C-5 "Galaxy".

#### 1983
- Un italià que vola en un Aeritalia F-104 "Starfighter" es converteix en la vida salvada número 5000 pels seients d'ejecció de Martin-Baker a principis d'any.
- Maig:
  - S'exhibeix el H-4 Hercules "Spruce Goose" a l'Exhibició d'Hidroavions de Long Beach (Califòrnia).
- Dick Smith dona la primera volta al món en solitari en helicòpter.
- Un Sukhoi Su-15 intercepta un Boeing 747 de les línies aèries coreanes causant la mort a 269 persones.
- Setembre:
  - Espanya es converteix en líder mundial en la categoria d'aparells militars de transport mitjà. El CASA-Nurtanio CN-235 més conegut com a Airtech CN-235, desenvolupat entre Espanya i Indonèsia, es converteix en l'aparell més útil de la seva categoria i és adquirit per exèrcits importants com el dels EUA, França, Corea del Sud, Polònia i Xile entre d'altres. Turquia va més enllà demanant el permís de construcció sota llicència.
- Al desembre:
  - Anglaterra, França, Alemanya, Itàlia i Espanya s'uneixen per al disseny i desenvolupament d'un projecte comú europeu que derivés en un aparell competidor dels aparells americans i soviètics.

#### 1984
- L'US Marine Corps (exèrcit naval) rep els Harrier II, els quals eren perfectes per operar en portaavions.
- Al març:
  - Amb la clausura de l'esquadró núm.50 l'Avro Vulcan queda totalment en desús.
- Juliol:
  - El Dassault Mirage 2000 entra en servei operatiu. El primer l'esquadró equipat amb aquest aparell fou el de Chasse (França).
- Al octubre:
  - El primer dels 100 Rockwell International B-1b fa el seu primer vol satisfactòriament.

#### 1985
- Un Boeing B-29 Superfortress del 1947 és trobat totalment intacte a Groenlàndia. Pel que sembla formava part d'una missió secreta però la falta de combustible els va fer aterrar abans d'hora.
- A l'abril:
  - La British Aerospace desenvolupa el Harrier GR.Mk 5 el qual vola millora la tècnica de l'enlairament vertical.
- Maig:
  - La segona sèrie de producció dels bombarders Rockwell International B-1b són destinats a l'esquadró 96 de l'USAF, però no entraria en servei fins al setembre de 1986.
- L'aparell més gran del moment, l'Antónov An-124 vola a Le Bourget, durant l'exposició de 1985, fent, així, la seva primera aparició en públic.
- Al juny:
  - Un Boeing 747 és atacat a 200 km d'Irlanda causant la mort a 321 persones.
- Juliol:
  - Un Boeing 747 de les línies aèries japoneses s'estavella a unes muntanyes situades al nord de Tòquio causant la mort a 520 persones, el nombre més alt de persones mortes en un accident amb un sol aparell involucrat.
- Agost:
  - Alemanya, Itàlia i Anglaterra comencen el desenvolupament i la producció del European Fighter.

#### 1986
- Al juny:
  - Eurofighter Jagdflugzeug GmbH es forma a Múnic amb la finalitat de supervisar els projectes de la European Fighter.
- Juliol:
  - Sis Mikoian-Gurévitx MiG-29 "Fulcrum" soviètics volen a Rissala (Finlàndia) en un viatge de cortesia mostrant per primer cop aquest aparell a occident.
  - El Dassault-Bréguet “Rafale A” d'avançat nivell en combat aeri fa el seu primer vol durant el qual aconsegueix una velocitat superior a Mach 1.3.
- Juliol:
- L'USAF anuncia que els YF-22 de Lockheed-Burbank i els YF-23 de Northrop comencen a ser desenvolupats.
- Agost:
  - Boeing anuncia que arriba a la producció de 5000 aparells, el qual és un 737 per a la KLM holandesa.
  - Richard Meredith-Hardy comença una travessa des de Londres a Ciutat del Cap (Sud-àfrica) amb un aparell ultralleuger, el Minair Gemini Flash 2. Per a fer aquest trajecte de 17220 km tarda 330 hores.
- Al desembre:
  - El Beríev A-40, l'avió amfibi, fa el seu primer vol.
- Al desembre: 216 hores de vol és el temps que tarden Dick Rutan i Jeanna Yeager en donar la primera volta al món sense aturar-se ni reabastir combustible. Volant en el "Voyager" desenvolupat per Burt, el germà de Dick, van recórrer 40.212 km passant per territori aeri pel qual no tenien permís de passar. L'aparell, de mides semblants al B-727 disposava de la capacitat de carregar 5636 litres de combustible.

#### 1987
- Gener:
  - Un F-16 noruec té el primer contacte amb un Sukhoi Su-27 sobre el Mar de Barents.
- L'Institut de Tecnologia de Massachusetts desenvolupa un nou aparell propulsat per l'energia mecànica d'un ésser humà. És el "Michelob Light Eagle", el qual arriba a volar una distància de 15.44 km pilotat per Lois McCallin i de 58.664 km pilotat per Glenn Tremml.
- A l'abril:
  - El primer dels dos Túpolev Tu-160 "Blackjack" soviètics, bombarders supersónics, era operacional amb l'exèrcit de l'URSS.
- Agost:
  - Arriba l'original Sukhoi Su-33, dissenyat especialment per obrar contra vaixells enemics.
- Novembre:
  - Una nord-coreana posa una bomba a un aparell causant la mort de les 115 persones que hi volaven.[75]

#### 1988
- El primer aparell propulsat per hidrogen líquid, el Túpolev Tu-155, fa el seu vol inaugural.[76]
- Al juny:
  - El prototip del Sukhoi Su-35 fa el seu primer vol. Aquest aparell monoplaça de combat, interceptor aeri i d'àtac a objectius terrestres, revoluciona la flota soviètica, ja que dona superioritat aèria sobre moltes altres nacions i és comparable als aparells americans.[77]
- Agost:
  - Dos accidents aèris seguits fan un final d'estiu tràgic. Primer un Lockheed C-130 "Hercules" de l'exèrcit de l'aire paquistanés s'estavella a prop de Bakawalpur causant la mort a 30 persones una de les quals és el president Zia. Pocs dies més tard, durant una exhibició de la "Italian Pattuglia Acrobatica Nazionale Frecce Tricolori" a Ramstein (Alemanya)tres dels Aeromacchi MB-339 xoquen en ple vol entre ells causant la mort a 39 espectadors i als 3 exhibicionistes.
- Setembre:
  - L'Ilyushin Il-96 fa el seu primer vol a l'encara existent URSS.[78]
- Novembre:
  - Arriba un nou Antónov. L'Antónov An-225 "Mriya" de transport, potenciat per 6 motors Lotarev, pesa 600 tones, convertint-se en l'aparell més gros fins al moment i del qual només se n'arribaria a produir un exemplar. El seu primer vol, però, no seria fins al desembre.
  - Es presenta el Northrop B-2[79]
- Al desembre:
  - El Saab JAS 39 "Gripen" fa el seu primer vol.[80]

#### 1989
- Gener:
  - Arriba el Túpolev Tu-204 soviètic, el qual fa el seu primer vol enlairant-se des de Moscou.
  - El "Michelob Light Eagle" de l'Institut de Tecnologia de Massachusetts millora el rècord de vol per a un aparell potenciat amb energia mecànica d'un ésser humà mitjançant pedals quan Glenn Tremml arriba als 58.664 km.
- Al març la canadenca Hilda Wallace es converteix en la persona més vella en adquirir una llicència de vol als 80 anys.
- Al juny
  - el Northrop Grumman B-2 Spirit, un bombarder estratègic capaç d'eludir els ràdars, fa el seu primer vol.
  - El McDonnell Douglas Mk5 “Harrier II” fa un rècord de pujada a l'arribar als 12000 metres en tan sols 2 minuts 6 segons.
- Al desembre el soviètic Sukhoi Su-30 "Flanker" fa el seu primer vol. El Su-30 era l'adaptació del Su-27 (també conegut com a Su-33) però de forma biplaça.

### Anys 1990

#### 1990
- Boeing anuncia la producció del seu aparell número 6000, un 767 per a la Britannia Airways.
- El Sukhoi Su-34 fa el seu primer vol i és produït per substituir el Su-24 ja obsolet de l'exèrcit soviètic.
- Arriba el també soviètic Iàkovlev Iak-141 "Freestyle". Aquest aparell VTOL, d'enlairament vertical, es converteix en el primer d'aquest tipus capaç de superar la velocitat del so.
- Al març:
  - Als EUA l'YF-23 "Black Widow II" de Northrop entra operacionalment a l'USAF. El seu gran competidor, el F/A-22 “Raptor” de Lockheed, fa el seu primer vol però no entraria en servei fins al 2000. Aquest aparell, destinat a substituir els F-15 "Eagle" de l'USAF, és dels primers caça-interceptadors optimitzats per ser antiràdar.
- 2 d'agost: Iraq envaeix Kuwait, iniciant així la Guerra del Golf Pèrsic. L'Exèrcit dels Estats Units d'Amèrica envia a Aràbia Saudita mitjançant Lockheed C.5 "Galaxy" reforços per evitar la invasió d'aquest país, en l'operació "Desert Shield". Els primers aparells voladors de combat a arribar són els F-15 "Eagle". Més tard arriben 21 Lockheed F-117 Nighthawk, bombarders invisibles als ràdars molt útils durant la guerra. La RAF envia esquadrons de SEPECAT “Jaguar” Mk.1 i Panavia “Tornado” Mk.3. Canadà aporta 12 McDonnell-Douglas F-18 per a aquesta mateixa operació.
- 27 d'agost El Northrop YF-23 realitza el seu primer vol.
- Setembre:
  - El primer dels dos prototips de Lockheed F-22 vola a Palmdale. No seria fins al mes següent en que superaria la velocitat del so en un vol.
- Al desembre:
  - Martin-Baker i els seus seients salven la vida número 6000.

#### 1991
- 17 de gener: comença l'operació "Tempesta del Desert" a la Guerra del Golf Pèrsic, la qual pretenia recuperar el domini de Kuwait. El primer aparell a entrar en acció és l'antiradar Lockheed F-117 Nighthawk que bombardeja Bagdad (Iraq) atacant punts clau com l'Aeroport, les instal·lacions de l'exèrcit de l'aire iraquià i el centre de comunicacions de Bagdad. La primera baixa d'un aparell volador iraquià era un Dassault Mirage F1 que s'estavellava en una maniobra a prop de terra mentre perseguia un General Dynamics - Grumman F-111 "Raven" de l'USAF. La primera victòria aliada data del mateix dia, quan el capità Steve Tate i el F-15 "Eagle" que pilotava feia caure un Dassault Mirage F1 després de ser tocat per un míssil AIM-7 Sparrow. Al mateix dia 2 F/A-18 "Hornet" de la US-Navy fan caure dos Mikoian-Gurévitx MiG-21 iraquians en un combat a curta distància (dogfight en anglès). La primera baixa aliada és la de Michael Scott Speicher que era tocat per un míssil terra-aire SA6 mentre pilotava un F/A-18 "Hornet". Aquell dia els aliats també perdien un Panavia Tornado Mk.1 de la Royal Air Force. La primera victòria aliada no americana en dogfight la duia a terme Ayehid Salah al-Shamrani de les forces aèries saudís, el qual va derrotar dos Mirage F1 amb el F-15 "Eagle" que pilotava.
- L'exèrcit de l'aire aliat clarament superior durant tots els compassos de la guerra va ser determinant per acabar amb la resistència iraquiana que abans d'abandonar Kuwait incinerava gran quantitat de pous de petroli.
- '28 de febrer: acaba la Guerra del Golf Pèrsic. En nombre d'aparells, Iraq en va perdre 40 en vol i bastants destruïts en bases, sobretot Dassault Mirage F1. Per el bàndol aliat, EUA perd 35 aparells entre l'USAF i la US Navy, cap en vol, tots en bombardejos a bases aliades. Anglaterra perd 6 Panavia Tornado, Itàlia un "Tornado" i Kuwait un "Skyhawk".
- Maig:
  - Durant l'evacuació de jueus d'Etiòpia que van ser portats a Israel, es bat el rècord de nombre de persones en un mateix vol. Un Boeing 747 amb els banys desmontats transportava un total de 1087 refugiats (3 naixent a bord) durant l'Operació Salomon. L'aparell, preparat amb 760 seients, va impedir que les persones viatgessin amb el cinturó de seguretat posat, ja que anaven assentades 6 persones per a cada 4 seients.
- Juliol: 
  - Kari Castle recorre 335,8 km planejant a la Vall d'Owens (Califòrnia), establint un nou rècord de dones encara existent.
- Setembre:
  - El McDonnell-Douglas C-17 "Globemaster III" vola per primer cop, convertint-se en un altre aparell de transport militar per a l'USAF.
- Octubre:
  - L'Airbus A340 vola per primer cop tenint un èxit aclaparador entre les companyies aèries europees erigint-se com un ferm rival a Boeing.
- 8 de desembre: després de la "perestroika" de Gorbatxov, amb Ieltsin al poder, Rússia, Belarús, Ucraïna i altres països de la Unió Soviètica s'unien per declarar el final de l'URSS i la creació de la CEI, la Comunitat d'Estats Independents.
- Durant aquest any també es va iniciar la Guerra dels Balcans. Després que Milošević inculqués el nacionalisme serbi, es va desenvolupar la Guerra de Bòsnia entre les múltiples nacions que formaven la República Federal Socialista de Iugoslàvia. L'ús dels serbis d'aparells militars aeris, sobretot bombarders, va devastar Bòsnia i Hercegovina i altres regions com Kosovo. Tot i això, l'OTAN no hi intervendria fins al 1994.

#### 1992
- Rússia abandona la producció del bombarder Túpolev Tu-160 "Blackjack".[81]
- Setembre: arriba el Harrier II, caça d'enlairament vertical de combat tant de dia com de nit, el qual incorporava un ràdar d'última generació.
- Octubre:
  - Maynard Hill estableix un nou rècord de temps de vol amb un aparell de la seva categoria, amb 33 hores 39 minuts i 15 segons de vol.
- Novembre:
  - L'Airbus A330, de trajectes mitjans, fa el seu primer vol.
  - El rus Ilyushin Il-96, de fuselatge ample, és certificat per a transport de passatgers.[82]

#### 1993
- Arriba l'Airbus A321, situant l'empresa en un dels punts més alts del mercat.
- L'avió amfibi Beríev Be-12 preparat per combatre incendis, descarrega 250 tones d'aigua en dos viatges per a combatre un incendi al poble de Listvianka.
- Setembre:
  - L'Antónov An-124 carrega la peça única més pesant que s'ha carregat mai des de Düsseldorf (Alemanya)fins a Nova Delhi (Índia). Es tracta d'un generador d'energia de 130 tones.
- El primer Northrop Grumman B-2 Spirit, bombarder antiràdar, entra operacionalment a l'esquadró núm.509.

#### 1994
- 27 de març: L'Eurofighter Typhoon fa el seu primer vol a Manching (Alemanya). D'aquesta manera, la unió dels països europeus per a aconseguir un aparell comparable als caces americans i russos tenia relativament èxit.
- Maig:
  - El primer aparell desenvolupat i produït a Taiwan, el "Ching-Kuo" fa el seu primer vol a Taipei.
- L'OTAN intervé en la Guerra dels Balcans 3 anys després que comencés. Durant l'Operació “Blue Sword” l'OTAN fa servir dos F-16 "Fighting Falcon" per destruir un magatzem d'armament.
- Octubre: 
  - El Boeing 767, que incorpora modernitzacions a la cabina fa el seu primer vol.
  - A Ucraina arriba l'Antónov An-70, ni de bon tros tan gran com l'An-124, sinó de mida mitjana.
- Al desembre:
  - El Sukhoi Su-32, basat en el Su-27, era un avió de control marítim de llarg abast que vola per primer cop en aquest mes.

#### 1995
- Alaska Airlines és pionera en la venda de bitllets de vol via Internet.
- El Transbordador espacial Discovery s'acobla a l'estació Mir russa.
- 2 de juny:
  - Un F-16 de l'USAF és tocat per un míssil terra-aire serbi mentre vola per la "no-fly zone". Després d'evitar durant sis dies ser capturat pels serbis, Scott O'Grady, el pilot, era rescatat per helicòpters de l'exèrcit naval.
- Juliol:
  - Un Antónov An-225 "Mriya" de mida reduïda, es converteix en l'aparell més gran en ser pilotat per ràdiocontrol.
- Agost:
  - Un Concorde d'Air France pilotat per Michel Dupont i Claude Hetru, completa la volta més ràpida al Món durant 31 hores 27 minuts 49 segons.
  - Clarence Cornish es converteix en la persona més gran en pilotar un aparell després de pilotar un Cessna 172 a l'edat de 96 anys.
  - Airbus segueix la seva línia i a finals de mes arriba l'Airbus A319, un aparell comercial de curta-mitjana distància.
- Durant l'Operació Força Deliberada,[83] l'OTAN bombardeja punts estratègics serbis, destruint ràdars, torres de comunicacions, magatzems de munició i altres objectius. Un Dassault Mirage 2000 és destruït per un míssil SA7 terra-aire. Durant aquesta operació, un Tornado es converteix en el primer aparell alemany en entrar en combat des de la Segona Guerra Mundial.
- Al Japó arriba el Mitsubishi F-2 de suport a les tropes de terra i especialment dissenyat per combatre vaixells.

#### 1996
- Hildegarde Ferrera es converteix en la persona més vella en saltar al buit en paracaigudes a l'edat de 99 anys.
- Al març:
  - Fokker, una de les empreses més antigues de l'aviació, ja que funcionava des de 1919, es declara en fallida.
- El Túpolev Tu-214 rus vola per primer cop convertint-se en l'avió comercial més utilitzat a l'antiga URSS.
- A l'abril:
  - Arriba el C-130 HerculesJ, una modernització del ja conegut aparell de transport.
  - A l'exèrcit francès, els Dassault Mirage IV, armats nuclearment, volen per últim cop després de 33 anys de servei.
  - Queden fora de servei els General Dynamics F-111 "Raven" de l'USAF.
  - A la Royal Air Force, el Vickers Vanguard fa el seu últim vol per ser exposat al Brooklands Museum.
  - Els Grumman A-6 acaben la seva carrera després de 34 anys a la US Navy.
- Al juny:
  - El Saab 39 Gripen entra en servei a l'exèrcit suec.
- Novembre:
  - Un Boeing 747 de les aerolínies saudís i un Ilyushin Il-76 xoquen a Nova Delhi (Índia) causant la mort a 341 persones.
  - El primer aparell supersònic de passatgers, el Túpolev Tu-144, és millorat i modificat substancialment, sobretot en l'aspecte dels motors, per ser utilitzat per la NASA en experiments.

#### 1997
- Boeing anuncia el seu Boeing 737 núm.3600.
- Airbus dobla la producció a Europa
- Al març:
  - L'últim vol del Comet 4 té lloc a Boscombe Down. L'aparell volava des de 1963.
- A l'abril:
  - El Northrop Grumman B-2 Spirit fa el seu primer vol operacional amb l'USAF. El vol més llarg fet amb aquest aparell és de 25 hores.
  - A França, el Dassault Rafale C fa el seu primer vol i ràpidament entra en funcionament amb "l'Armée de l'Air" francès.
- Agost:
  - Boeing absorbeix McDonnell Douglas.
- Setembre:
  - Arriba l'últim vol per al Lockheed T-33. La seva última missió operacional havia estat a l'abril.
  - Paul Metz pilota el primer prototip de Lockheed Martin F-22 Raptor durant el seu primer vol.
  - Arriba el Sukhoi Su-47 "Berkut" (també conegut com a Su-37), un caça de quinta generació, que en el seu primer vol va ser pilotat per Igor Votintsev. El Su-47 té les ales invertides i molt endarrerides que conjuntament amb uns canards davanters li donen una gran maniobrabilitat.
- Al desembre:
  - L'Eurofighter Typhoon DA2 fa el primer vol a la velocitat de Mach 2.

#### 1998
- Febrer:
  - El Teledyne Ryan “Global Hawk” vola per primer cop. Un dels pocs aparells que tenen actualment com a única funció el reconeixement aeri.
- A l'abril:
  - L'USAF anuncia que el SR-71 "Blackbird", bombarder supersònic, queda fora de servei al no ser rendible. Tot i això segueix servint per fer proves per la NASA.
- Juliol:
  - L'avió per a trajectes regionals, o de curta distància, EMBRAER RJ135 amb capacitat per a 40 passatgers, fa el seu primer vol i a causa de l'èxit que té sobretot en països petits com Països Baixos  i Bèlgica, comença a ser produït en sèrie cap a l'octubre de 1999.
  - Arriba un dels aparells d'entrenament més sol·licitats en la història de l'aviació. El Beechcraft T-6 Texan II és produït per als principals exèrcits occidentals, entre els quals destaca l'USAF, amb més de 700 exemplars demanats només durant aquest any.
- Agost:
  - El Lockheed C-130 Hercules entra a funcionar operacionalment per la Royal Air Force, convertint-se en l'aparell de càrrega més gran de l'exèrcit anglès.
- Setembre:
  - El Boeing 717 fa el seu primer vol conjuntament amb el semblant McDonnell-Douglas MD-95 a Long Beach (Califòrnia).
  - Es produeixen els primers 148 Typhoon per als principals exèrcits europeus.
  - El Beríev Be-200 rus, l'avió amfibi més gran del món fa el seu primer vol a Irkutsk.
  - Els últims Panavia Tornado construïts són destinats a l'Aràbia Saudita, arribant a un total de 974 aparells produïts.
- Al desembre:
  - El Raytheon Premier I fa el seu primer vol i ràpidament destaca com a el millor avió de negocis de l'actualitat.

#### 1999
- Gener:
  - El primer Lockheed F-117 Nighthawk era abatut mentre sobrevolava la República Federal de Iugoslàvia per un míssil terra-aire rus.[84]
- Al març:
  - Bertrand Piccard i Brian Jones donen la primera volta al món sense aturades en globus aerostàtic.
  - KLM es converteix en la companyia aèria amb més anys funcionant en complir 80 anys de la seva fundació.
- L'OTAN ordena el bombardeig aliat durant l'Operació Allied Force d'objectius iugoslaus estratègics per a la defensa de Kosovo.
- A Rússia, la Mikoian-Gurévitx es veu fortament retallada de personal i totalment reorganitzadaa a causa de la mala situació del país.

## Segle XXI

### Anys 2000

#### 2000
- El Mikoian-Gurévitx MiG-35, més conegut com a 1.42, fa el seu primer vol a Rússia.
- Els Concorde queden fora de servei per a transport civil després d'un accident que causa la mort a 113 persones a França i altres problemes que ocasiona l'aparell. Tot i això, l'aparell segueix en proves per a la recerca i millora d'aparells de transport civil supersònic.
- Airbus comença el desenvolupament de l'A380, l'aparell destinat a grans càrregues, principalment demanat per la NASA.
- A l'abril:
  - Gus McLeod es converteix en la primera persona a arribar al pol Nord amb un aparell de cabina oberta sotmetent-se, per tant, a baixíssimes temperatures.

#### 2001
- Lockheed comença el desenvolupament del Joint Strike Fighter.
- Grans companyies aèries com l'American Airlines, que absorbeix TWA,[85] comencen una forta monopolització aèria als EUA i Europa.
- 11 de setembre: dos Boeing 757 s'estavellen amb tots els passatgers a dins contra les torres bessones conegudes amb el nom de World Trade Center de Nova York, causant la caiguda d'aquestes i la mort a milers de persones. Un altre Boeing 757 cau a Pennsilvània i un quart s'estavella contra el Pentàgon. Aquest fet és l'atac terrorista més gran que han sofert mai els EUA. Després d'aquest dia la seguretat en l'aviació es posa en dubte, així ho demostren els milers de vols cancel·lats, i posteriorment una gran baixada de passatgers que arriba al 16% durant els primers mesos. Aquest fet arruïna a empreses senceres des de companyies fins a productores, que es veuen obligades a retallar sous i plantilles causant que milers de treballadors, des de dissenyadors fins a pilots es quedin sense feina.

#### 2002
- El F/A-18E "Super Hornet" entra operacionalment amb l'USAF. Aquest aparell és una modernització del F-18 que li aporta molta més autonomia, una altura màxima més elevada i molt més armament, així com una potència més elevada gràcies als seus nous motors.
- Després de l'11-S EUA declara la guerra contra el terror donant suport a les guerrilles afganes perquè enderroquin el règim talibà a l'Afganistan i invaint Iraq l'any següent, dos països que han fomentat el terrorisme.

#### 2003
- Gener:
  - Un avió que transporta el nou govern de Kenya és accidentat causant la mort d'un dels ministres i deixant malferits a molts dels altres.
- Febrer:
  - 8 de febrer: es fa el rècord de persones en formació en un salt al buit quan 400 persones salten sobre Udonthani (Tailàndia).[86]
- Març:
  - Tot i les grans manifestacions arreu del Món, EUA amb el suport d'Anglaterra i Espanya envaeix Iraq per enderrocar el règim de Saddam Hussein. La Royal Air Force s'encarrega d'eliminar ràdars iraquians entrant a la "no-fly zone" amb els Panavia “Tornado” especialment dissenyats per a tal funció. L'USAF s'encarrega dels bombardejos gràcies als Lockheed F-117 Nighthawk i als Northrop B-2b "Spirit".[87]
- Maig: 
  - Un aparell rus que porta a casa soldats espanyols, s'estavella a Turquia sense cap supervivent.
- Desembre: 
  - 17 de desembre:

| « | El 17 de desembre de 2003, se celebra els 100 anys d'història de l'aviació. Des dels Wright volen amb el seu “Flyer I” a Kitty Hawk, han passat 100 anys plens de bones i males notícies per a la història d'un aparell que ha revolucionat les comunicacions i el transport, però que també ha modificat les estratègies de guerra. | » |

### Dècada del 2010
- L'enginyer Yelken Octuri dissenya un iot de 46 metres que es converteix en un avió de luxe en pocs minuts. El príncep Aziz, hereu al tron de Brunei, és el primer interessat a construir l'hidroavió.[88]